# Fouras
Fouras ([fuʁa]) est une commune du Sud-Ouest de la France située dans le département de la Charente-Maritime en région Nouvelle-Aquitaine. Ses habitants sont appelés les Fourasins  et les Fourasines. En novembre 2014, le conseil municipal a proposé que la commune se nomme Fouras-les-Bains ; ce changement de nom n'a pas été entériné par le Conseil d'État (2021), mais la municipalité l'utilise dans sa communication.
Faisant face à l'archipel charentais et disposant d'une situation géographique quasi centrale sur le littoral de la Charente-Maritime, Fouras s'étend sur une presqu'île lui conférant dès ses origines les bases d'un site stratégique, puis, au XIXe siècle, d'un site balnéaire attractif.
Ancien centre de garnison, ayant longtemps vécu à l'ombre de ses forts destinés à protéger le port militaire et l'arsenal de Rochefort, Fouras fut le théâtre de plusieurs accrochages avec la Royal Navy, dont le plus illustre fut la « bataille des Brûlots », disputée au large de Fouras face à l'embouchure de La Charente et au Sud entre l'île d'Aix et L'île d'Oléron en 1809.
Dernière ville du continent traversée par l'empereur Napoléon Ier avant son exil à Sainte-Hélène, Fouras devint par la suite un lieu d'internement pour plusieurs centaines de communards.
Dès 1850, elle s'est affirmée comme l'une des principales stations balnéaires de la côte aunisienne, à la faveur de la mode des  bains de mer  et de l'arrivée du chemin de fer à la fin du XIXe siècle. Fouras s'est rapidement développée comme l'un des lieux de vacances à la mer et de rassemblement de la haute-société rochelaise, qui y édifia de nombreuses villas, principalement en bord de mer, encore visibles aujourd'hui. Grâce à l'impulsion donnée par le tourisme, Fouras est également devenu le troisième port de voyageurs du littoral charentais avec son port de la Fumée qui assure des liaisons maritimes permanentes avec l'île d'Aix.
Le jeu télévisé Fort Boyard, tourné dans la fortification du même nom au large, et son célèbre « père Fouras » contribuent à la notoriété de la ville depuis 1990.

## Géographie
La commune de Fouras se situe dans le centre-ouest du département de la Charente-Maritime, en région Nouvelle-Aquitaine, dans l'ancienne province d'Aunis.
Dans une vue plus globale, Fouras occupe la partie sud-ouest de la France, au centre de la côte atlantique dont elle est riveraine, faisant partie du « midi atlantique ».
Fouras est avant tout une commune littorale, située à l'embouchure en rive droite de la Charente, face à l'archipel charentais, dans la partie occidentale du département de la Charente-Maritime, dans l'ancienne province de l'Aunis.

### Situation géographique

#### Localisation de la commune
| \| Position de Fouras en Charente-Maritime. · Fouras \| Position de Fouras en Charente-Maritime. |
| Position de Fouras en Charente-Maritime. · Fouras                                                |

Fouras dispose d'une position géographique particulière sur le littoral charentais lui permettant d'avoir une vue d'ensemble sur les quatre îles qui forment l'archipel charentais. Elle occupe effectivement une situation quasi centrale sur la façade côtière de la Charente-Maritime.
Fouras est bordé par l'océan Atlantique et plus précisément par le pertuis d'Antioche, véritable petite mer intérieure, qui la sépare de l'Île-d'Aix accessible uniquement par voie maritime et distante de 6 kilomètres seulement. L'île Énet, sur laquelle a été construit le fort éponyme, dépend de la commune.
La station balnéaire est située à 14 kilomètres au Nord-Ouest de Rochefort, sa sous-préfecture, à 27 kilomètres au Sud de La Rochelle, préfecture de la Charente-Maritime, et à 53 kilomètres de Saintes, la deuxième ville du département.
En Nouvelle-Aquitaine, Fouras est situé à 74 kilomètres de Niort, 103 kilomètres d'Angoulême, 149 kilomètres de Poitiers.
Elle est située à quasi égale distance des grandes métropoles régionales de Nantes, 161 kilomètres au Nord, et de Bordeaux, la capitale régionale, 164 kilomètres au Sud.
Par ailleurs, Fouras est située à 482 kilomètres de Paris.

#### Communes limitrophes
La ville est mitoyenne de la commune de Saint-Laurent-de-la-Prée, avec laquelle elle partage plusieurs infrastructures, notamment la halte SNCF. S'étendant à l'est de Fouras, elle en est séparée par le Bois Brûlé, petite pinède composée également de chênes verts, et par les marais de Terre-Noire.
Au nord-est, la presqu'île de Fouras est baignée par la baie d'Yves, petit golfe marin qui la sépare de la commune éponyme.
Le fleuve Charente sert de délimitation naturelle entre les communes de Fouras, au nord, et de Port-des-Barques, au sud.
Enfin, au large de la pointe de la Fumée, à six kilomètres à l'ouest du centre-ville de Fouras, se trouve l'île d'Aix qui forme une commune à part entière.
|                  | Yves                         |                          |
| Océan Atlantique | Fouras                       | Saint-Laurent-de-la-Prée |
|                  | Port-des-Barques (sur 100 m) |                          |

### Axes de communication
De par son caractère géographique particulier où un quartier de Fouras occupe le site d'une presqu'île, la mer est omniprésente autour de la ville faisant de Fouras une sorte de « finistère ».

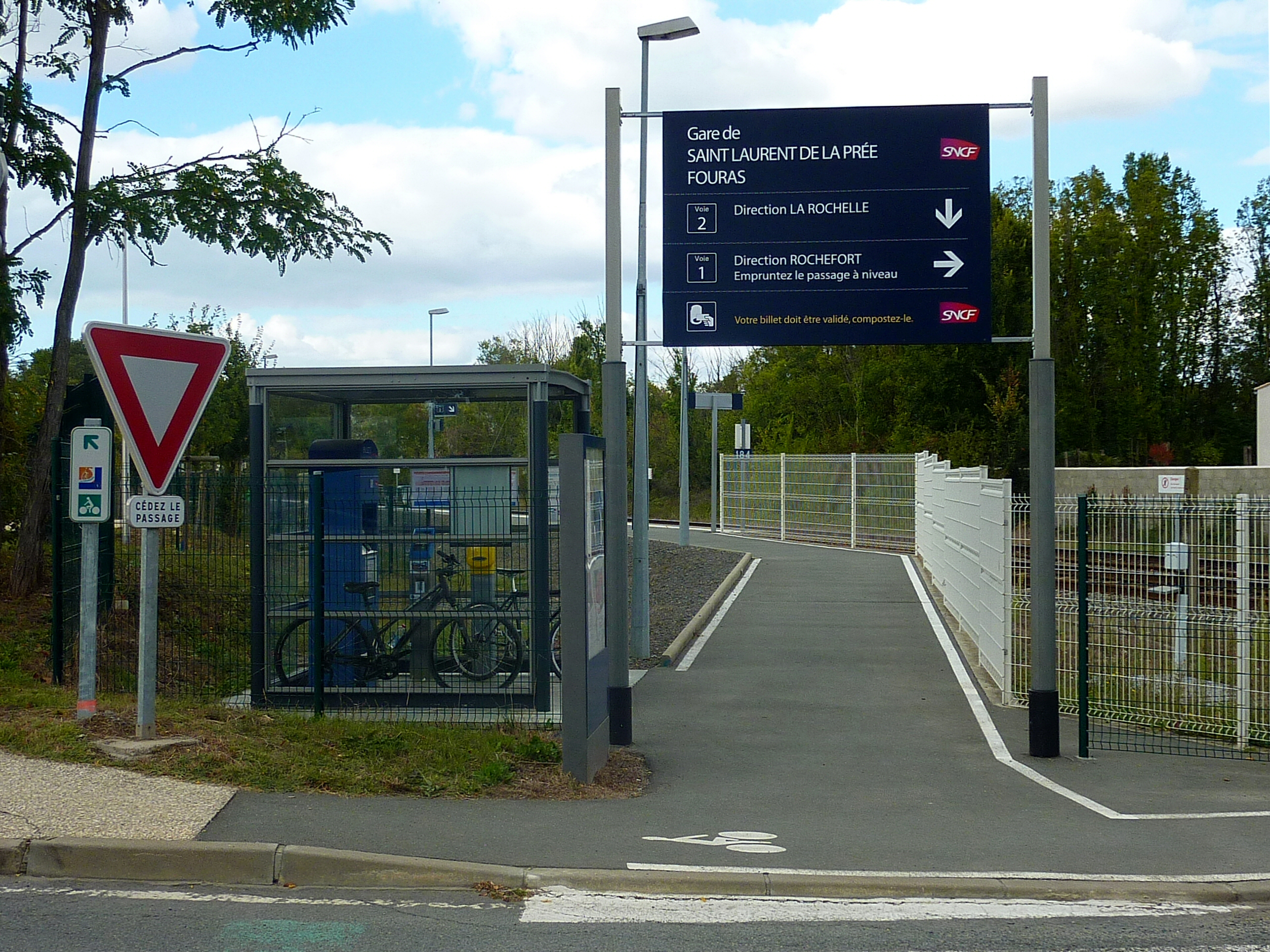
L'accès au quai no 2 pour les trains en direction de La Rochelle.

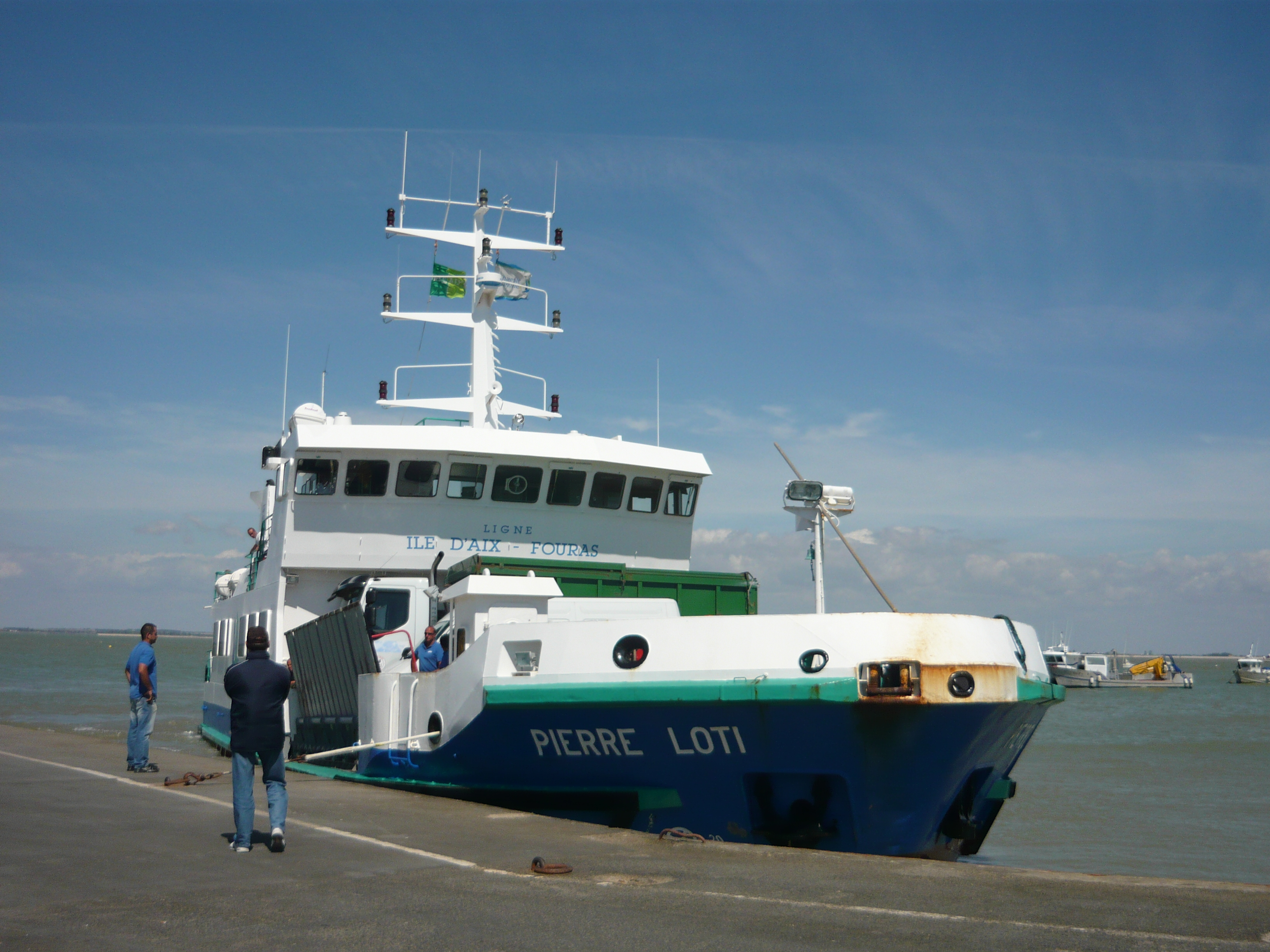
Fouras - La Fumée est le troisième port de voyageurs du littoral charentais. Le Bac Pierre Loti

### Par la route
La ville de Fouras est accessible depuis Rochefort ou La Rochelle via la RN 137. Celle-ci est reliée à la route de l'Océan ou RD 937, laquelle fait le tour de la presqu'île. Divisée en plusieurs avenues (avenue du Cadoret, avenue d'Aix), elle se prolonge par un boulevard, le boulevard de la Fumée, lequel relie l'embarcadère pour l'île d'Aix. Un axe secondaire, la D 214, relie Fouras à la zone d'activité de Soumard, puis à la commune voisine de Saint-Laurent-de-la-Prée.

### La Voie Ferrée
L'arrivée du chemin de fer dans la commune eut lieu en 1884, grâce à un embranchement ferroviaire situé au (PK 200,271) depuis Nantes, implanté au Nord/Ouest de la halte de Saint-Laurent-de-la-Prée, ouvert en Septembre 1883 - entre La Rochelle et Rochefort - construit par La Compagnie des Charentes qui favorisa le développement de Fouras, qui n'était alors qu'un modeste village en bord de mer. Jusqu'en 1937, Fouras était reliée à la gare de Paris-Montparnasse, puis à la gare de Paris-Austerlitz. Le trajet omnibus était d'environ sept heures et demie. La SNCF décida de fermer la gare de Fouras le 15/12/1969 aux voyageurs, en raison d'un déficit important causé par une très faible fréquentation. Le service des marchandises fut fermé le 01/12/1971. La gare fut démolie en 1985. Désormais, les voyageurs à destination de Fouras transitent par la halte de Saint-Laurent-de-la-Prée, rebaptisée Saint-Laurent - Fouras, à cinq kilomètres du centre-ville vers le Nord. La halte accueille principalement des trains du réseau TER Nouvelle-Aquitaine et la desserte cadencée La Rochelle-Porte Dauphine - Rochefort par autorails thermiques.
La ville est équipée d'un embarcadère situé au bout de la presqu'île de la Fumée, où accostent les bacs desservant l'île d'Aix, qui est le troisième port de voyageurs du littoral Charentais. La « Société Aix-Fouras » est l'unique prestataire de la liaison maritime permanente avec l'île d'Aix. De plus, Fouras affirme depuis peu sa vocation de port croisiériste où plusieurs compagnies locales de bateaux effectuent également des promenades touristiques à la belle saison jusqu'au fort Boyard, visible depuis Fouras.

### Le cadre géographique

#### Description du cadre géographique
D'une superficie de 951 hectares, cette petite commune occupe pour une large part un promontoire rocheux prolongé par la presqu'île de l'Aiguille et la Pointe de la Fumée à l'Ouest, qui se situe à proximité immédiate de l'île d'Aix, laquelle est séparée par un petit bras de mer de six kilomètres.
La ville elle-même s'étire sur la majeure partie de la presqu'île de l'Aiguille, qui conserve néanmoins une partie de son site boisé initial, le « Bois-Vert ». Ce dernier correspond à une pinède, qui est composée essentiellement de pins maritimes et de chênes verts, et couvre environ 1/5 du territoire communal.
Cinq plages de sable fin bordent la presqu'île, totalisant quatre kilomètres sur les 15,4 kilomètres de côtes que compte la commune. Ces plages s'étalent sur son littoral Nord, Sud et Ouest, dans de petites criques sablonneuses ou des anses naturellement formées et confèrent à la station balnéaire un cadre particulièrement attractif.
Au Sud de Fouras se déversent dans l'océan Atlantique les eaux du fleuve Charente en une large embouchure, sur la rive gauche de laquelle se trouve l'île Madame, petite île appartenant à la commune de Port-des-Barques.
Au Nord-Est de la ville s'étend la baie d'Yves, au large de laquelle se situe la réserve naturelle nationale du marais d'Yves, fréquentée par plus de 250 espèces différentes d'oiseaux migrateurs.
À l'Est et au Sud, le paysage est formé d'une plaine marécageuse composée d'alluvions d'origine fluviale, régulièrement inondée par les crues saisonnières du fleuve. Localement appelées prées, elles forment un écosystème particulier, où abondent notamment les genêts, fréquenté entre autres par des visons d'Europe, des couleuvres à collier et autres tariers des prés.

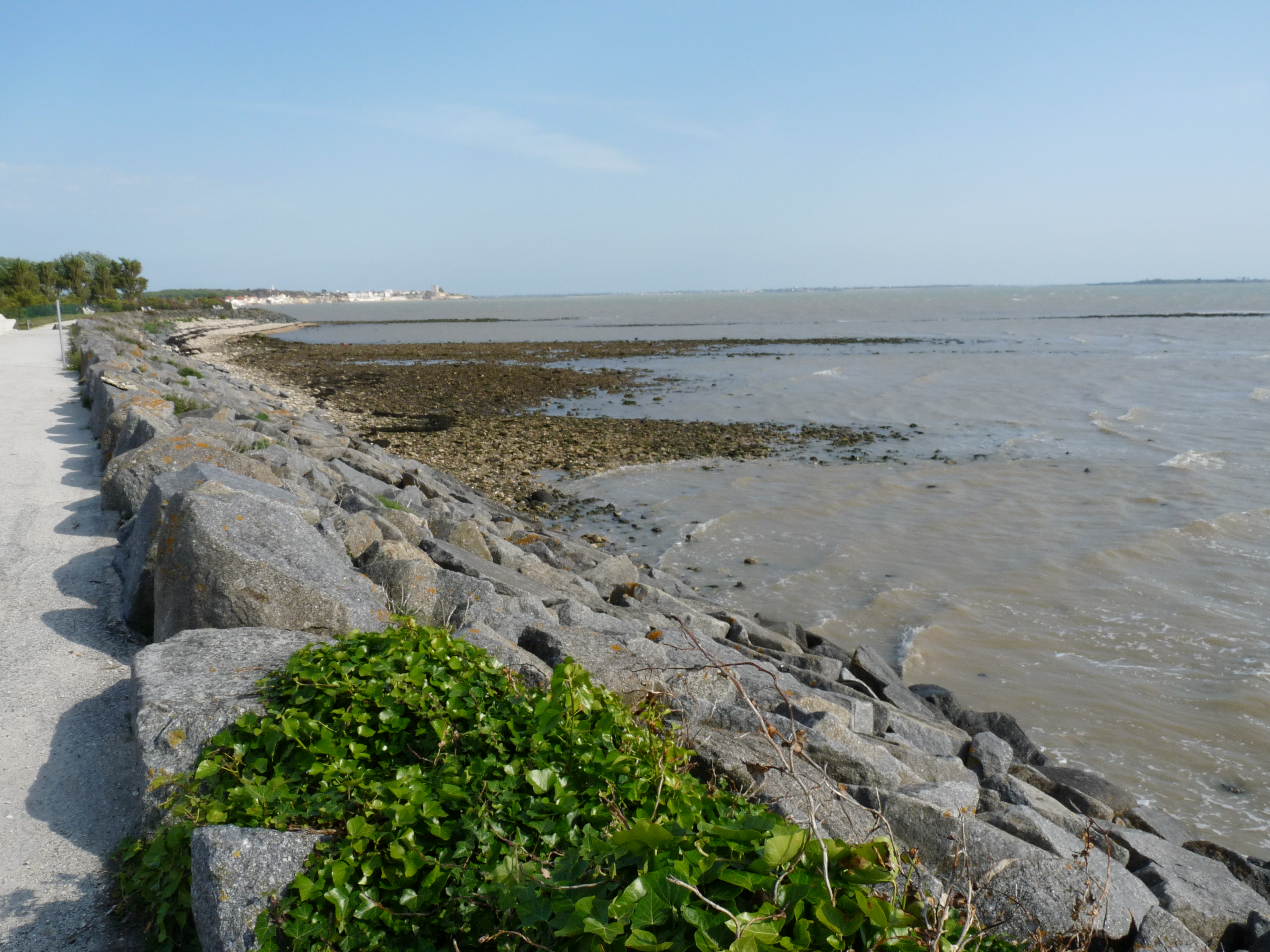
Vue sur Fouras et le Fort de Fouras depuis la Pointe de la Fumée (côté Sud).
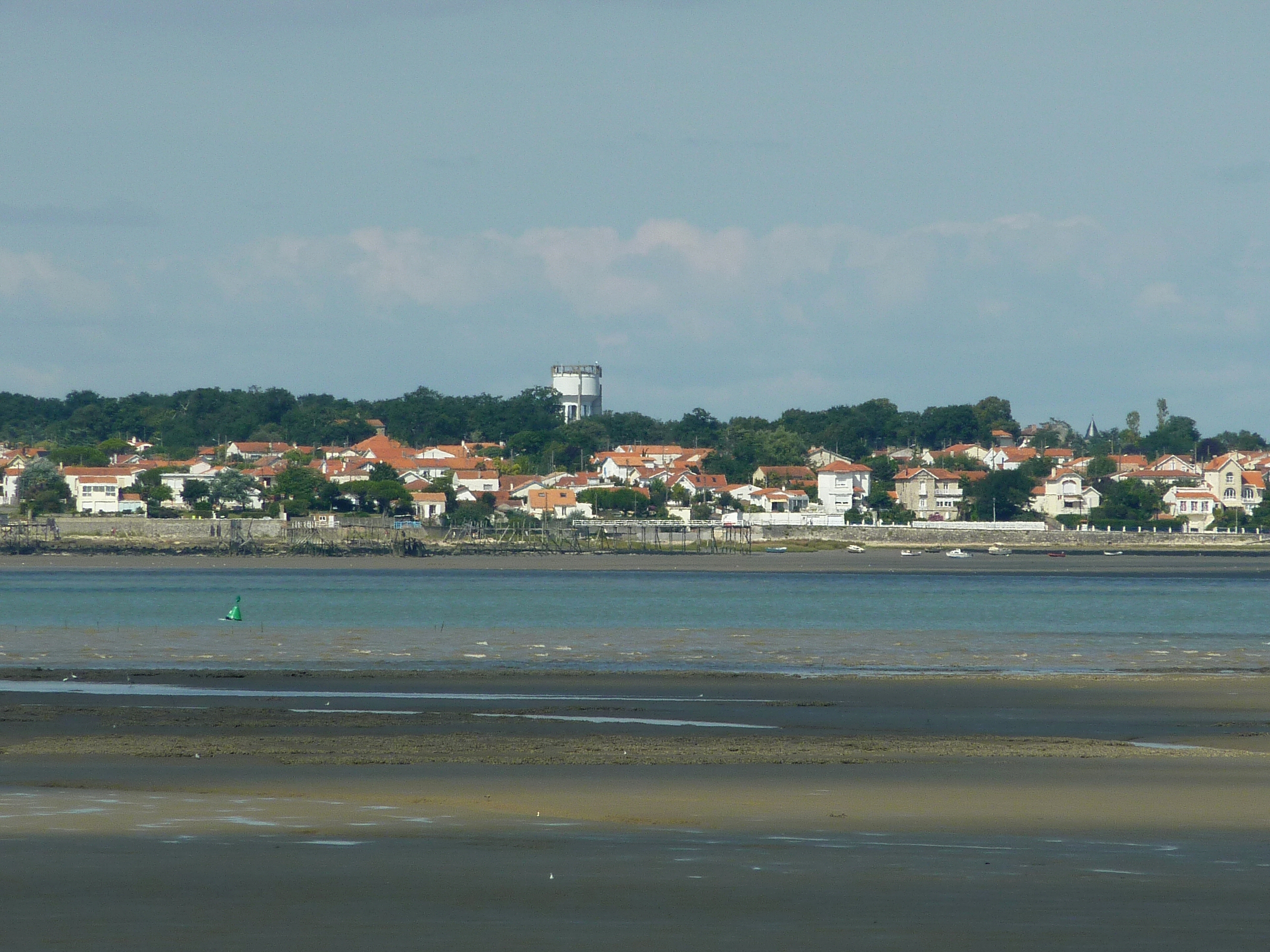
Fouras, La plage Sud et le quartier "Le Paradis" vu de l'île Madame.
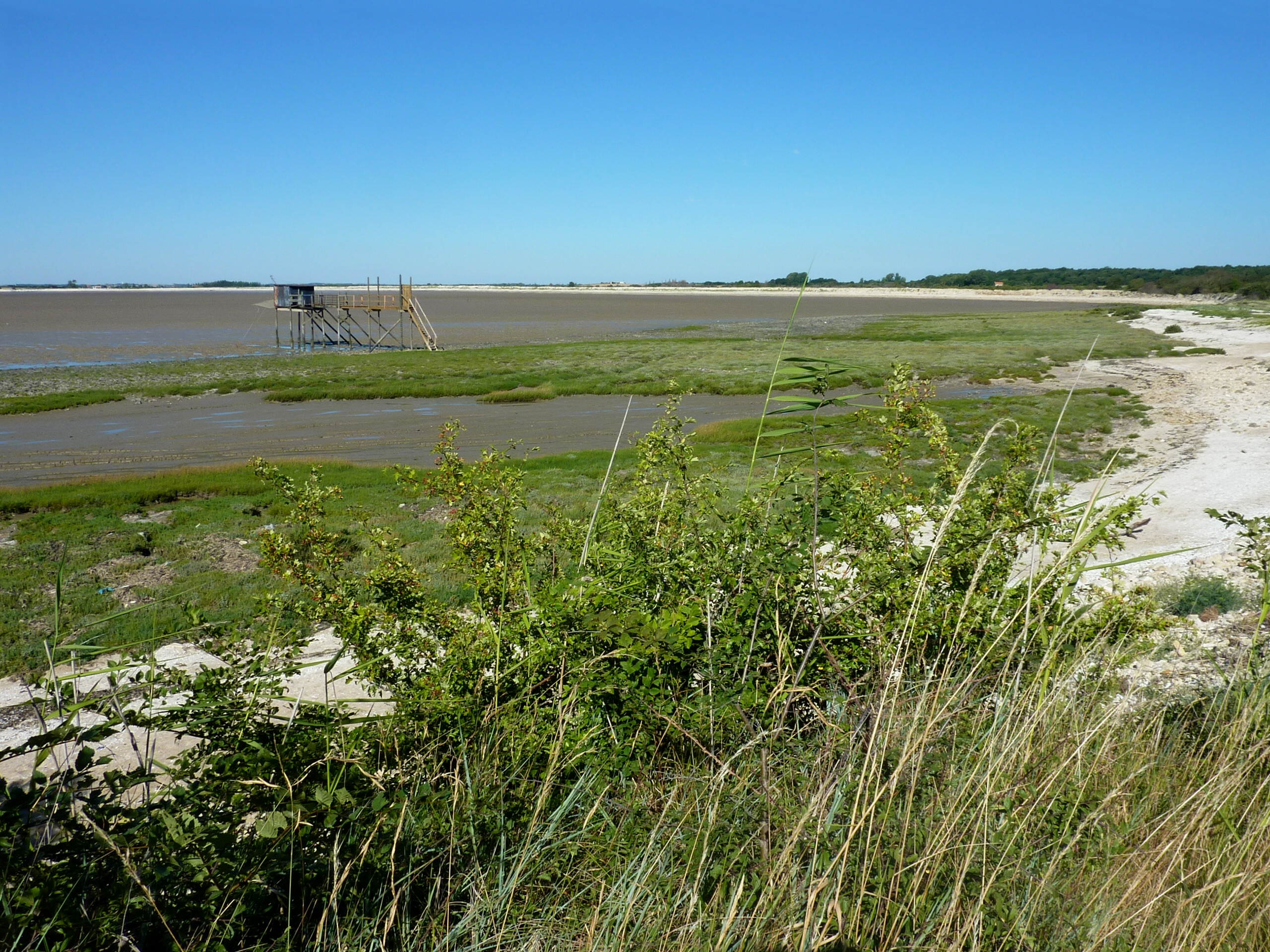
Plage sauvage au Nord-Est de Fouras dans la baie d'Yves.
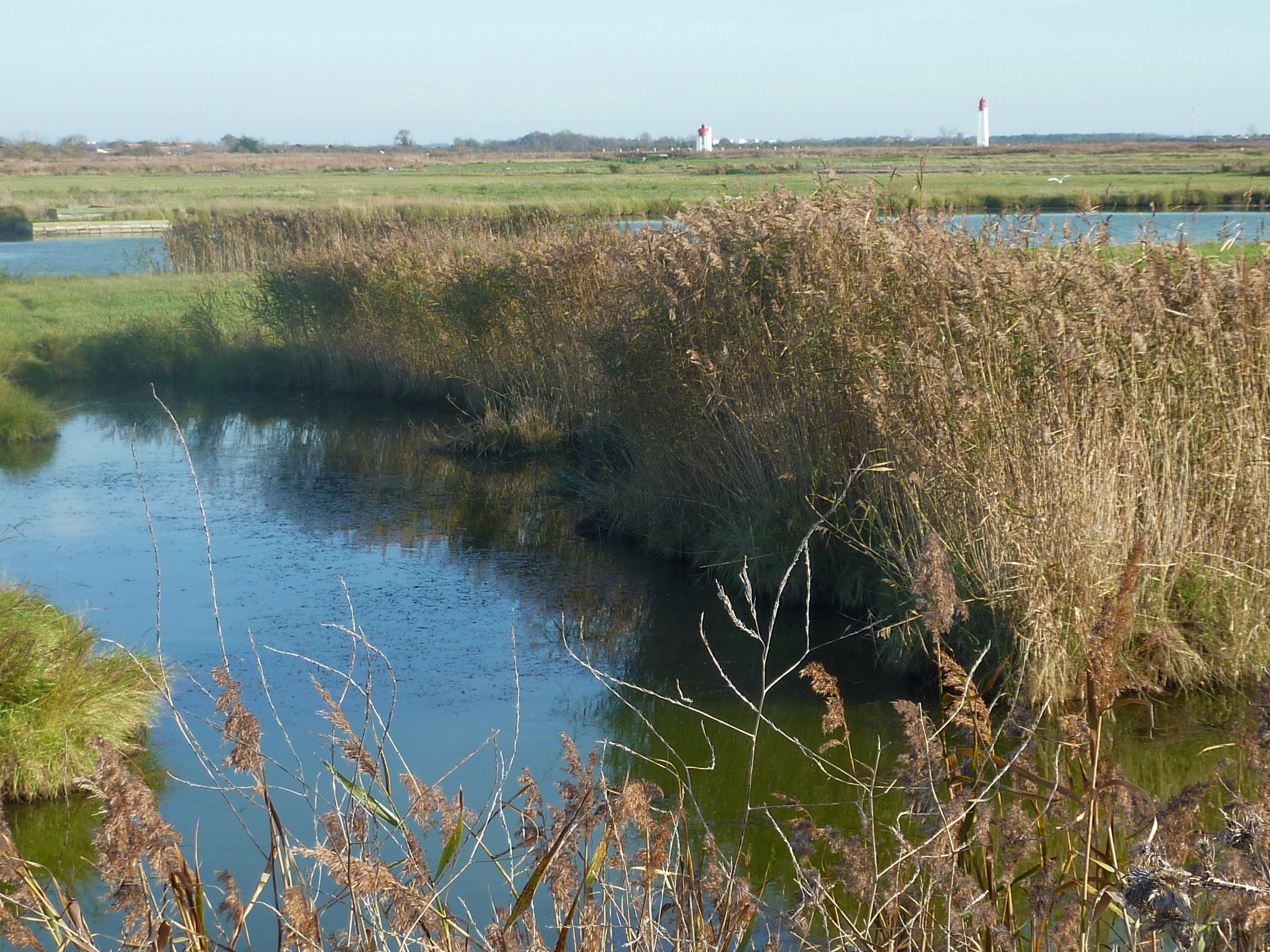
Le marais de Flandre et de la Cabane au Sud de Fouras avec les phares servant à guider les cargos pour l'entrée dans La Charente.

#### Le finage communal

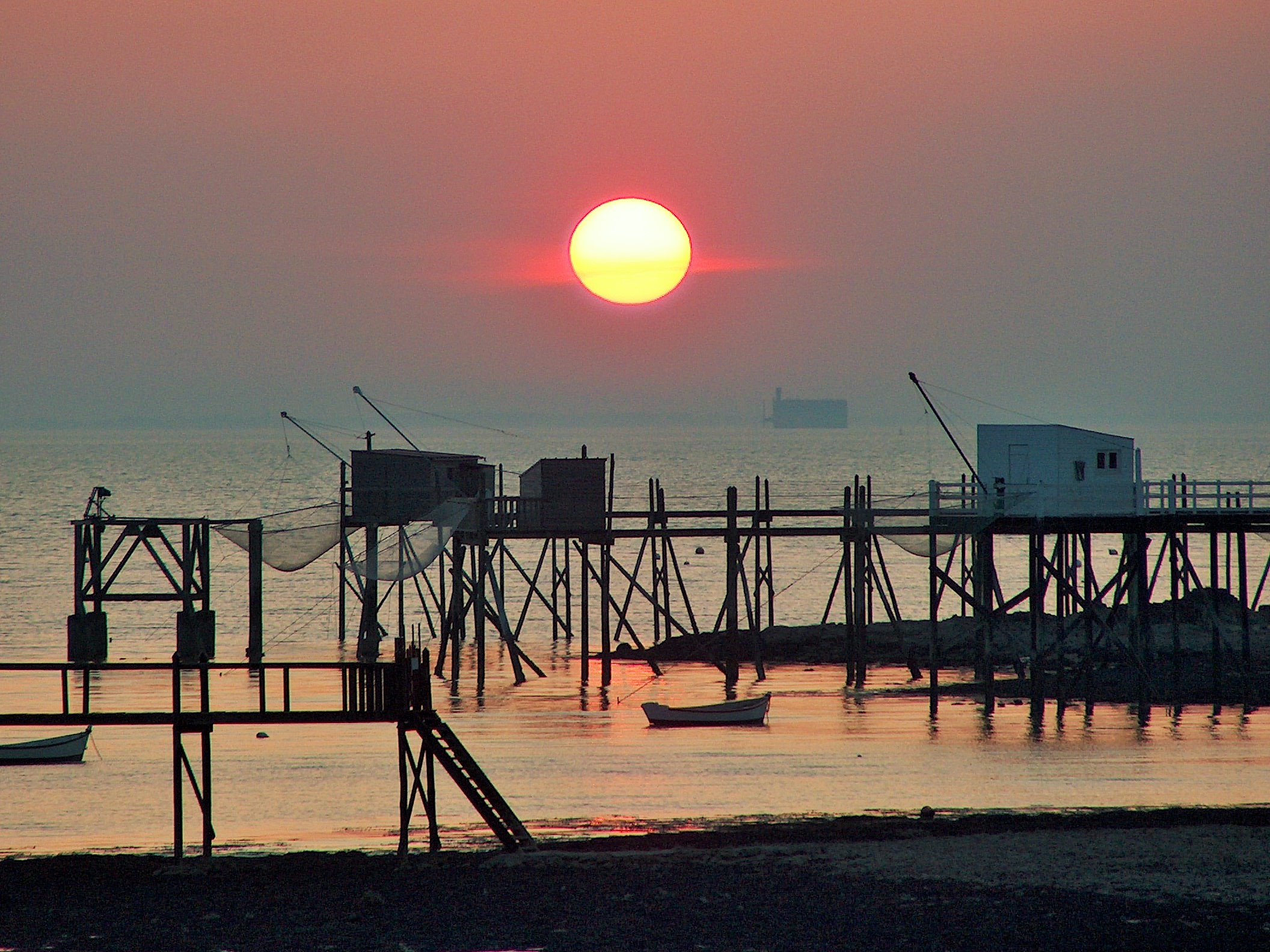
Pontons de pêche au carrelet.

Le finage communal de Fouras est constitué par un cœur urbain qui s'est développé autour du fort, centre historique de la ville, et par un ensemble d'écarts, représentés par les anciens hameaux agricoles où ceux-ci ont été progressivement agglomérés à la ville-centre pour une grande partie d'entre eux bien qu'ils gardent leur aspect villageois d'antan.
Le site urbain de Fouras succède à un établissement romain, lequel semble s'être limité aux environs immédiats du promontoire occupé par le fort de Fouras.
Plusieurs hameaux alentour ont été intégrés à l'agglomération au fur et à mesure du développement de la cité : ainsi en est-il du hameau du Treuil, dont les origines semblent aussi anciennes que la ville de Fouras, attestées par les vestiges gallo-romains découverts au XIXe siècle. Le Treuil fut autrefois le siège d'une seigneurie, largement confirmée dès le XVIIe siècle.
À l'Est de la commune, l'ancien hameau de Chevalier, connu dès le Moyen Âge, était autrefois isolé au milieu des marais : regroupées autour de la place des Tilleuls, quelques anciennes demeures témoignent de l'ancienneté du lieu, aujourd'hui gagné par l'urbanisation.
Dans la partie méridionale de la commune, le hameau de Soumard, jadis consacré aux activités agricoles et au maraîchage, est aujourd'hui doublé par une zone d'activité économique. Les noms de rues témoignent encore des activités traditionnelles : rue du Moulin, de l'Abreuvoir, des Roselières, ou encore rue du Marais.
Tout à l'Ouest du territoire communal, l'ancien village de La Fumée. Aujourd'hui intégré à l'agglomération, le village conserve, entre autres témoignages de son passé de port de pêche, de nombreuses installations de pêche au carrelet - cabanes de pêcheurs montées sur pilotis, généralement au bout d'un ponton permettant de s'avancer dans la mer, caractéristiques des côtes de l'Aunis et de la Saintonge - et des parcs à huîtres.

#### Climat
Le climat est de type océanique aquitain : la pluviométrie est relativement élevée en automne et en hiver et les hivers sont doux. L'été reste tempéré grâce à la brise marine. Deux vents venant de l'océan, le Noroît et le Suroît, soufflent sur les côtes du département. L'ensoleillement de la côte charentaise est très important : avec 2 250 heures par an, il est comparable à celui que connaît une partie de la côte méditerranéenne.
Les relevés de la station météorologique de La Rochelle entre 1946 et 2000 permettent de déterminer quelques dates majeures au point de vue climatique en Charente-Maritime : ainsi, au cours de cette période, la température la plus froide est relevée le 15 février 1956 : −13,6 °C. Un pic de température (dépassé seulement au cours de la canicule de 2003) est atteint le 8 juillet 1982 avec près de 39 °C à l'ombre. Si 1953 est considérée comme l'année la plus sèche, 2000 est au contraire la plus pluvieuse.

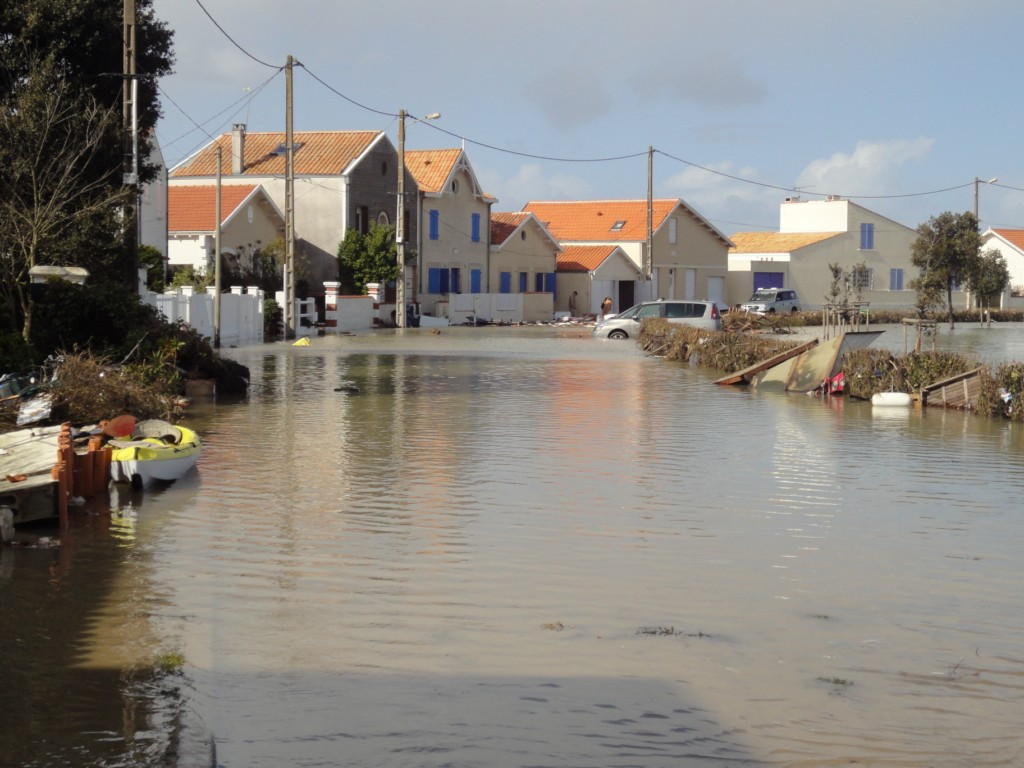
Avenue du Bois-Vert inondée en partie basse et la prairie du Casino à droite après le passage de la tempête Xynthia.

La Charente-Maritime est le département français qui a été le plus durement touché par la tempête Martin du 27 décembre 1999. Les records nationaux de vents enregistrés de secteur ouest ont été atteints avec 198 km/h sur l'île d'Oléron. De nombreux dégâts ont été enregistrés sur le territoire de la commune.
En outre, les départements de la Charente-Maritime et de la Vendée comptent parmi les plus touchés par la tempête Xynthia du 28 février 2010. Des rafales de vent de secteur sud comprises entre 140 et 160 km/h atteignent dans la nuit les régions littorales vers 2 heures. Ces intempéries conjuguées à une marée de fort coefficient avec des niveaux supérieurs à plus de 2 mètres par rapport à la normale à cause d'une très faible pression atmosphérique, provoquent des inondations importantes dans de nombreuses communes de la côte charentaise et vendéenne.
À Fouras, plusieurs quartiers sont submergés : au port Nord des dégâts importants sont relevés, avenue du Bois-Vert (voir photo), également à partir de la Redoute de l'Aiguille sur une partie de la cote basse pour toutes les maisons situées le long de la côte sud jusqu'au parc de stationnement de la Vierge en direction de la pointe de la fumée.
Cette dernière zone est ainsi déclarée « Zone noire » et les maisons devront être démolies après expropriations dans un avenir proche. Enfin à la source du Paradis, entre la plage Sud et la plage de l'Espérance, la tempête Martin a eu raison des dernières cabanes de pêcheurs qui subsistaient à cet endroit.

##### Données générales
| Ville             | Ensoleillement · (h/an) | Pluie · (mm/an) | Neige · (j/an) | Orage · (j/an) | Brouillard · (j/an) |
| ----------------- | ----------------------- | --------------- | -------------- | -------------- | ------------------- |
| Médiane nationale | 1 852                   | 835             | 16             | 25             | 50                  |
| Fouras            | 2250                    | 755             | 4              | 13             | 26                  |
| Paris             | 1 717                   | 634             | 13             | 20             | 26                  |
| Nice              | 2 760                   | 791             | 1              | 28             | 2                   |
| Strasbourg        | 1 747                   | 636             | 26             | 28             | 69                  |
| Brest             | 1 555                   | 1 230           | 6              | 12             | 78                  |
| Bordeaux          | 2 070                   | 987             | 3              | 32             | 78                  |

| Mois                              | jan. | fév. | mars | avril | mai  | juin | jui. | août | sep. | oct. | nov. | déc. | année |
| --------------------------------- | ---- | ---- | ---- | ----- | ---- | ---- | ---- | ---- | ---- | ---- | ---- | ---- | ----- |
| Température minimale moyenne (°C) | 3,4  | 2,8  | 5,4  | 7,4   | 10,7 | 13,7 | 15,8 | 15,7 | 13,7 | 10,5 | 6,3  | 3,9  | 9,2   |
| Température moyenne (°C)          | 5,9  | 6,9  | 8,7  | 11,1  | 14,3 | 17,5 | 19,8 | 19,6 | 17,8 | 14,2 | 9,4  | 6,6  | 12,7  |
| Température maximale moyenne (°C) | 8,5  | 9,9  | 12,1 | 14,7  | 17,9 | 21,3 | 23,8 | 23,5 | 21,8 | 18   | 12,6 | 9,2  | 16,1  |
| Ensoleillement (h)                | 84   | 111  | 174  | 212   | 239  | 272  | 305  | 277  | 218  | 167  | 107  | 85   | 2 250 |
| Précipitations (mm)               | 82,5 | 66,1 | 57   | 52,7  | 61,1 | 42,9 | 35,1 | 46,4 | 56,5 | 81,6 | 91,8 | 81,8 | 755,3 |

## Urbanisme

### Typologie
Au 1er janvier 2024, Fouras est catégorisée bourg rural, selon la nouvelle grille communale de densité à 7 niveaux définie par l'Insee en 2022.
Elle appartient à l'unité urbaine de Fouras, une unité urbaine monocommunale constituant une ville isolée,. Par ailleurs la commune fait partie de l'aire d'attraction de La Rochelle, dont elle est une commune de la couronne,. Cette aire, qui regroupe 72 communes, est catégorisée dans les aires de 200 000 à moins de 700 000 habitants,.
La commune, bordée par l'océan Atlantique, est également une commune littorale au sens de la loi du 3 janvier 1986, dite loi littoral. Des dispositions spécifiques d’urbanisme s’y appliquent dès lors afin de préserver les espaces naturels, les sites, les paysages et l’équilibre écologique du littoral, tel le principe d'inconstructibilité, en dehors des espaces urbanisés, sur la bande littorale des 100 mètres, ou plus si le plan local d’urbanisme le prévoit.

### Occupation des sols
L'occupation des sols de la commune, telle qu'elle ressort de la base de données européenne d’occupation biophysique des sols Corine Land Cover (CLC), est marquée par l'importance des territoires agricoles (57,2 % en 2018), en diminution par rapport à 1990 (63,4 %). La répartition détaillée en 2018 est la suivante : 
zones urbanisées (29,8 %), zones agricoles hétérogènes (19,6 %), terres arables (19,1 %), prairies (18,5 %), zones humides intérieures (4,5 %), zones humides côtières (4,2 %), espaces verts artificialisés, non agricoles (2,1 %), milieux à végétation arbustive et/ou herbacée (1,1 %), forêts (0,8 %), eaux maritimes (0,3 %). L'évolution de l’occupation des sols de la commune et de ses infrastructures peut être observée sur les différentes représentations cartographiques du territoire : la carte de Cassini (XVIIIe siècle), la carte d'état-major (1820-1866) et les cartes ou photos aériennes de l'IGN pour la période actuelle (1950 à aujourd'hui).

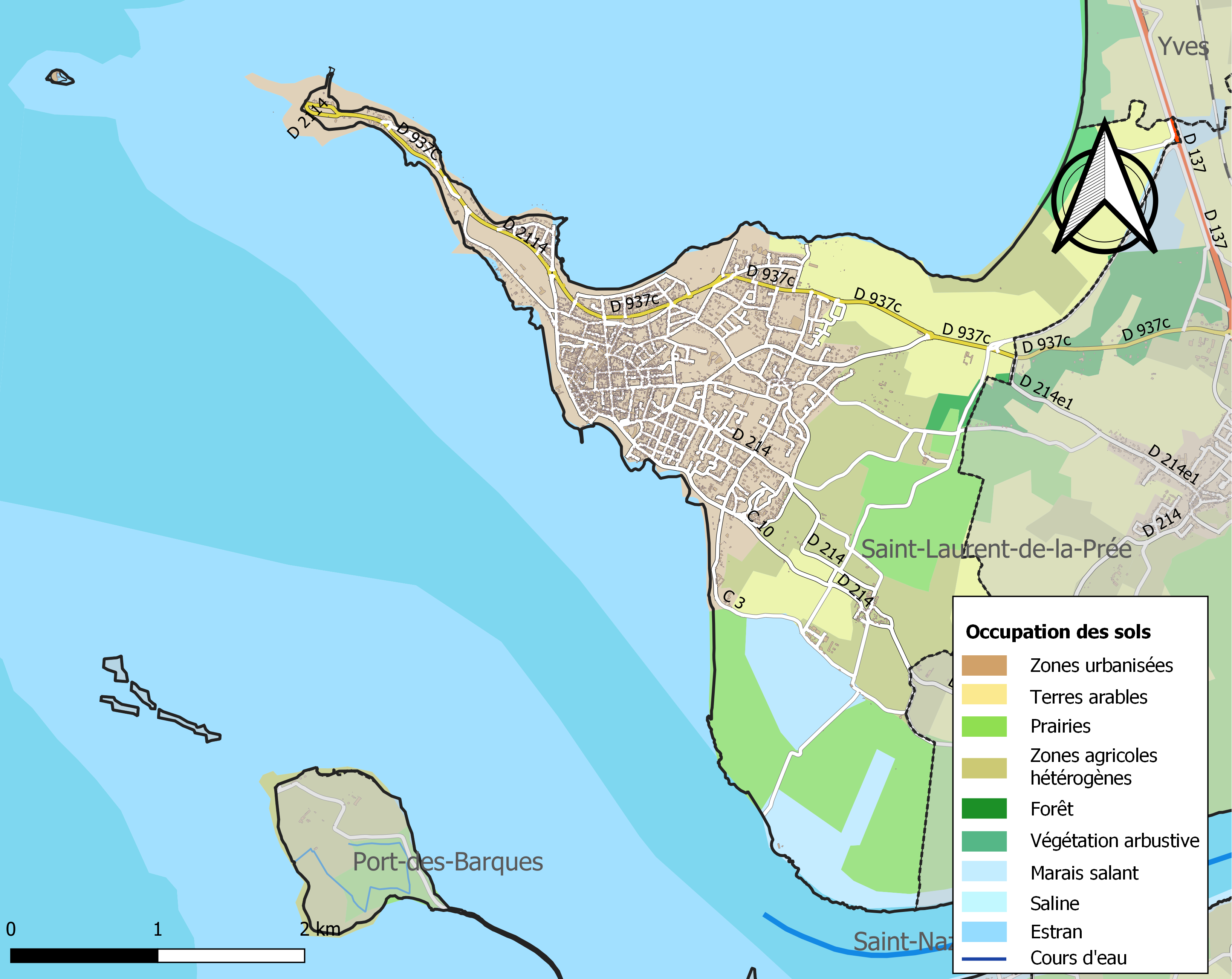
Carte des infrastructures et de l'occupation des sols de la commune en 2018 (CLC).

### Risques majeurs
Le territoire de la commune de Fouras est vulnérable à différents aléas naturels : météorologiques (tempête, submersion marine, orage, neige, grand froid, canicule ou sécheresse), inondations, mouvements de terrains et séisme (sismicité modérée). Il est également exposé à un risque technologique, le transport de matières dangereuses. Un site publié par le BRGM permet d'évaluer simplement et rapidement les risques d'un bien localisé soit par son adresse soit par le numéro de sa parcelle.

#### Risques naturels
La commune fait partie du territoire à risques importants d'inondation (TRI) du littoral charentais-maritime, regroupant 40 communes concernées par un risque de submersion marine de la zone côtière, un des 21 TRI qui ont été arrêtés fin 2012 sur le bassin Adour-Garonne et confirmé en 2018 lors du second cycle de la Directive inondation, mais annulé en 2020. Les submersions marines les plus marquantes des XXe et XXIe siècles antérieures à 2019 sont celles liées à la tempête du 9 février 1924, à la tempête du 15 février 1957, aux tempêtes Lothar et Martin des 26 et 27 décembre 1999 et à la tempête Xynthia des 27 et 28 février 2010. D’une violence exceptionnelle, la tempête Xynthia a fortement endommagé le littoral de la Charente Maritime : douze personnes ont perdu la vie (essentiellement par noyade), des centaines de familles ont dû être relogées, et, sur un linéaire de l’ordre de 400 km de côte et de 225 km de défenses contre la mer, environ la moitié de ces ouvrages a subi des dommages plus ou moins importants. C’est environ 5 000 à 6 000 bâtiments qui ont été submergés et 40 000 ha de terres agricoles. La commune a été reconnue en état de catastrophe naturelle au titre des dommages causés par les inondations et coulées de boue survenues en 1982, 1999 et 2010,.

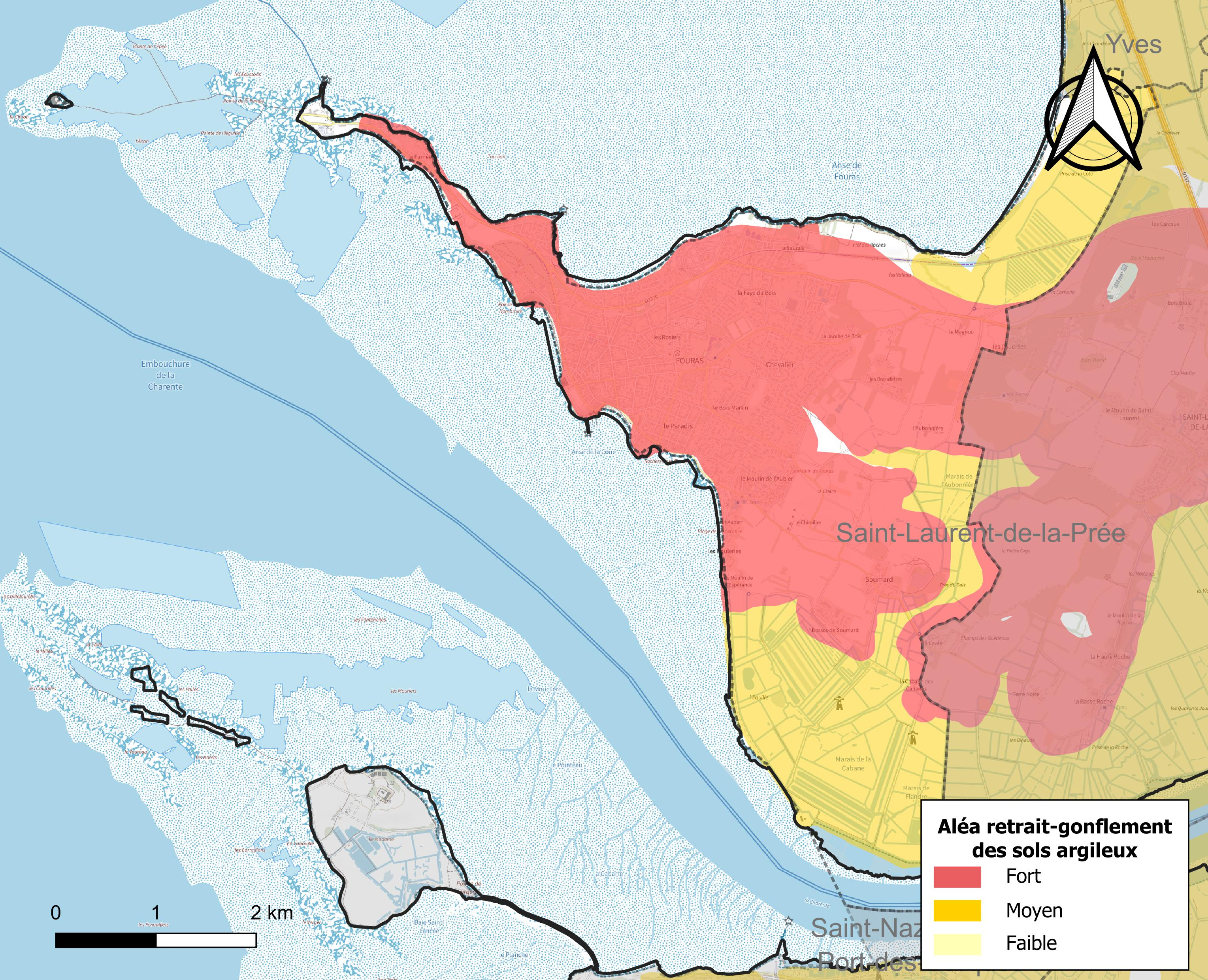
Carte des zones d'aléa retrait-gonflement des sols argileux de Fouras.

Les mouvements de terrains susceptibles de se produire sur la commune sont des tassements différentiels.
Le retrait-gonflement des sols argileux est susceptible d'engendrer des dommages importants aux bâtiments en cas d’alternance de périodes de sécheresse et de pluie. 93,4 % de la superficie communale est en aléa moyen ou fort (54,2 % au niveau départemental et 48,5 % au niveau national). Sur les 3 837 bâtiments dénombrés sur la commune en 2019, 3 822 sont en aléa moyen ou fort, soit 100 %, à comparer aux 57 % au niveau départemental et 54 % au niveau national. Une cartographie de l'exposition du territoire national au retrait gonflement des sols argileux est disponible sur le site du BRGM,.
Par ailleurs, afin de mieux appréhender le risque d’affaissement de terrain, l'inventaire national des cavités souterraines permet de localiser celles situées sur la commune.
Concernant les mouvements de terrains, la commune a été reconnue en état de catastrophe naturelle au titre des dommages causés par la sécheresse en 1989, 1991, 1993, 2003, 2005, 2011 et 2018 et par des mouvements de terrain en 1999 et 2010.

#### Risques technologiques
Le risque de transport de matières dangereuses sur la commune est lié à sa traversée par une ou des infrastructures routières ou ferroviaires importantes ou la présence d'une canalisation de transport d'hydrocarbures. Un accident se produisant sur de telles infrastructures est susceptible d’avoir des effets graves sur les biens, les personnes ou l'environnement, selon la nature du matériau transporté. Des dispositions d’urbanisme peuvent être préconisées en conséquence.

## Toponymie
Le nom de la localité est attesté sous les formes Colrasum[Quand ?], Colraso[Quand ?], Currasio[Quand ?], puis Fourrans[Quand ?], puis Fourras en 1801. La municipalité tentera sans succès de faire modifier son nom en Fouras-les-Bains dans la seconde moitié du XIXe siècle, afin de souligner la vocation balnéaire de la cité. Le 18 novembre 2014, le conseil municipal a décidé en réunion que le nom de la commune serait désormais Fouras-les-Bains, mais cette décision pour être officielle doit être entérinée par le Conseil d'État et publiée au Journal officiel.
La demande déposée à la suite de la délibération du conseil municipal a été retoquée une première fois. Début 2019, la commune indique qu'une deuxième demande plus étayée doit être déposée.

## Paléontologie

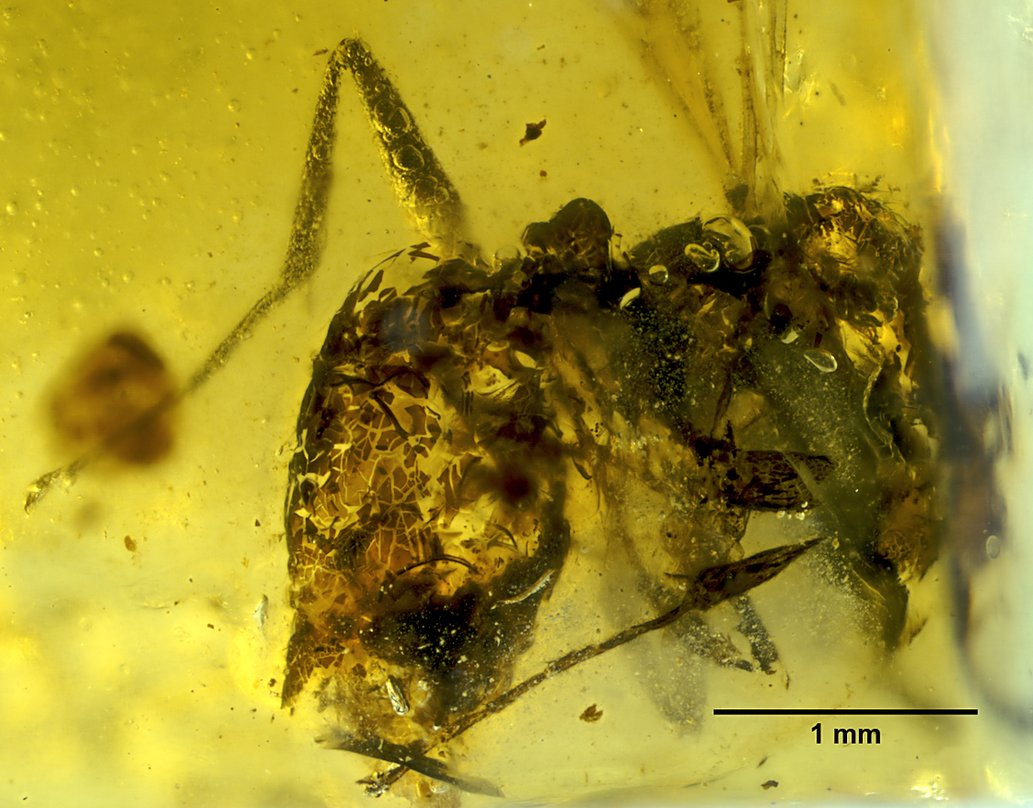
Haidomyrmodes mammuthus emprisonnée dans l'ambre des Charentes (94-100 millions d'années)

Le site de Fouras-Vauban livre de nombreux restes de dinosaures et d'autres tétrapodes tels que des ptérosaures et des crocodiliens, datant de près de 100 millions d'années (soit du Cénomanien inférieur). De nombreux spécimens de la faune (particulièrement des arthropodes) et de la flore ont été piégés dans la résine des forêts datant de cette époque et conservés dans l'ambre des Charentes, particulièrement dans un gisement d'ambre de Fouras. L'élévation du niveau de la mer et la hausse des températures à cette époque ont provoqué l'apparition de lagons, créen un climat chaud, favorables au développement de la faune et de la flore.

## Histoire

### Une occupation ancienne
Le territoire communal semble avoir été occupé dès l'époque néolithique comme l'atteste la découverte de fragments de pointes de flèches et de silex taillés.
Mais il est plus que certain que le site de Fouras présente une occupation sédentarisée dès l'époque gallo-romaine. En effet, des fragments de tuiles d'époque gallo-romaine et des monnaies impériales retrouvées en divers points de la commune permettent d'envisager la présence d'un domaine ou d'une petite agglomération à cet endroit stratégique dès les premiers siècles de l’ère chrétienne.

### Un lieu stratégique

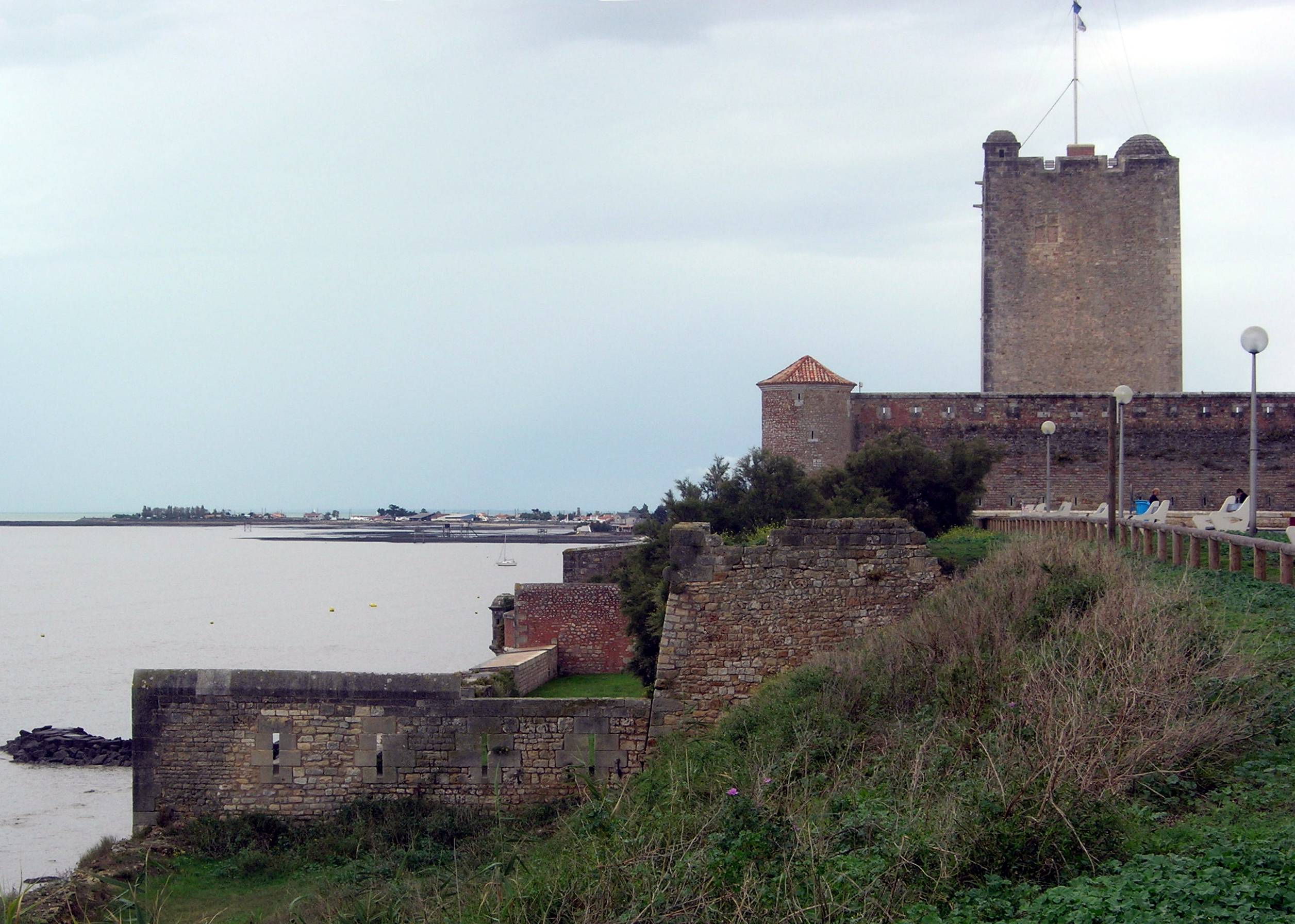
Le fort de Fouras côté Sud, héritier d'un ancien château médiéval.

Un premier édifice défensif pourrait avoir été bâti dès le haut Moyen Âge afin de protéger le rivage des incursions des Vikings et des pirates. Cependant, la présence effective d'un château fort n'est attestée dans une charte qu'au cours du XIe siècle : Fouras est alors le siège d'une châtellenie — sans doute aux mains des ducs d'Aquitaine et comtes de Poitiers — tirant une partie de ses revenus de la perception d'un droit de navigation sur les navires et gabares empruntant la Charente. En 1080, l'église et les terres comprises entre le château et la forêt sont données à l'abbaye de Saint-Maixent, donation confirmée en 1092 par l'évêque de Saintes Ramnulfe.
Le château est reconstruit sous le règne de Philippe le Bel, puis passe successivement aux mains de seigneurs français et anglais durant la guerre de Cent Ans. Ruiné au cours de ce conflit, il est partiellement reconstruit à partir de 1480 sous l'impulsion du seigneur Jehan de Brosse, ancien conseiller et chambellan du roi Charles VII.
La forteresse est disputée durant les guerres de religion : le chef du parti protestant, Henri Ier de Bourbon-Condé, l'investit en 1585. Elle passe par la suite sous le contrôle des troupes royales, qui l'utilisent comme base arrière durant le siège de La Rochelle de 1627 et 1628.
Lors de la création du port militaire et de l'arsenal de Rochefort, le vieux château féodal est transformé en fort moderne sous l'impulsion de Vauban. L'ingénieur Ferry est chargé des travaux, comprenant, outre la consolidation du donjon, l'adjonction de redoutes et de batteries. En 1757, pendant la guerre de Sept Ans, Fouras sert de défense avancée lors de la tentative anglaise pour faire débarquer une armée de 10 000 hommes qui devait s'emparer de Rochefort et y détruire l'arsenal.
Sous le Premier Empire, le fort est intégré à la ceinture de feu voulue par Napoléon Ier pour protéger les côtes d'une éventuelle attaque britannique.

### La «bataille des brûlots»
C'est dans ce contexte qu'eût lieu la célèbre bataille des Brûlots, également connue sous le nom de « bataille de l'île d'Aix » disputée à la sortie de l'embouchure de la Charente au large de l'île d'Aix. Celle-ci intervint les 11 et 12 avril 1809, alors que la flotte britannique bloquait les principaux ports de l'empire. Tandis que des navires français s'apprêtaient à quitter Rochefort  pour rejoindre les colonies des Antilles, ils se heurtèrent à l'escadre anglaise commandée par lord James Gambier, composée de 34 navires dont 11 vaisseaux de ligne et 7 frégates. Parmi eux se trouvait le vaisseau amiral, le Caledonia. Face à eux, les Français alignaient 11 vaisseaux de ligne et quatre frégates.
La bataille qui s'ensuivit tire son nom de la tactique employée par les Britanniques pour contenir les Français à l'aide de navires incendiaires, appelés « brûlots ». Lancés au soir du 11 avril contre la flotte française qui était au mouillage et formait un mur devant l'entrée du fleuve. Les Anglais utilisèrent la dérive provoquée par un vent de secteur ouest. Ils firent des ravages à cause d'erreurs de manœuvres de plusieurs bâtiments français provoquant une grande panique - d'où l'échouage de plusieurs navires - sur les vases de l'estuaire et destructions par le feu, ruinant du même coup l'espoir de faire parvenir de l'aide aux colonies antillaises.
Au soir du 12, la victoire revenait incontestablement aux Anglais. Au cours de cette bataille s'illustra le commandant Lucas, héros de Trafalgar qui commandait le Régulus, navire qui fut sabordé au large de Meschers, dans l'estuaire de la Gironde le 6 avril 1814
.
Un procès, après la défaite - des différents commandants - des navires français va se dérouler à Rochefort à bord du vaisseau L'Océan amarré sur la Charente, avec de la prison pour certains, une dégradation pour d'autres et enfin une condamnation à mort pour Jean-Batiste Lafon commandant Le Calcutta qui fut déclaré abandonné à l'ennemi.

### Le souvenir de l'empereur

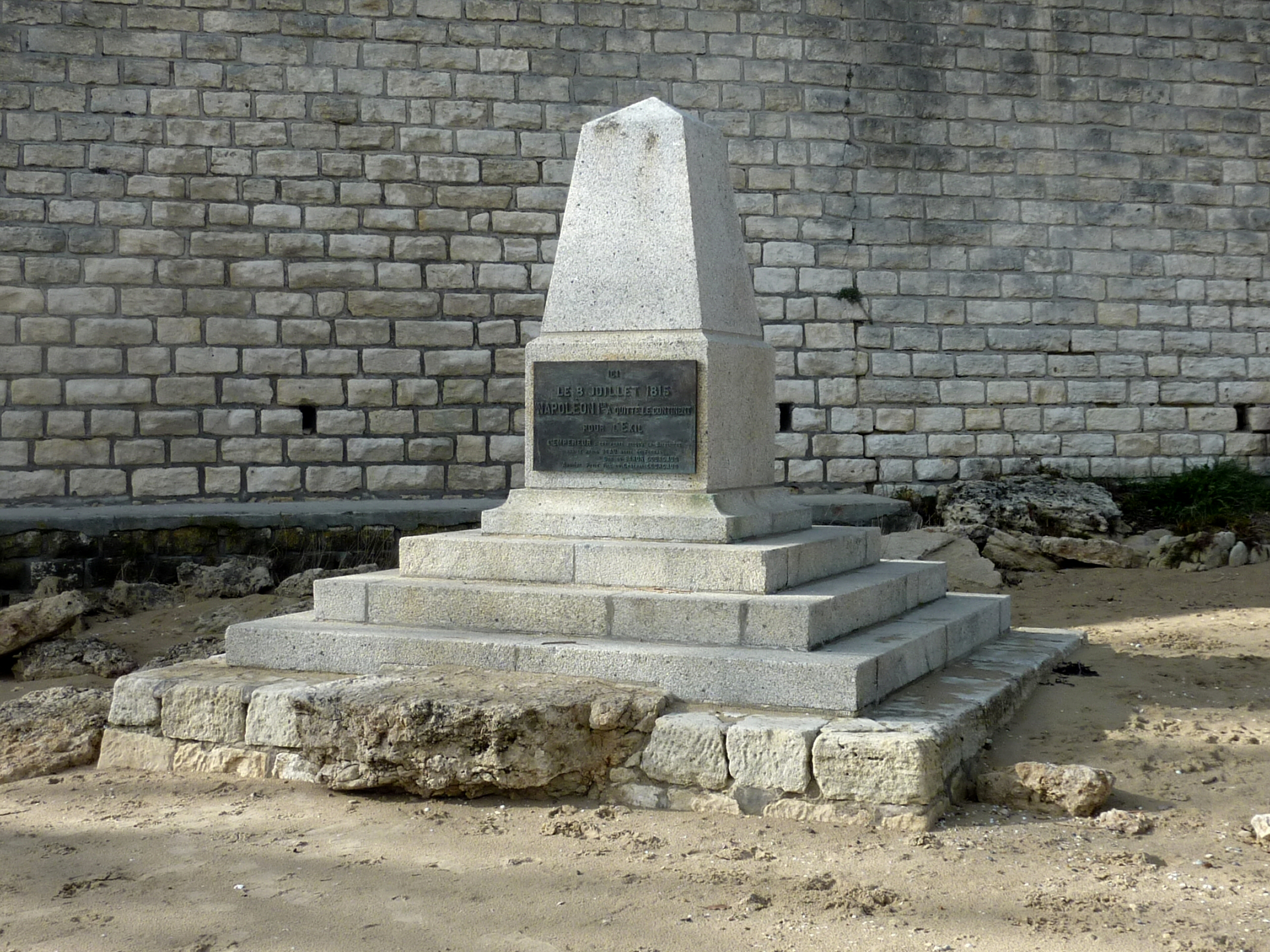
Mémorial Napoléon 1er sur la plage Sud.

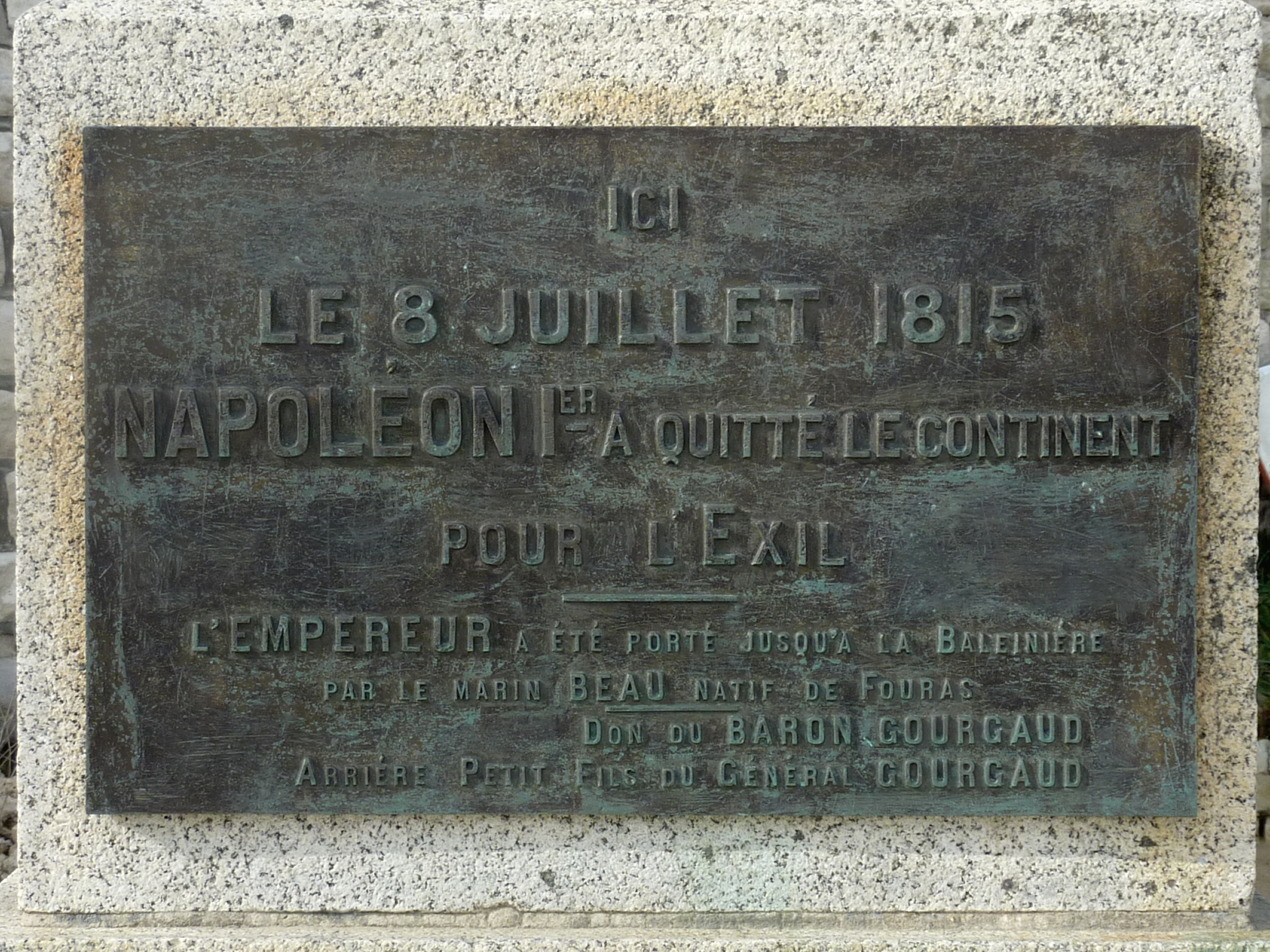
Plaque commémorative du mémorial Napoléon Ier.

Contraint à l'exil après l'effondrement de l'empire en 1815, c'est à Fouras que l'empereur Napoléon passa sa dernière nuit sur le continent. Sur la plage Sud, pour cause de marée haute, campé sur les épaules d'un marin nommé Baud  (fils du fermier habitant en face), il embarqua dans un canot et rejoignit la frégate Saale mouillée devant l'estuaire, celle-ci escortant La Méduse avant de rejoindre l'île d'Aix. La stèle (photo ci-contre)  située sur la plage Sud (inaugurée en 1928 par Édouard Herriot) rappelle cet évènement en ces termes :
« Ici, le 8 juillet 1815, Napoléon 1er a quitté le continent pour l’exil. L’Empereur a été porté jusqu’à la baleinière par le marin Baud, natif de Fouras. Don du Baron Gourgaud, arrière-petit-fils du général Gourgaud  »
Napoléon restera plusieurs jours à l'île d'Aix, surveillant de sa chambre l'escadre anglaise, en voulant fuir vers l'Amérique, puis après réflexion il va écrire une lettre où il explique qu'il veut se rendre en choisissant de se mettre sous la protection de l'Angleterre, « le fugitif » Napoléon sera cependant déporté plus tard vers l'île Sainte-Hélène.

### L'émergence des «bains de mer»
En 1871, après l'écrasement de l'insurrection de la commune de Paris, 500 fédérés seront incarcérés à Fouras, ville possédant plusieurs forts appartenant à l'Armée jusqu'au début du XXe siècle.

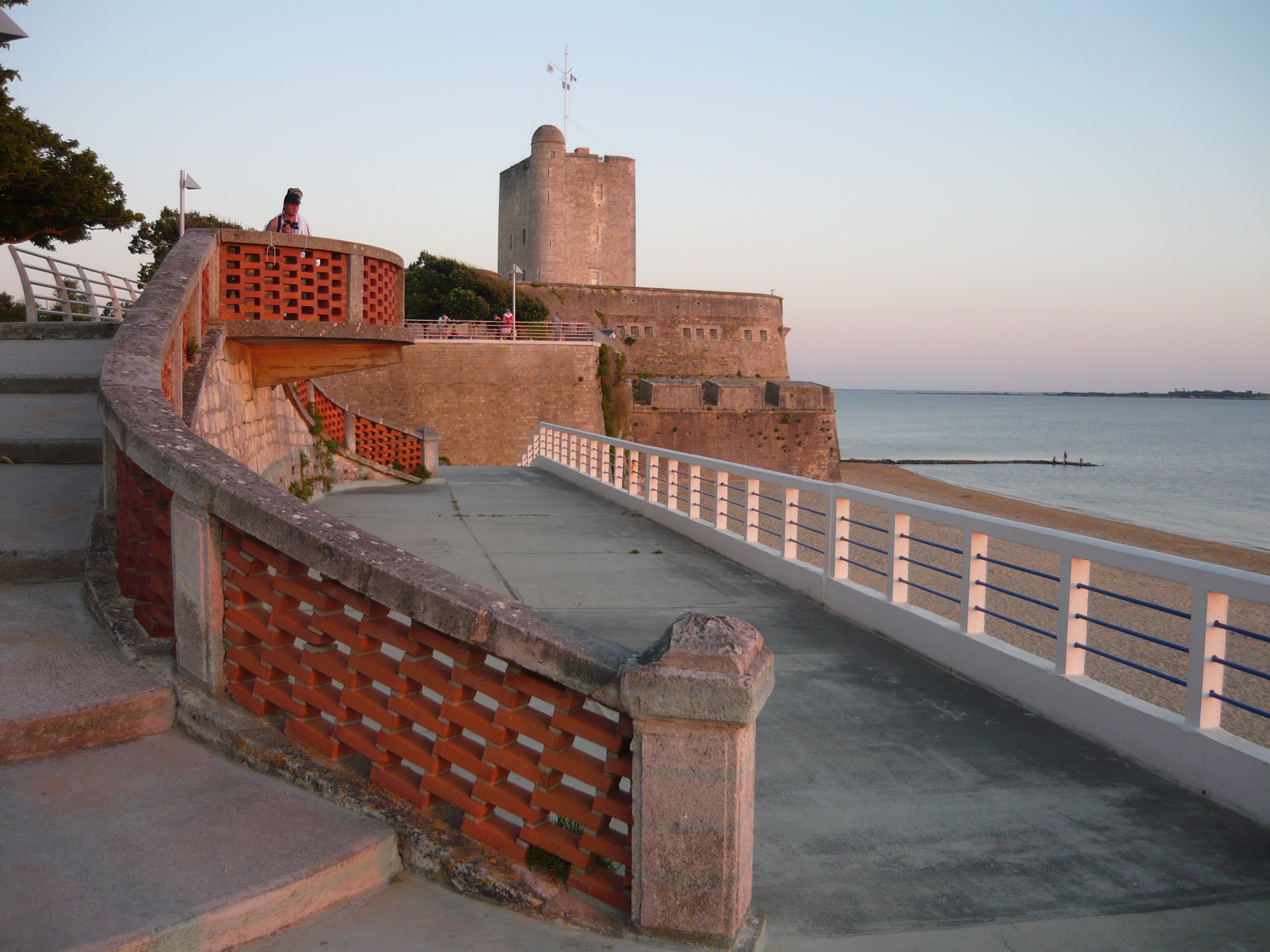
Rampe d'accès à la Grande Plage orientée Ouest au pied du fort de Fouras.

Cependant, en cette fin de XIXe siècle, la ville change. Le port de pêche devient, à la faveur de la mode des bains de mer, l'une des principales stations balnéaires de la côte aunisienne.
Les plages sont aménagées, des villas sont construites toujours visibles actuellement. En 1866 est créée la société des régates de Fouras. Le chemin de fer arrive en 1873 avec la construction d'une gare terminus, entraînant un essor de la fréquentation touristique. En 1886 le casino de Fouras est inauguré. En 1897, la commune, rebaptisée officieusement « Fouras-les-Bains » à des fins touristiques, accueille 42 046 estivants.
L'essor des bains de mer est à lier également avec la desserte de la ville par une voie ferrée avec une gare située à Saint-Laurent-de-la-Prée. Cette ligne ferroviaire fut mise en service le 29 décembre 1873, avec l'ouverture de la ligne La Rochelle - Saint-Laurent-de-la-Prée - Rochefort exploitée par La Compagnie des Charentes. Le raccordement de Saint-Laurent-de-la-Prée vers Fouras fut ouvert dès le printemps 1884. Cette ligne fut prolongée depuis la gare urbaine jusqu'à la Pointe de la Fumée mais ne sera exploitée que 4 ans (1880/1884) pour cause de déficit. Des trains rapides relient la ville à Paris en « seulement » sept heures et demie.
Des infrastructures modernes sont créées : construction des deux halles en 1866, de l'église en 1883, d'un nouvel hôtel de ville en 1902.
Des villas balnéaires sur la plage nord émergent en bord de mer.

### La reddition des Allemands
En 1945, la ville servira de cadre aux réunions préliminaires à la reddition de la « poche de La Rochelle », l'une des dernières zones toujours occupées par l'armée allemande. Les accords seront finalement signés dans cette ville au matin du 9 mai par l'amiral Schirlitz, commandant de la forteresse de La Rochelle, et par le capitaine de frégate Meyer, représentant officieux du GPRF, mettant fin à cinq années d'occupation.

### Fouras aujourd'hui
La ville connue et réputée depuis longtemps pour les bains de mer est aujourd'hui une des principales stations balnéaires du département et de la côte de l'Aunis.

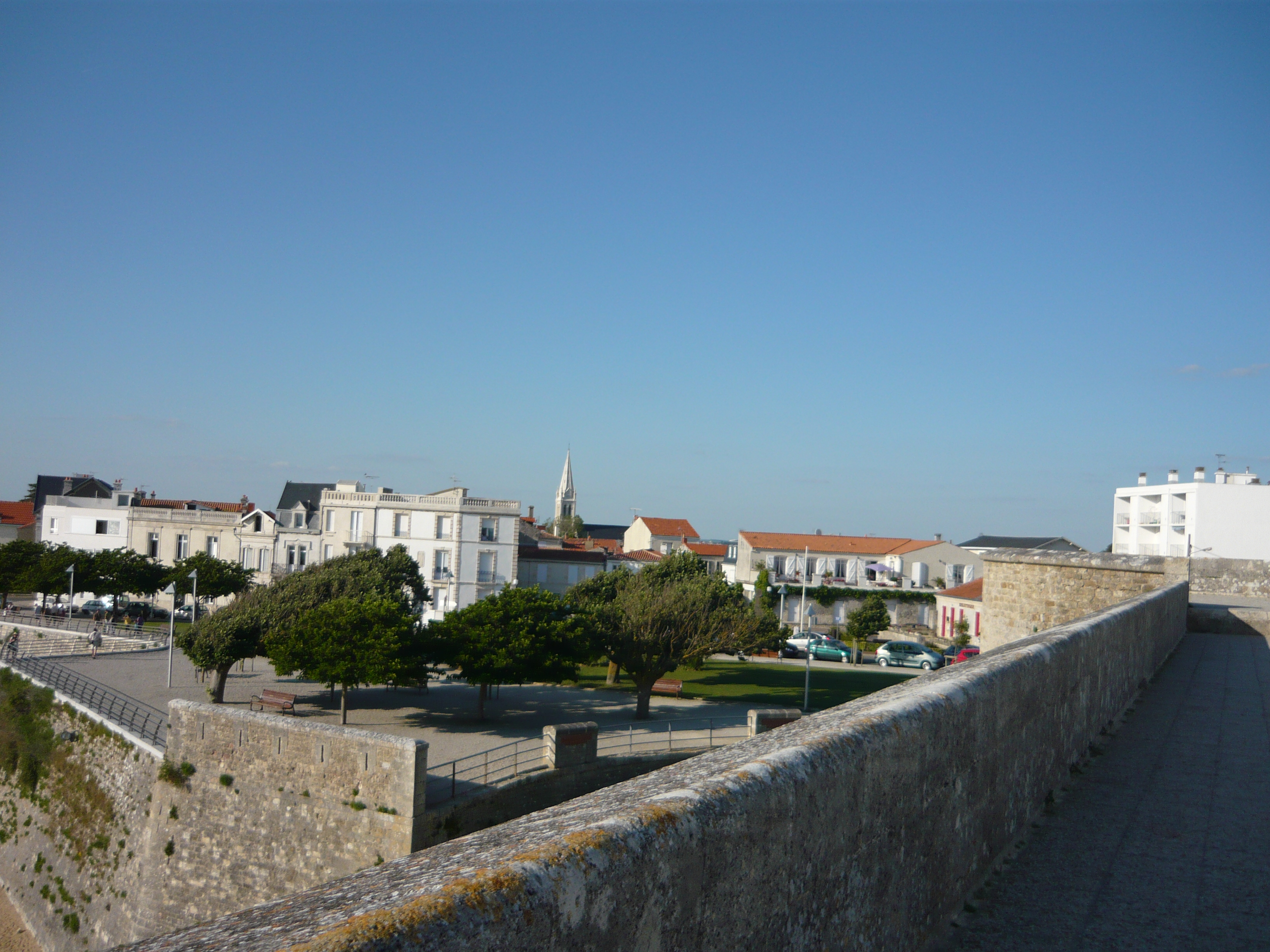
Vue sur la ville depuis le site du fort de Fouras.

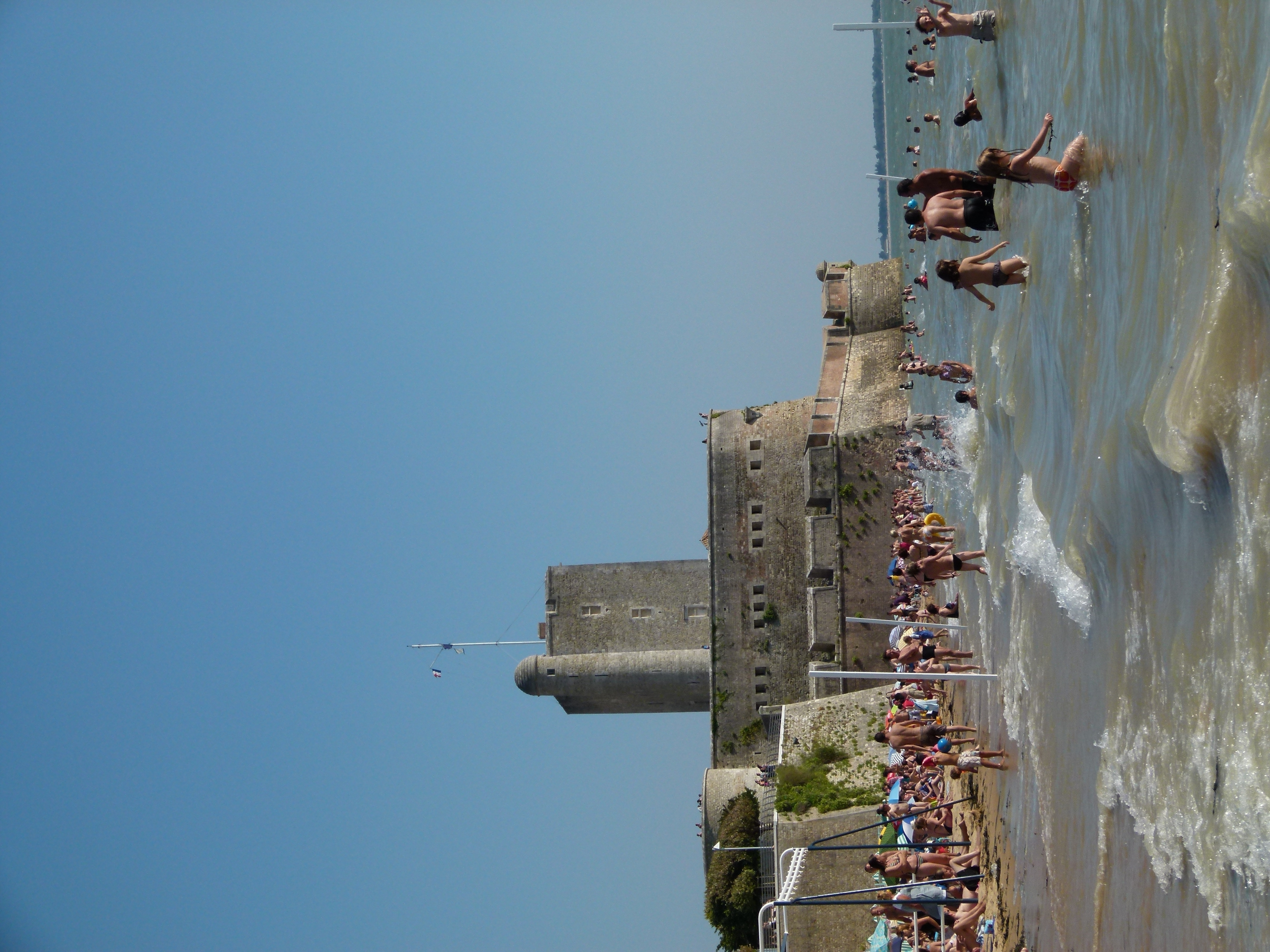
La plage Ouest à marée haute, une des principales stations balnéaires de la Charente-Maritime.

Cette jolie station est bien pourvue en services et en commerces, en équipements touristiques (résidences de tourisme, hôtels, campings) et de loisirs (casino, cinéma, golf, musée régional de Fouras, médiathèque), possédant également trois ports de plaisance, à la Fumée, au Port-Nord et le dernier au Sud de la ville.
C'est une ville résidentielle par excellence, non seulement pour les personnes retraitées qui en font un centre moderne de villégiature, mais également, pour un nombre de plus en plus croissant de citadins qui travaillent dans les deux principales agglomérations du bipôle La Rochelle-Rochefort et qui ont choisi la station balnéaire comme lieu de résidence principale. Le site remarquable de la ville a favorisé l'accueil de nouveaux habitants, et depuis les années 1990, une active politique de rénovation urbaine a été mise en place, complétée par l'édification de lotissements communaux et privés. Fouras est redevenue une ville attractive, sa population ne cesse de croitre depuis le début des années 1990.
Centre de villégiature pour les retraités comme toute station balnéaire, Fouras s'est équipée d'une résidence de retraite construite depuis plusieurs années qui accueille des personnes valides et invalides dans une unité spécialisée.
Fouras est également le lieu de passage obligé pour accéder à l'ile d'Aix, étant le principal embarcadère de "La Fumée" d'où transitent chaque année plus de 250 000 voyageurs.
Étant devenu un lieu d'embarquement pour les nombreuses croisières sur la mer des pertuis charentais, des bateaux partent également de Fouras, plus précisément de la « pointe de la Fumée », en direction de fort Boyard, situé au large, mais appartenant administrativement à la commune de l'Île-d'Aix.
La presqu'île de Fouras est située dans une importante zone de captage, d'élevage et de production ostréicole, dont les activités sont regroupées sur la côte sud/ouest de la « pointe de la Fumée », à l'ouest de la cité. La ville est devenue le premier centre national de production de naissains d'huîtres, fournissant le bassin de Marennes-Oléron.[réf. nécessaire]

## Administration et vie publique

### Circonscription électorale
Depuis le découpage électoral de novembre 1986 (loi Pasqua), Fouras comme l'ensemble du canton de Rochefort-Nord appartiennent à la deuxième circonscription législative de la Charente-Maritime, également dénommée circonscription de Rochefort-Pays d'Aunis. Depuis le 17 juin 2012, le député est  Suzanne Tallard, par ailleurs maire d'Aytré, qui succède à Jean-Louis Léonard.
La commune fait également partie de la circonscription Ouest dans le cadre des élections européennes.

### Région
À la suite de la réforme administrative de 2014 ramenant le nombre de régions de France métropolitaine de 22 à 13, la commune appartient depuis le 1er janvier 2016 à la région Nouvelle-Aquitaine, dont la capitale est Bordeaux. De 1972 au 31 décembre 2015, elle a appartenu à la région Poitou-Charentes, dont le chef-lieu était Poitiers.

### Canton
Jusqu'en 2015, Fouras est, par sa population, la seconde ville du canton de Rochefort-Nord, qui comptait huit communes. Au mois de mars 2015, la ville devient partie intégrante du nouveau canton de Châtelaillon-Plage.

### Tendances politiques et résultats
Fouras est très majoritairement positionnée à droite, pour laquelle la commune a voté dans l'ensemble des scrutins, locaux ou nationaux depuis au moins 2000.
| Élections présidentielles, résultats des deuxièmes tours.                                  | Élections présidentielles, résultats des deuxièmes tours. | Élections présidentielles, résultats des deuxièmes tours. | Élections présidentielles, résultats des deuxièmes tours. | Élections présidentielles, résultats des deuxièmes tours. | Élections présidentielles, résultats des deuxièmes tours. | Élections présidentielles, résultats des deuxièmes tours. | Élections présidentielles, résultats des deuxièmes tours. |
| Année                                                                                      | Élu                                                       | Élu                                                       | Élu                                                       | Battu                                                     | Battu                                                     | Battu                                                     | Participation                                             |
| ------------------------------------------------------------------------------------------ | --------------------------------------------------------- | --------------------------------------------------------- | --------------------------------------------------------- | --------------------------------------------------------- | --------------------------------------------------------- | --------------------------------------------------------- | --------------------------------------------------------- |
| 2002                                                                                       | 85,54 %                                                   | Jacques Chirac                                            | RPR                                                       | 14,46 %                                                   | Jean-Marie Le Pen                                         | FN                                                        | 80,02 %                                                   |
| 2007                                                                                       | 57,20 %                                                   | Nicolas Sarkozy                                           | UMP                                                       | 42,80 %                                                   | Ségolène Royal                                            | PS                                                        | 86,71 %                                                   |
| 2012                                                                                       | 54,84 %                                                   | François Hollande                                         | PS                                                        | 45,16 %                                                   | Nicolas Sarkozy                                           | UMP                                                       | 94,83 %                                                   |
| 2017                                                                                       | %                                                         | Emmanuel Macron                                           | EM                                                        | %                                                         | Marine Le Pen                                             | FN                                                        | %                                                         |
| 2022                                                                                       | %                                                         | Emmanuel Macron                                           | LREM                                                      | %                                                         | Marine Le Pen                                             | RN                                                        | %                                                         |
| Élections législatives, résultats des deux meilleurs scores du dernier tour de scrutin.    |                                                           |                                                           |                                                           |                                                           |                                                           |                                                           |                                                           |
| Année                                                                                      | Élu                                                       | Élu                                                       | Élu                                                       | Battu                                                     | Battu                                                     | Battu                                                     | Participation                                             |
| Fouras est répartie sur plusieurs circonscriptions, cf. les résultats des .                |                                                           |                                                           |                                                           |                                                           |                                                           |                                                           |                                                           |
| Avant 2010, Fouras est répartie sur plusieurs circonscriptions, cf. les résultats des .    |                                                           |                                                           |                                                           |                                                           |                                                           |                                                           |                                                           |
| 2002                                                                                       | 60,20 %                                                   | Jean-Louis Léonard                                        | UMP                                                       | 39,80 %                                                   | André Bonnin                                              | PS                                                        | 64,97 %                                                   |
| 2007                                                                                       | 58,52 %                                                   | Jean-Louis Léonard                                        | UMP                                                       | 41,48 %                                                   | André Bonnin                                              | PS                                                        | 66,31 %                                                   |
| Après 2010, Fouras est répartie sur plusieurs circonscriptions, cf. les résultats de .     |                                                           |                                                           |                                                           |                                                           |                                                           |                                                           |                                                           |
| 2012                                                                                       | 56,95 %                                                   | Jean-Louis Léonard                                        | UMP                                                       | 43,05 %                                                   | Suzanne Tallard                                           | PS                                                        | 65,36 %                                                   |
| 2017                                                                                       | %                                                         |                                                           |                                                           | %                                                         |                                                           |                                                           | %                                                         |
| 2022                                                                                       | %                                                         |                                                           |                                                           | %                                                         |                                                           |                                                           | %                                                         |
| 2024                                                                                       | %                                                         |                                                           |                                                           | %                                                         |                                                           |                                                           | %                                                         |
| Élections européennes, résultats des deux meilleurs scores.                                |                                                           |                                                           |                                                           |                                                           |                                                           |                                                           |                                                           |
| Année                                                                                      | Liste 1re                                                 | Liste 1re                                                 | Liste 1re                                                 | Liste 2e                                                  | Liste 2e                                                  | Liste 2e                                                  | Participation                                             |
| 2004                                                                                       | 27,60 %                                                   | Bernard Poignant                                          | PS                                                        | 19,42 %                                                   | Roselyne Bachelot                                         | UMP                                                       | 46,82 %                                                   |
| 2009                                                                                       | 40,43 %                                                   | Christophe Béchu                                          | UMP                                                       | 12,61 %                                                   | Bernadette Vergnaud                                       | PS                                                        | 49,07 %                                                   |
| 2014                                                                                       | %                                                         |                                                           |                                                           | %                                                         |                                                           |                                                           | %                                                         |
| 2019                                                                                       | %                                                         |                                                           |                                                           | %                                                         |                                                           |                                                           | %                                                         |
| 2024                                                                                       | %                                                         |                                                           |                                                           | %                                                         |                                                           |                                                           | %                                                         |
| Élections régionales, résultats des deux meilleurs scores.                                 |                                                           |                                                           |                                                           |                                                           |                                                           |                                                           |                                                           |
| Année                                                                                      | Liste 1re                                                 | Liste 1re                                                 | Liste 1re                                                 | Liste 2e                                                  | Liste 2e                                                  | Liste 2e                                                  | Participation                                             |
| 2004                                                                                       | 45,01 %                                                   | Ségolène Royal                                            | PS                                                        | 45,65 %                                                   | Elisabeth Morin                                           | UMP                                                       | 67,10 %                                                   |
| 2010                                                                                       | 47,98 %                                                   | Ségolène Royal                                            | PS                                                        | 52,02 %                                                   | Dominique Bussereau                                       | UMP                                                       | 58,95 %                                                   |
| 2015                                                                                       | %                                                         |                                                           |                                                           | %                                                         |                                                           |                                                           | %                                                         |
| 2021                                                                                       | %                                                         |                                                           |                                                           | %                                                         |                                                           |                                                           | %                                                         |
| Élections cantonales, résultats des deux meilleurs scores du dernier tour de scrutin.      |                                                           |                                                           |                                                           |                                                           |                                                           |                                                           |                                                           |
| Année                                                                                      | Élu                                                       | Élu                                                       | Élu                                                       | Battu                                                     | Battu                                                     | Battu                                                     | Participation                                             |
| Fouras est répartie sur plusieurs cantons, cf. les résultats de ceux de .                  |                                                           |                                                           |                                                           |                                                           |                                                           |                                                           |                                                           |
| 2001                                                                                       | %                                                         |                                                           |                                                           | %                                                         |                                                           |                                                           | indisponible %                                            |
| 2004                                                                                       | 46,73 %                                                   | André Bonnin                                              | PS                                                        | 53,27 %                                                   | Dominique Rabelle                                         | UMP                                                       | 67,67 %                                                   |
| 2008                                                                                       | %                                                         |                                                           |                                                           | %                                                         |                                                           |                                                           | indisponible %                                            |
| 2011                                                                                       | 60,73 %                                                   | Sylvie Marcilly                                           | UMP                                                       | 39,27 %                                                   | André Bonnin                                              | PS                                                        | 61,03 %                                                   |
| Élections départementales, résultats des deux meilleurs scores du dernier tour de scrutin. |                                                           |                                                           |                                                           |                                                           |                                                           |                                                           |                                                           |
| Année                                                                                      | Élus                                                      | Élus                                                      | Élus                                                      | Battus                                                    | Battus                                                    | Battus                                                    | Participation                                             |
| Fouras est répartie sur plusieurs cantons, cf. les résultats de ceux de .                  |                                                           |                                                           |                                                           |                                                           |                                                           |                                                           |                                                           |
| 2015                                                                                       | %                                                         |                                                           |                                                           | %                                                         |                                                           |                                                           | %                                                         |
| 2021                                                                                       | %                                                         |                                                           |                                                           | %                                                         |                                                           |                                                           | %                                                         |
| Référendums.                                                                               |                                                           |                                                           |                                                           |                                                           |                                                           |                                                           |                                                           |
| Année                                                                                      | Oui (national)                                            | Oui (national)                                            | Oui (national)                                            | Non (national)                                            | Non (national)                                            | Non (national)                                            | Participation                                             |
| 1992                                                                                       | 49,15 % (51,04 %)                                         | 49,15 % (51,04 %)                                         | 49,15 % (51,04 %)                                         | 50,85 % (48,96 %)                                         | 50,85 % (48,96 %)                                         | 50,85 % (48,96 %)                                         | 66,90 %                                                   |
| 2000                                                                                       | 72,93 % (73,21 %)                                         | 72,93 % (73,21 %)                                         | 72,93 % (73,21 %)                                         | 27,07 % (26,79 %)                                         | 27,07 % (26,79 %)                                         | 27,07 % (26,79 %)                                         | 31,45 %                                                   |
| 2005                                                                                       | 53,43 % (45,33 %)                                         | 53,43 % (45,33 %)                                         | 53,43 % (45,33 %)                                         | 46,57 % (54,67 %)                                         | 46,57 % (54,67 %)                                         | 46,57 % (54,67 %)                                         | 71,18 %                                                   |

## Démographie

### Évolution de la population
L'évolution du nombre d'habitants est connue à travers les recensements de la population effectués dans la commune depuis 1793. Pour les communes de moins de 10 000 habitants, une enquête de recensement portant sur toute la population est réalisée tous les cinq ans, les populations de référence des années intermédiaires étant quant à elles estimées par interpolation ou extrapolation. Pour la commune, le premier recensement exhaustif entrant dans le cadre du nouveau dispositif a été réalisé en 2006.

En 2022, la commune comptait 4 124 habitants, en évolution de +1,93 % par rapport à 2016 (Charente-Maritime : +4,04 %, France hors Mayotte : +2,11 %).
| 1793 | 1800 | 1806 | 1821 | 1831 | 1836 | 1841 | 1846 | 1851 |
| ---- | ---- | ---- | ---- | ---- | ---- | ---- | ---- | ---- |
| 615  | 638  | 645  | 736  | 860  | 843  | 800  | 833  | 823  |

| 1856 | 1861 | 1866  | 1872  | 1876  | 1881  | 1886  | 1891  | 1896  |
| ---- | ---- | ----- | ----- | ----- | ----- | ----- | ----- | ----- |
| 870  | 926  | 1 028 | 1 138 | 1 256 | 1 679 | 1 877 | 1 887 | 1 989 |

| 1901  | 1906  | 1911  | 1921  | 1926  | 1931  | 1936  | 1946  | 1954  |
| ----- | ----- | ----- | ----- | ----- | ----- | ----- | ----- | ----- |
| 2 171 | 2 461 | 2 499 | 2 399 | 2 322 | 2 166 | 2 474 | 3 013 | 4 068 |

| 1962  | 1968  | 1975  | 1982  | 1990  | 1999  | 2006  | 2011  | 2016  |
| ----- | ----- | ----- | ----- | ----- | ----- | ----- | ----- | ----- |
| 4 121 | 3 634 | 3 612 | 3 295 | 3 238 | 3 835 | 4 024 | 4 099 | 4 046 |

| 2021  | 2022  | - | - | - | - | - | - | - |
| ----- | ----- | - | - | - | - | - | - | - |
| 4 061 | 4 124 | - | - | - | - | - | - | - |

D'après les derniers résultats du recensement de la population publiés par l'Insee en 2006, la population de la commune est passée de 3 835 habitants en 1999 à 4 024 habitants, répartis sur une superficie de 951 hectares, soit une densité de population de 423 hab./km2, ce qui en fait l'une des villes les plus densément peuplées de la Charente-Maritime.
Après une baisse ininterrompue de sa population entre 1962 et 1990, la ville voit sa population croître de nouveau.
Entre 1990 et 1999, elle s'est accrue de 597 habitants, puis de 189 habitants entre 1999 et 2006. La ville est redevenue nettement attractive et s'affirme comme l'une des stations balnéaires les plus dynamiques du département depuis le début des années 1990.
Au recensement de 1999, la part des moins de 25 ans dans la population de la ville est de 21,2 %, celle des familles monoparentales est de 11,3 %, tandis que les non-diplômés représentent 18,3 % de la population. Quant aux étrangers, avec 0,3 %, ils ne représentent qu'une faible part de la population de la commune

### Pyramide des âges
La population de la commune est relativement âgée.
En 2018, le taux de personnes d'un âge inférieur à 30 ans s'élève à 17,1 %, soit en dessous de la moyenne départementale (29 %). À l'inverse, le taux de personnes d'âge supérieur à 60 ans est de 52,7 % la même année, alors qu'il est de 34,9 % au niveau départemental.
En 2018, la commune comptait 1 799 hommes pour 2 169 femmes, soit un taux de 54,66 % de femmes, largement supérieur au taux départemental (52,15 %).
Les pyramides des âges de la commune et du département s'établissent comme suit.
| Hommes | Classe d’âge | Femmes |
| ------ | ------------ | ------ |
| 1,7    | 90 ou +      | 5,0    |
| 16,9   | 75-89 ans    | 21,1   |
| 30,3   | 60-74 ans    | 29,7   |
| 19,8   | 45-59 ans    | 19,1   |
| 10,8   | 30-44 ans    | 10,9   |
| 9,2    | 15-29 ans    | 6,3    |
| 11,3   | 0-14 ans     | 7,9    |

| Hommes | Classe d’âge | Femmes |
| ------ | ------------ | ------ |
| 1,1    | 90 ou +      | 2,6    |
| 10,1   | 75-89 ans    | 12,6   |
| 22     | 60-74 ans    | 23,2   |
| 20,1   | 45-59 ans    | 19,7   |
| 16,1   | 30-44 ans    | 15,6   |
| 15,2   | 15-29 ans    | 12,7   |
| 15,4   | 0-14 ans     | 13,6   |

### Catégories socioprofessionnelles
On remarque une surreprésentation des retraités à Fouras, probablement attirés par son statut de calme site balnéaire, phénomène qui s'est considérablement accéléré depuis 1999 au détriment des employés, mais surtout des personnes sans activité. Dans le même temps Le secteur agricole voit sa population réduite par deux, pendant que les cadres sont quant à eux deux fois plus nombreux.
| Catégorie                                         | 1999   | 1999     | 1999     | 2009   | 2009     | 2009     |
| ------------------------------------------------- | ------ | -------- | -------- | ------ | -------- | -------- |
| Agriculteurs exploitants                          | 1.8 %  | (2.6 %)  | (1.4 %)  | 0.9 %  | (1.7 %)  | (1.0 %)  |
| Artisans, commerçants, chefs d'entreprise         | 5.6 %  | (4.4 %)  | (3.5 %)  | 4.8 %  | (4.2 %)  | (3.3 %)  |
| Cadres et professions intellectuelles supérieures | 3.6 %  | (3.9 %)  | (6.6 %)  | 6.9 %  | (5.0 %)  | (8.6 %)  |
| Professions intermédiaires                        | 10.1 % | (9.6 %)  | (12.1 %) | 10.0 % | (11.3 %) | (13.8 %) |
| Employés                                          | 14.4 % | (16.3 %) | (16.6 %) | 10.5 % | (16.6 %) | (16.7 %) |
| Ouvriers                                          | 7.0 %  | (13,4 %) | (14.9 %) | 6.5 %  | (12,8 %) | (13.5 %) |
| Retraités                                         | 38.3 % | (28,2 %) | (22.2 %) | 49.5 % | (34,0 %) | (22.9 %) |
| Autres personnes sans activité professionnelle    | 19.2 % | (21.6 %) | (22.9 %) | 10.9 % | (14.4 %) | (17.2 %) |

## Économie

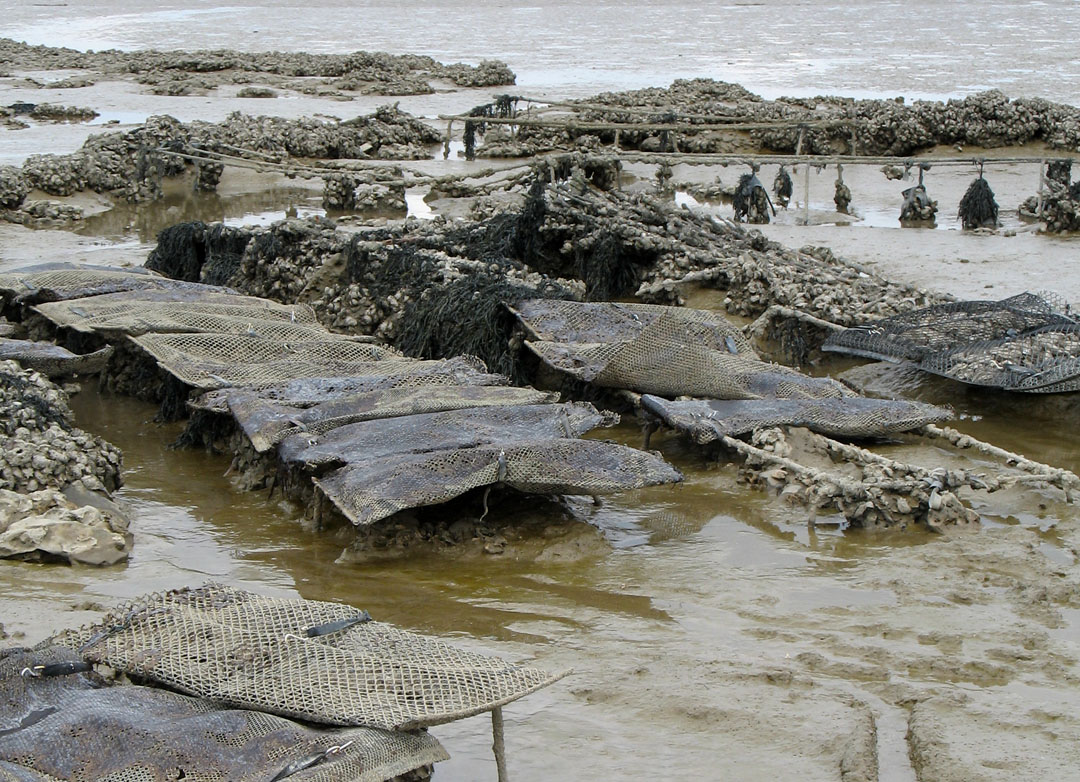
L'ostréiculture, importante ressource économique de la cité.

L'économie de la commune repose essentiellement sur le tourisme balnéaire ainsi que sur les activités ostréicoles. La ville compte une zone d'activité, la ZA du Soumard, située au sud de la commune, et un supermarché.
Le taux d'activité des personnes âgées de 20 à 59 ans est de 79 %, soit légèrement inférieur à la moyenne nationale, qui est de 82,2 %. En 1999, le taux de chômage était également supérieur aux chiffres nationaux : 17,3 % contre 12,9 % dans le reste de l'hexagone. Les actifs représentent 36,2 % de la population, suivis par les retraités (33,5 %), les étudiants et les jeunes scolarisés (16 %).
Au 1er janvier 2004, le nombre total d'entreprises présentes sur le territoire communal était de 213, se répartissant en 15 établissements consacrés à l'industrie, 22 consacrés à la construction, 56 commerces et 120 prestataires de services.
Station balnéaire depuis 1850, mais aussi ville portuaire (trois ports sont répartis sur le territoire communal), Fouras est également réputée pour son importante activité ostréicole : la douceur de l'eau de la Charente et sa température font de la commune un important centre de captage de naissain d'huître. Lorsque l'ostréiculture fut introduite dans la commune, vers 1925, les huîtres étaient élevées au sol, à plat. En 1970, une épizootie décima les huîtres en place et une nouvelle variété, dite du Japon fut introduite. Cette dernière est désormais cultivée en poches plastiques grillagées, placés sur des tables de fer.

## Logement
En 1999, lors de la dernière enquête de l'Insee, le nombre de logements présents dans la commune était de 3 832. Parmi ceux-ci, 49,8 % étaient des résidences secondaires.

## Culture locale et patrimoine
La ville de Fouras du fait de son statut de station balnéaire dispose d'un certain nombre de services culturels pour répondre aussi bien aux exigences de l'afflux de la clientèle touristique estivale qu'aux résidents permanents.
La ville dispose d'un musée régional constitué principalement de fonds locaux ainsi que d'une collection d'objets d'art asiatiques et africains. Les collections sont installées depuis 1966 dans le donjon du fort de Fouras. Outre le musée, classé « Musée de France », le fort est le cadre d'expositions temporaires (peintures, arts plastiques). Il accueille en moyenne 8 000 visiteurs par an.
Une médiathèque municipale Abri du Marin implantée près du centre-ville, à proximité du fort de Fouras, est équipée en matériel « nouvelles technologies » mettant à disposition des abonnés ordinateurs et connexion Wi-Fi.
Un casino installé depuis la fin du XIXe siècle dispose également d'une salle de cinéma.
Plusieurs séquences de films ont été tournées à Fouras, parmi lesquels Comme un poisson dans l'eau, d'André Michel (1962) ou Les Aventuriers, de Robert Enrico (1967). Plus récemment, en 2007, une mini-série de deux épisodes (52 minutes chacun) produite par la chaîne de télévision TF1 a été tournée à Fouras : Le Canapé rouge.
Une série policière Un admirateur secret a également été tournée en 2006/2007 .
En 2015, un téléfilm Tu es mon fils est tourné dans une villa de la plage Nord et à la pointe de La Fumée sur l'embarcadère de l'Ile d'Aix.
À l'année, de nombreuses manifestations culturelles sont organisées (salon du livre, salon gastronomique, galeries d'art avec expositions temporaires).

### Lieux et monuments

#### Patrimoine militaire

##### Le fort de Fouras
Cet ancien château fort fut considérablement remanié au cours des siècles. Son donjon fut transformé en sémaphore sous le premier empire.

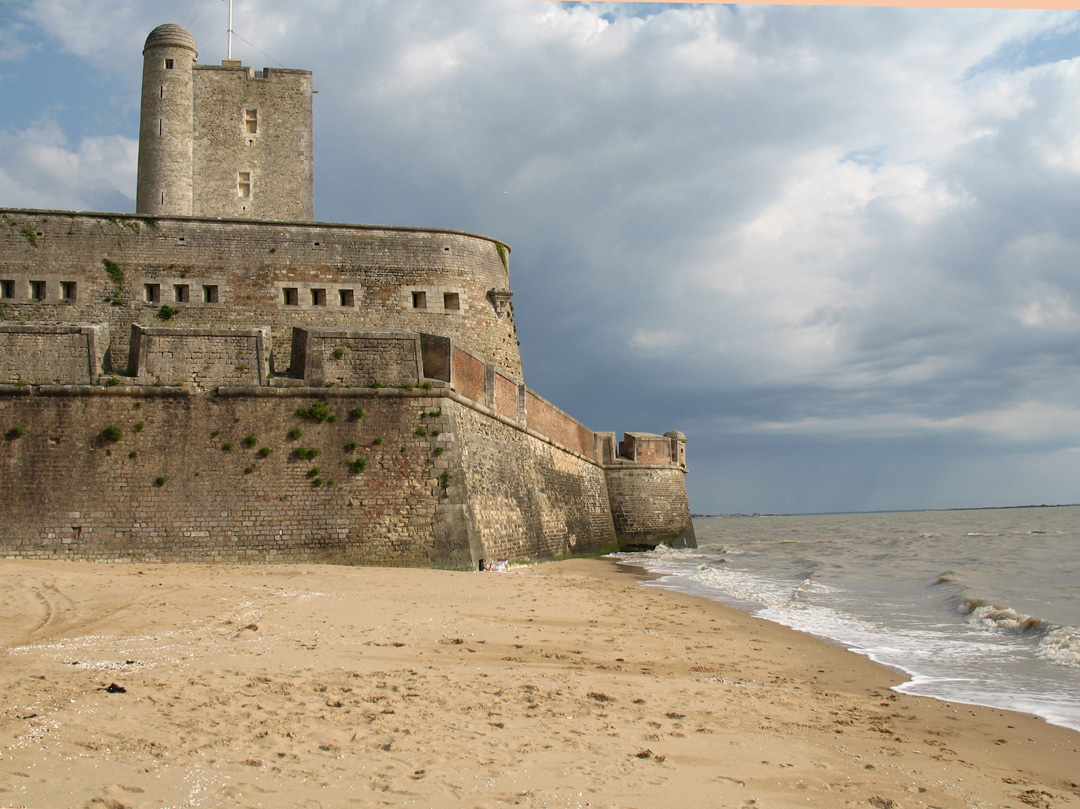
Le fort de Fouras, connu également sous le nom de Sémaphore.

Établi en bord de mer entre la Grande Plage et la plage Sud, le fort est constitué d'un donjon médiéval entouré par une enceinte en pierre de taille complétée par quatre tours circulaires, l'ensemble étant protégé par de profondes douves sèches. Le donjon quadrangulaire semble avoir été érigé au début du XIVe siècle, sous le règne du roi Philippe le Bel. Il repose sur une crypte voûtée d'ogives formant quatre travées, et s'établit sur trois niveaux. Il est repris en 1480 par l'architecte De Brosse, qui contribua à le moderniser.
La forteresse médiévale est remplacée en 1672 par un fort moderne, bâti d'après les directives de Vauban, sur des plans de l'architecte Ferry; cependant les travaux ne furent réellement achevés qu'en 1689. Le fort, qui devait passer à la postérité sous le nom de son initiateur (fort Vauban) comportait une batterie basse pour les tirs à couler, et une batterie haute pour les tirs à démâter. Le donjon fut conservé et consolidé, afin de pouvoir placer une plate-forme garnie de canons en son sommet. Transformé en sémaphore durant le premier empire, il fut également intégré à la ceinture de feu voulue par l'Empereur pour protéger les côtes des éventuelles incursions anglaises. Cette ceinture de feu devait regrouper le fort de Fouras, le fort Énet et le fort Boyard. Propriété du ministère de la Défense, le fort est finalement déclassé à la fin du XIXe siècle, les batteries et les redoutes démantelées. Classé monument historique en 1987, ce monument, devenu le symbole de la cité, est aujourd'hui partiellement transformé en musée. Celui-ci, installé dans le donjon, est constitué de plusieurs salles présentant différents aspects de l'histoire de la région : les principales sections sont consacrées à la géologie, à l'archéologie, à l'histoire militaire, à l'histoire contemporaine ou encore l'histoire maritime. Un fonds artistique et un fonds documentaire orienté sur l'histoire de l'Aunis et de la Saintonge y sont également présentés, de même qu'une série de collections d'origine extra-européenne (armes et outils originaires d'Afrique et d'Asie principalement).

##### Le fort Énet

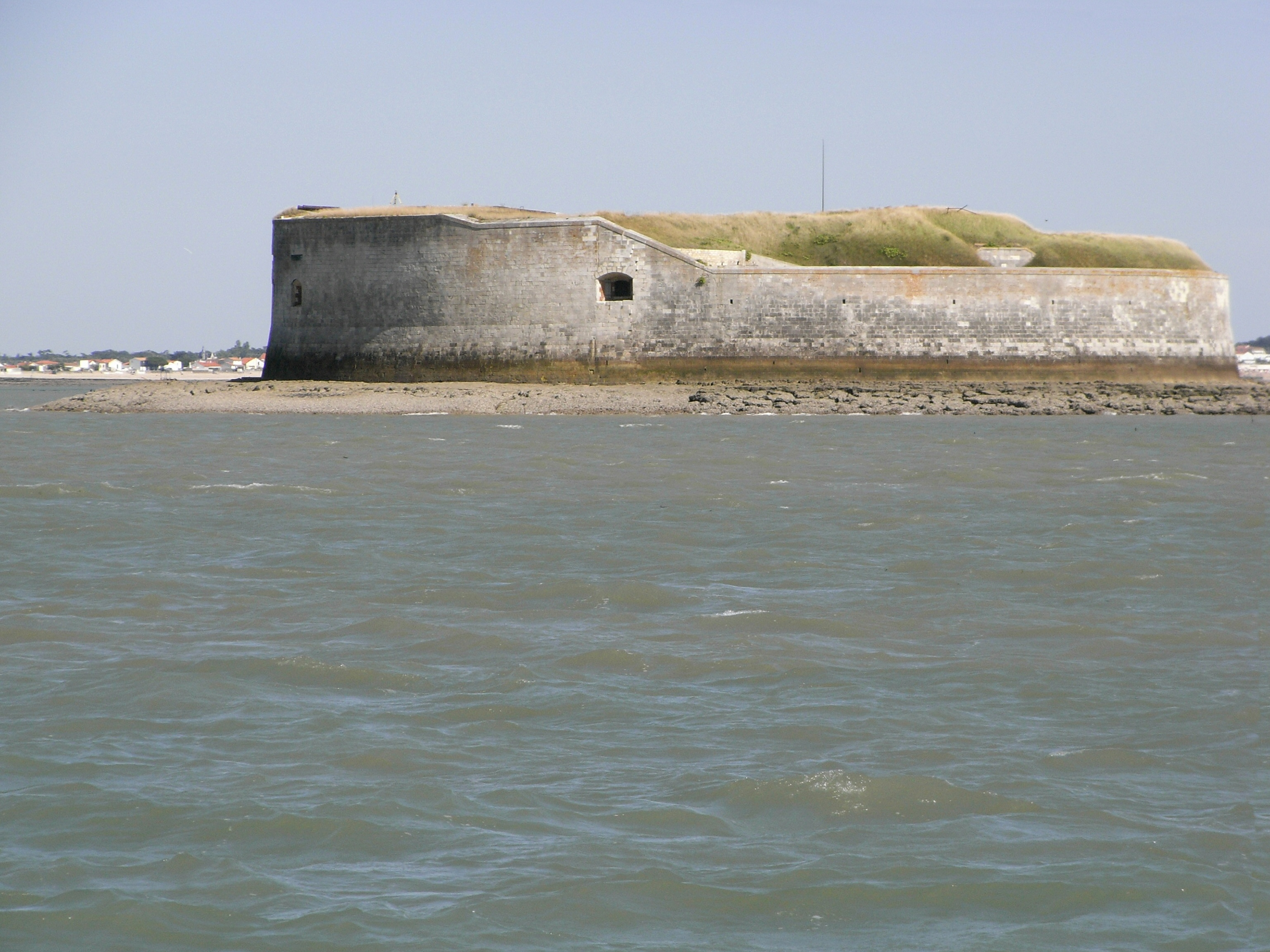
Le fort Énet vu côté ouest et derrière au loin la côte de Fouras.

Le fort Énet, construit sous le règne de Napoléon Ier entre 1809 et 1811, participait à la protection de la rade de Rochefort.
Situé sur l’extrémité du rocher formant la pointe de la Fumée, non loin de l'île d'Aix, il a la forme d'une batterie recourbée, fermée par un éperon couvrant le magasin à poudre. La structure initiale, livrée à la Marine en décembre 1811, fut complétée vers 1850 par un second étage de feux et par seize casemates en pierre. Propriété du ministère de la Défense, qui y fit plusieurs expérimentations d'artillerie en 1863, il est déclassé au début du XXe siècle. Il servit ensuite de prison de transit aux bagnards. Il est inscrit à l'inventaire supplémentaire des monuments historiques depuis 1994.
Il est actuellement propriété privée et se visite lors des journées du patrimoine.

##### La redoute de l'Aiguille

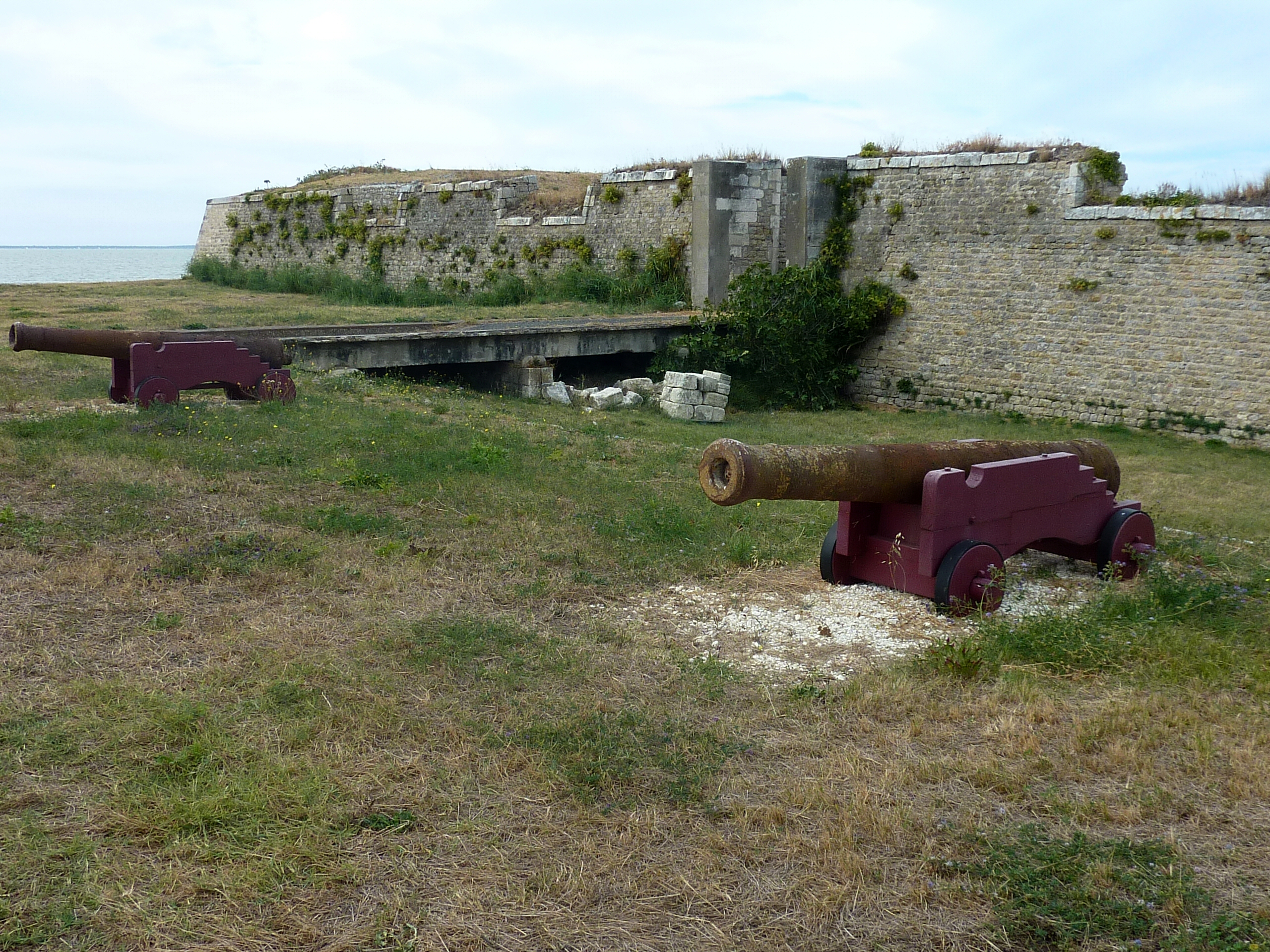
La redoute de l'Aiguille.

Ce fort ou redoute est situé au bord de l'eau à l'endroit le plus étroit de la presqu'île.
Bâti entre 1673 et 1674, il était destiné à protéger la ville d'une éventuelle invasion anglaise par la pointe de la Fumée et participait à la ligne de défense de l'entrée de la Charente. Il est composé d'un bâtiment principal et de plusieurs fortifications établies le long de la côte. Cette construction, peu élevée, permettait d'être peu visible depuis l'océan et surtout de mieux résister aux tirs éventuels de navires de guerre. Acquis par la municipalité de Fouras en 2001, il n'est actuellement pas accessible au public.
La redoute de l'Aiguille est inscrite à l'inventaire supplémentaire des monuments historiques depuis 2001.

##### Le fort Lapointe dit fort Vasou

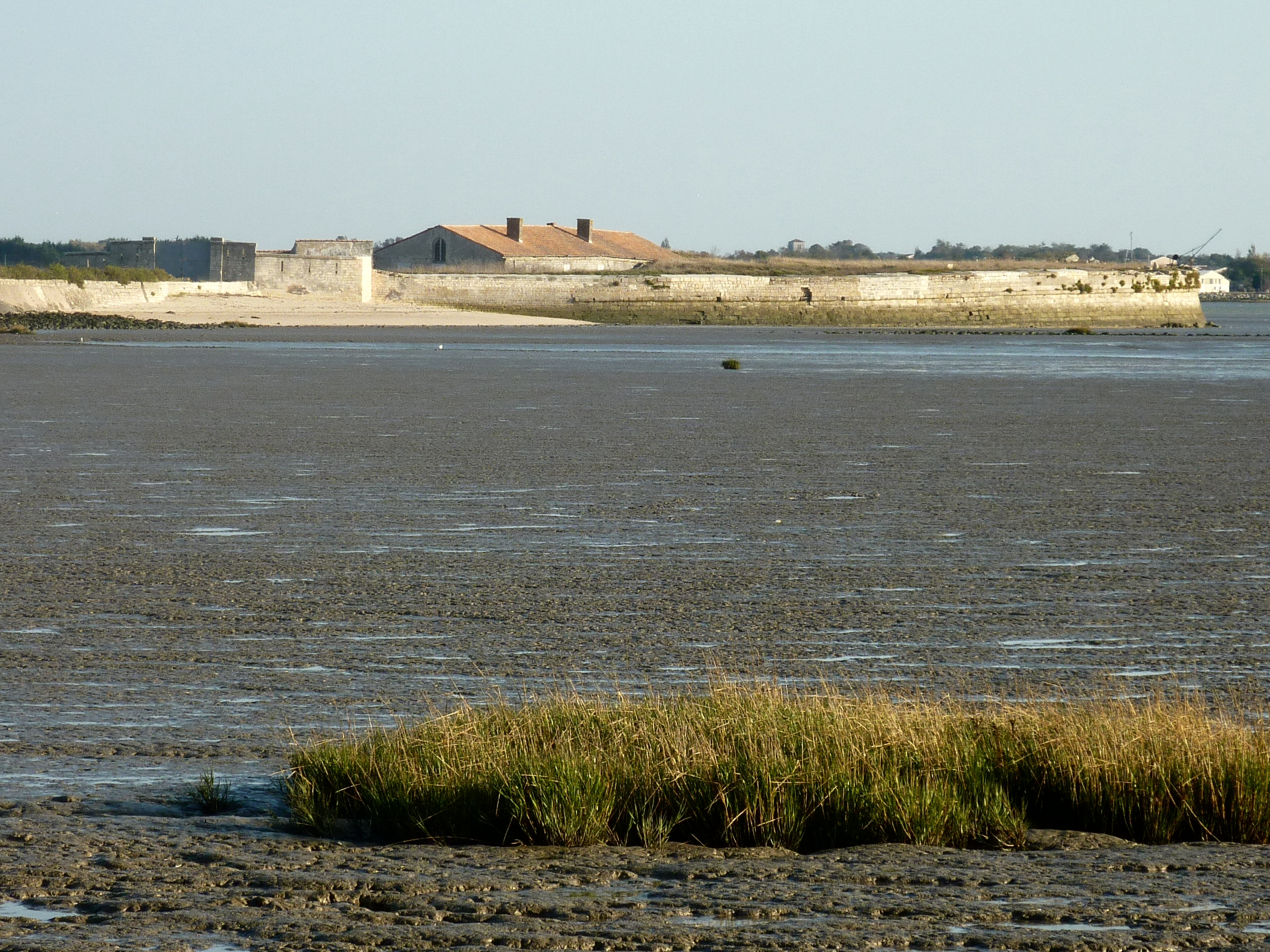
Le fort Lapointe, connu également sous le nom de fort Vasou.

Cet ensemble défensif fut érigé à partir de 1672 sur la rive droite de la Charente, à proximité immédiate de son embouchure. Premier des éléments défensifs assurant la protection du port militaire et de l'arsenal de Rochefort, ses effectifs atteignaient plusieurs centaines d'hommes et une cinquantaine de canons. En 1757, le fort fut endommagé par les Anglais. Remanié après cette bataille, il intègre une batterie semi-circulaire formant environ 130 mètres de diamètre, à laquelle est venue se greffer une caserne et un entrepôt de stockage d'obus entre 1860 et 1880. Déclassé par l'armée puis vendu à un particulier en 1950, il est inscrit à l'inventaire supplémentaire des monuments historiques depuis 2002.

#### Patrimoine urbain public

##### L'hôtel de ville

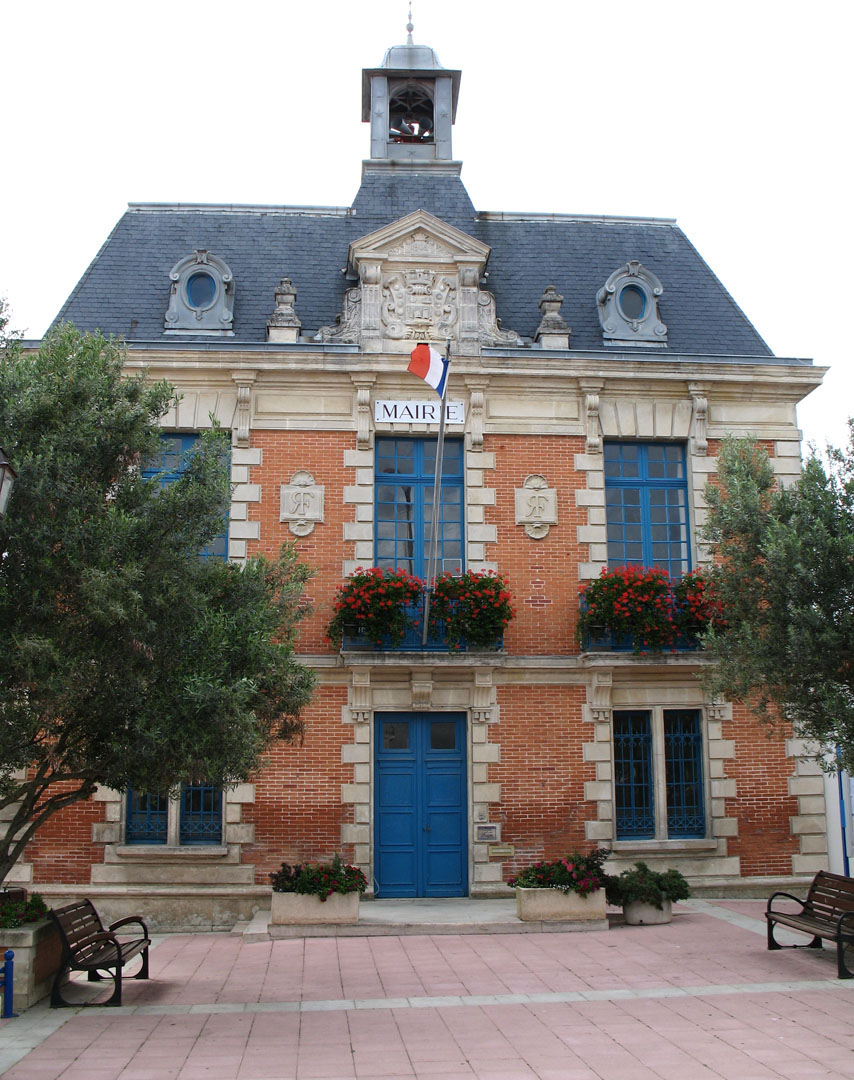
La mairie de Fouras.

Le nouvel hôtel de ville fut érigé au début du XXe siècle en plein centre de la cité balnéaire et inauguré le 27 juillet 1902 par le maire de l'époque, le docteur Boutiron. Auparavant, la mairie était installée rue de la Coue dans une maison blanchie à la chaux. Cet édifice à étage, en briques et pierres de taille, œuvre de l'architecte Michaud, est doté d'un toit en ardoise et possède un fronton triangulaire orné des armes de la ville. Celles-ci montrent une chaloupe de pilotin, les fortifications de l'ancien château et une représentation de la lune.
Un campanile dont la structure est construite en bois et fer forgé se situe au sommet de la toiture. Le sigle RF, pour République française, est présent sur deux sculptures présentes de part et d'autre de la fenêtre centrale.
À l'intérieur, la salle du Conseil abrite un tableau représentant la bataille navale des Brûlots et la résistance du commandant du navire Le Régulus, le commandant Lucas, face aux Anglais. Cette huile sur toile fut réalisée en 1902 par le peintre Charles Fouqueray.
Le bâtiment a été agrandi sur l'arrière en longueur pour créer des bureaux.

##### Le château du Bois-Vert

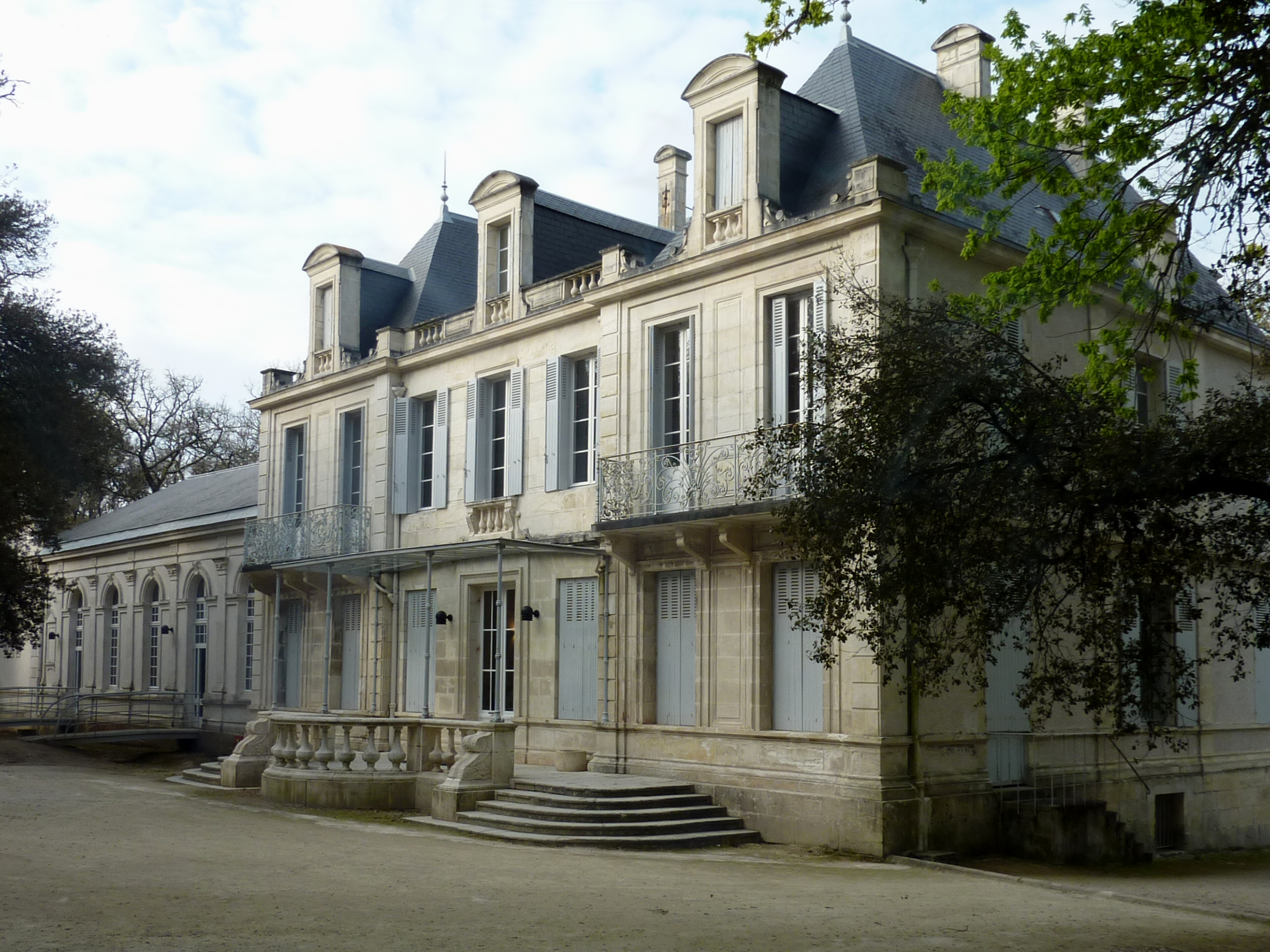
Château du Bois-Vert dans le parc de Fouras.

Cette vaste demeure néo-classique construite en 1870, fut conçue à l'origine comme une habitation, avant d'être transformée en casino en 1886. Elle devint alors l'un des lieux les plus en vogue de la ville et le cœur de la vie mondaine.
L'aile gauche fut ajoutée en 1887. Une salle de spectacle fut inaugurée ultérieurement tandis que le parc, arboré de chênes-verts, attenant au château fut aménagé pour servir de cadre à des fêtes de plein air.
En 1913, le château est transformé en hôtel, avant d'être un temps reconverti en maison de convalescence accueillant des soldats blessés durant la Première Guerre mondiale. Son nom était alors « Hôpital 103 ».
L'hôtel est racheté par la commune en 1946 et fermé en 1975.
Le château, toujours propriété de la commune, est devenu un lieu de réception.

##### La halle au poisson et le marché couvert

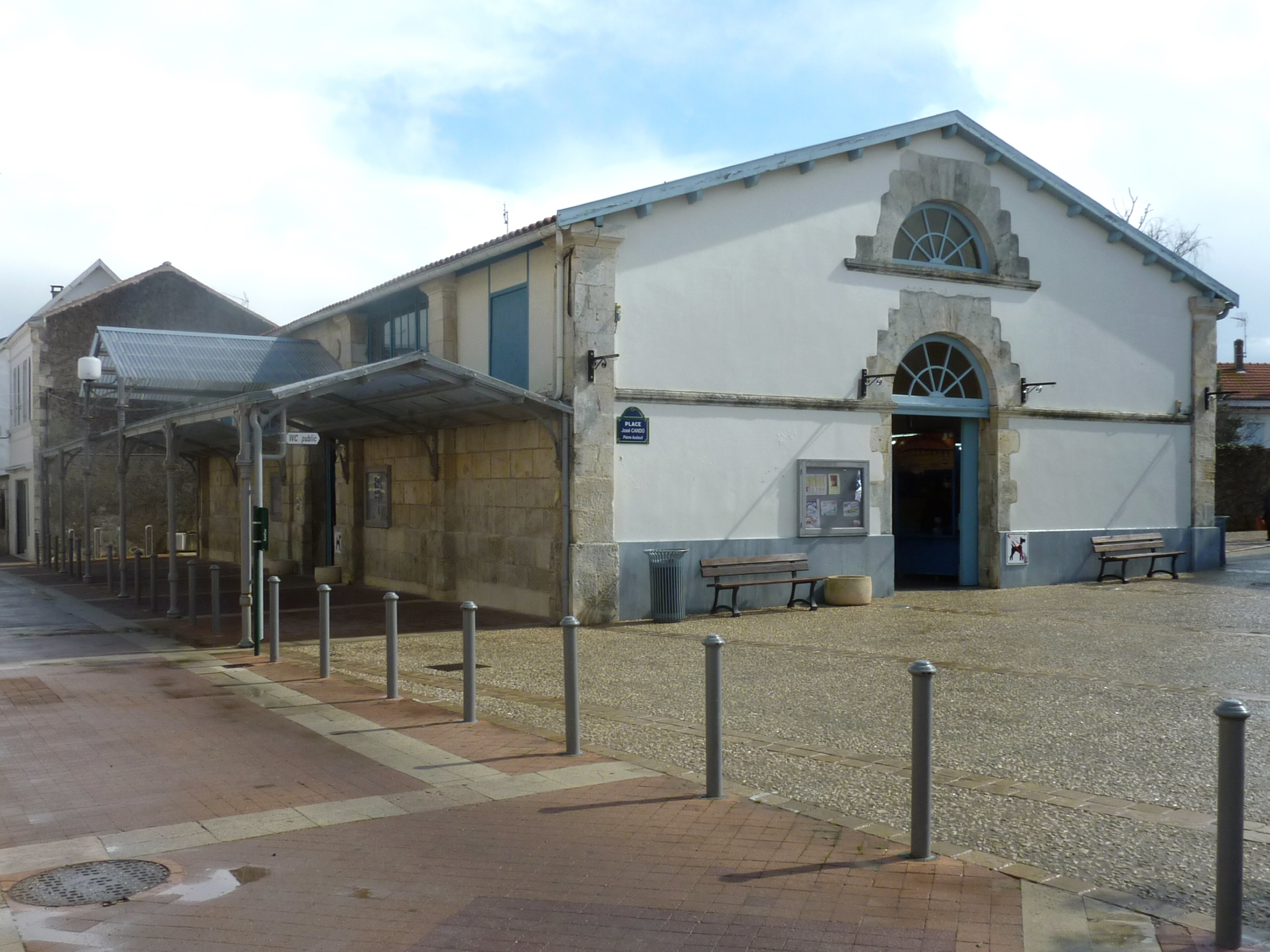
Halle au poisson, rue de la Halle et place José Cando.

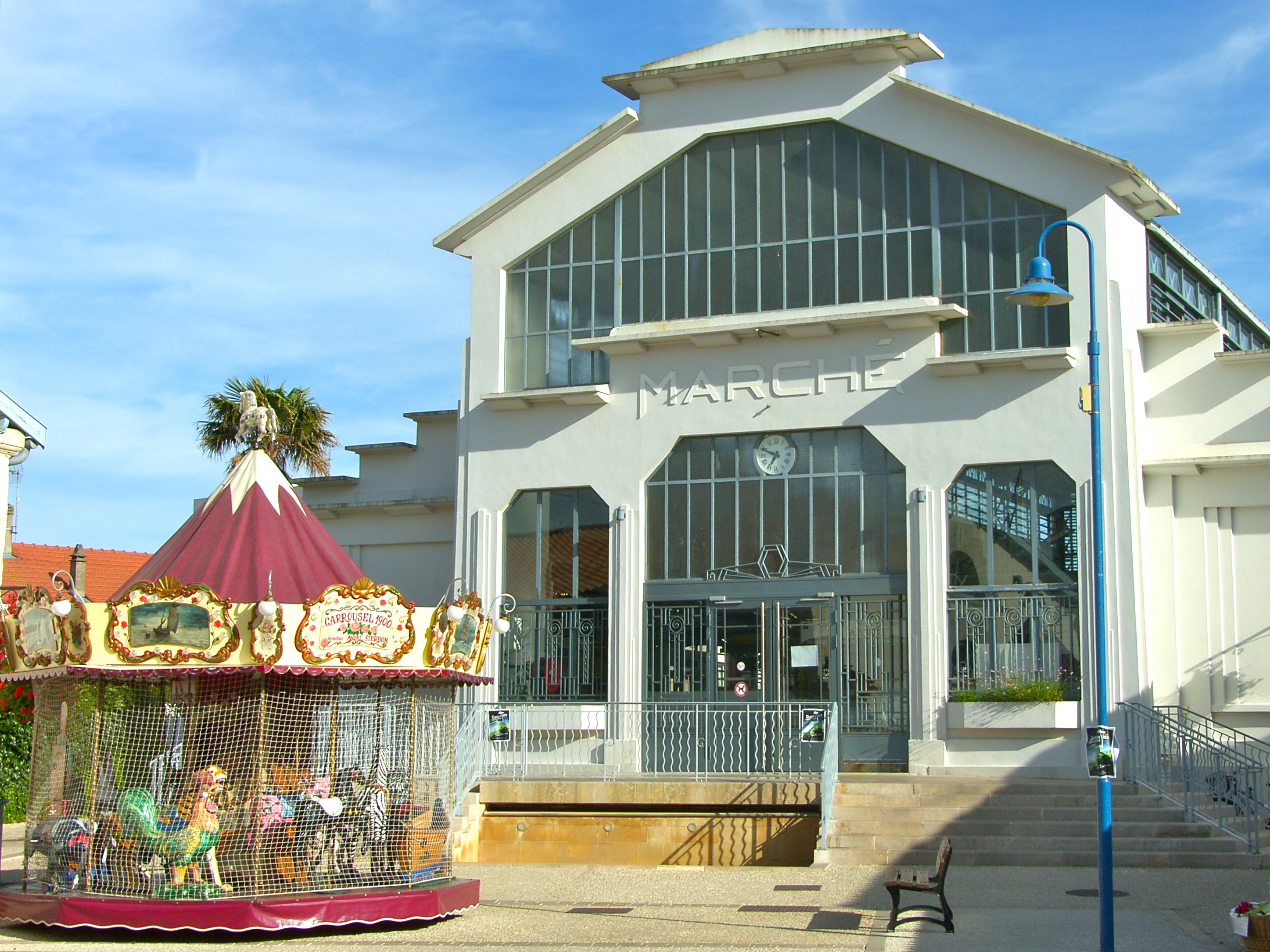
Grande halle du marché, place José Cando.

La halle au poisson est le premier marché couvert à avoir été construit à Fouras et découle de l'essor de la petite station balnéaire depuis le Second Empire.
Cet édifice, implanté au cœur de la cité balnéaire, présente une halle fermée, d'allure plutôt austère, appelée le marché au poisson. À l'origine, il s'agissait d'une criée dont les poissons et les produits de la mer (huîtres, moules et autres coquillages) étaient fournis par les petits pêcheurs de la ville « car la flotte fourasine compte au XIXe siècle 63 chaloupes et 24 canots de pêche ».
Le bâtiment primitif date de 1866 et, en 1895, une marquise métallique y a été accolée sur la rue de la Halle sur son flanc gauche pour abriter des commerçants de Fouras et des alentours qui vendaient des denrées alimentaires autres que celles de la mer.
La criée de Fouras, qui ferma définitivement en 1940, avait lieu deux fois par jour et était annoncée par la cloche.
Ce premier marché couvert a été rénové dans les années 1980 et est demeurée la halle au poisson, fidèle à ses origines.
Avec l'essor du tourisme, un deuxième marché couvert, a été édifié en 1935 avec une façade de style Art déco. Il est situé à côté de la halle au poisson et est destiné à la vente des denrées alimentaires autres que les produits de la mer telles que les fruits et légumes, les produits laitiers et les produits de la viande.

##### Le kiosque à musique

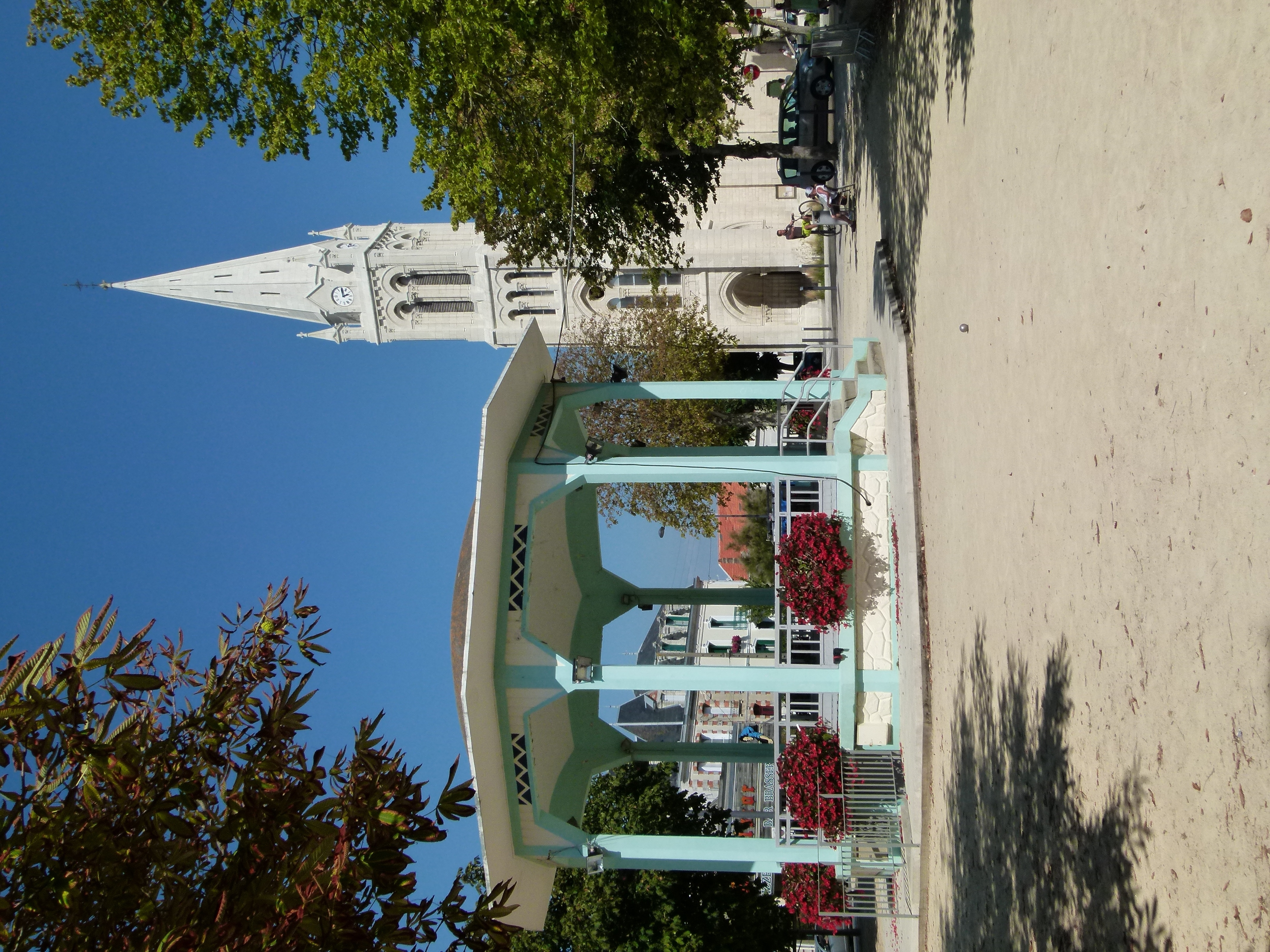
Le kiosque à musique place Carnot.

Ce kiosque, édifié au tout début du XXe siècle, est l'un des dix kiosques conservés en Charente-Maritime.
De structure hexagonale en béton Armé, reposant sur six colonnes, il trône au milieu de la place Carnot face à l'église Saint-Gaudens et tout près de la plage Ouest.
Progressivement abandonné après la dernière guerre, ce monument a été préservé et conservé lors de la rénovation du centre de Fouras depuis le printemps 2011.
Cette rénovation a été inaugurée le 5 septembre 2012 en musique (piano et violoncelle)  avec la participation d'un public nombreux.

#### Patrimoine urbain civil

##### Château du Treuil-Bussac

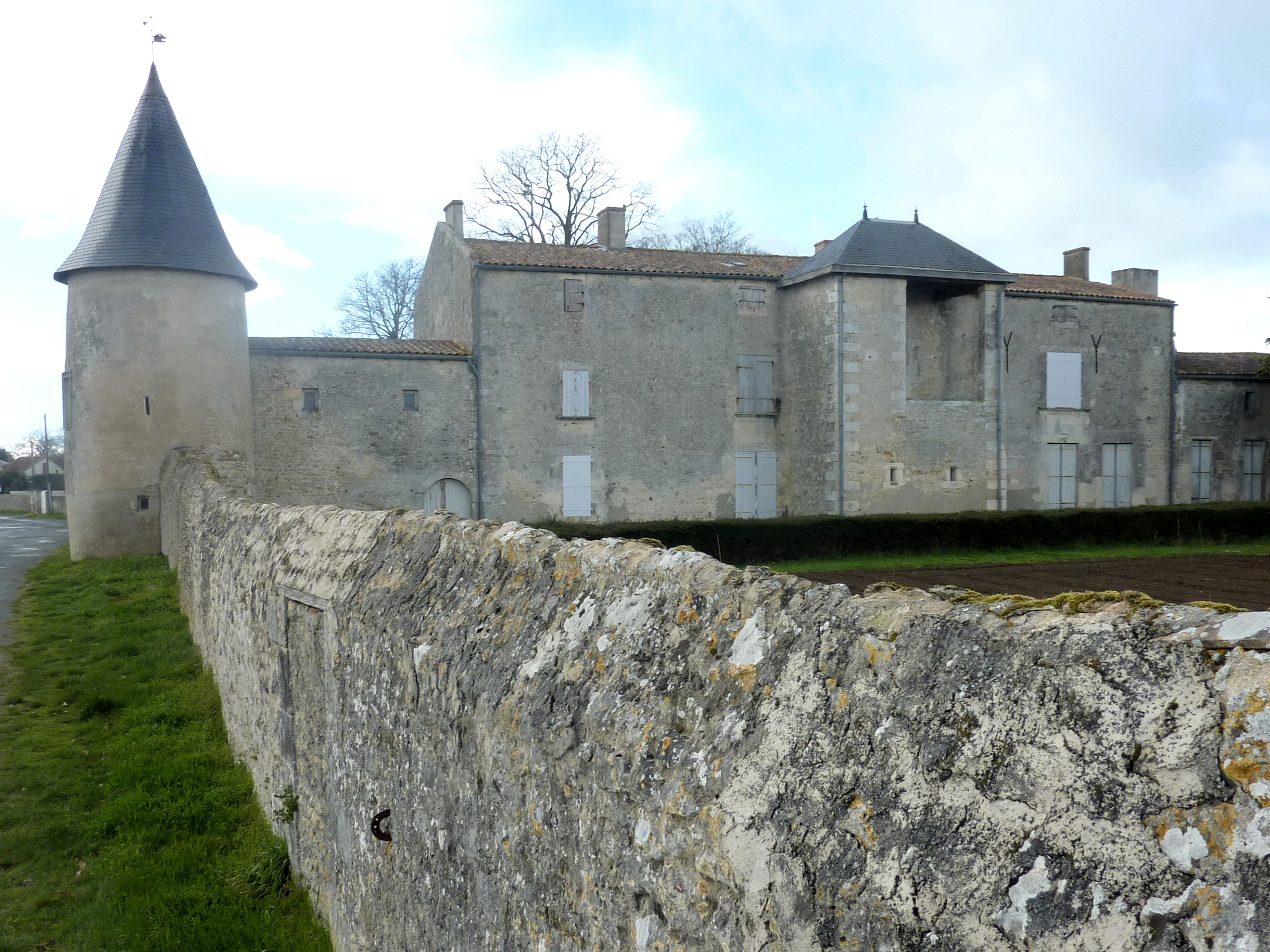
Château du Treuil-Bussac, vue arrière.

Cette maison noble datant du début du XVIIe siècle fut reconstruite par la famille D'Ansays, issue de la noblesse de robe protestante, sur les ruines d'un château plus ancien, ruiné par les guerres de religion, lui-même bâti sur des fondations gallo-romaines. En 1633, le seigneur du lieu était Jean-Marc d'Ansays, notable et commerçant de La Rochelle. Son fils, Pierre d'Ansays du Treuil, fut contraint d'abjurer la religion calviniste sous la contrainte lors de la révocation de l'édit de Nantes. La seigneurie passa ensuite à Jean d'Ansays du Treuil-Bussac, son fils.
Au début du XVIIIe siècle, la famille d'Ansays possédait de nombreuses propriétés situées dans les paroisses de Fouras et de Saint-Laurent-de-la-Prée (fief de la Motte, fief de Magnou, terres de La Raize), ainsi qu'une demeure à La Rochelle.
Le château, très sobre, constituait une des principales propriétés de la famille. Il est entouré d'une enceinte flanquée de tourelles à bretèches, ouvrant sur une cour via un double porche - à piétonne et à charretière - daté de 1621. Adossé à l'enceinte, le logis est desservi par un escalier droit. Des vestiges d'époque gallo-romaines ont été retrouvés dans la propriété en 1872 et 1883, notamment un moyen-bronze daté du IVe siècle représentant l'empereur Maximien Hercule.

##### Villa la Jetée

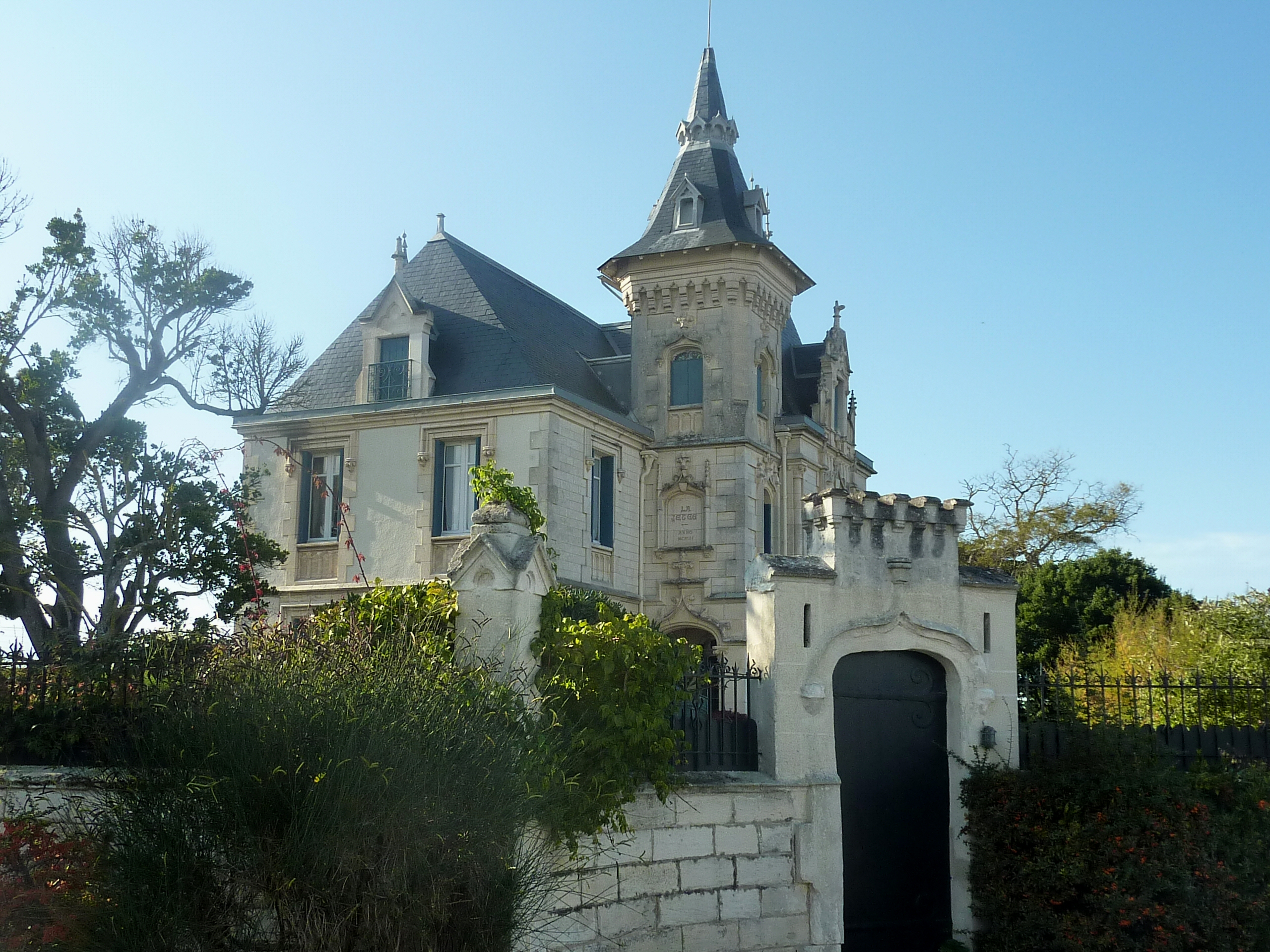
Villa La Jetée, connue également sous le nom de Château Bugeau.

Hôtel particulier bâti en 1903, la villa située au Port Nord, également connue sous le nom de Château Bugeau - La Jetée, est inscrite aux Monuments historiques en 2007. Elle a servi de cadre à des romans ou à des séries télévisées, bien avant que le « Père Fouras », personnage clé du jeu télévisé Fort Boyard, ne contribue à populariser la cité.

##### Les villas balnéaires de Fouras

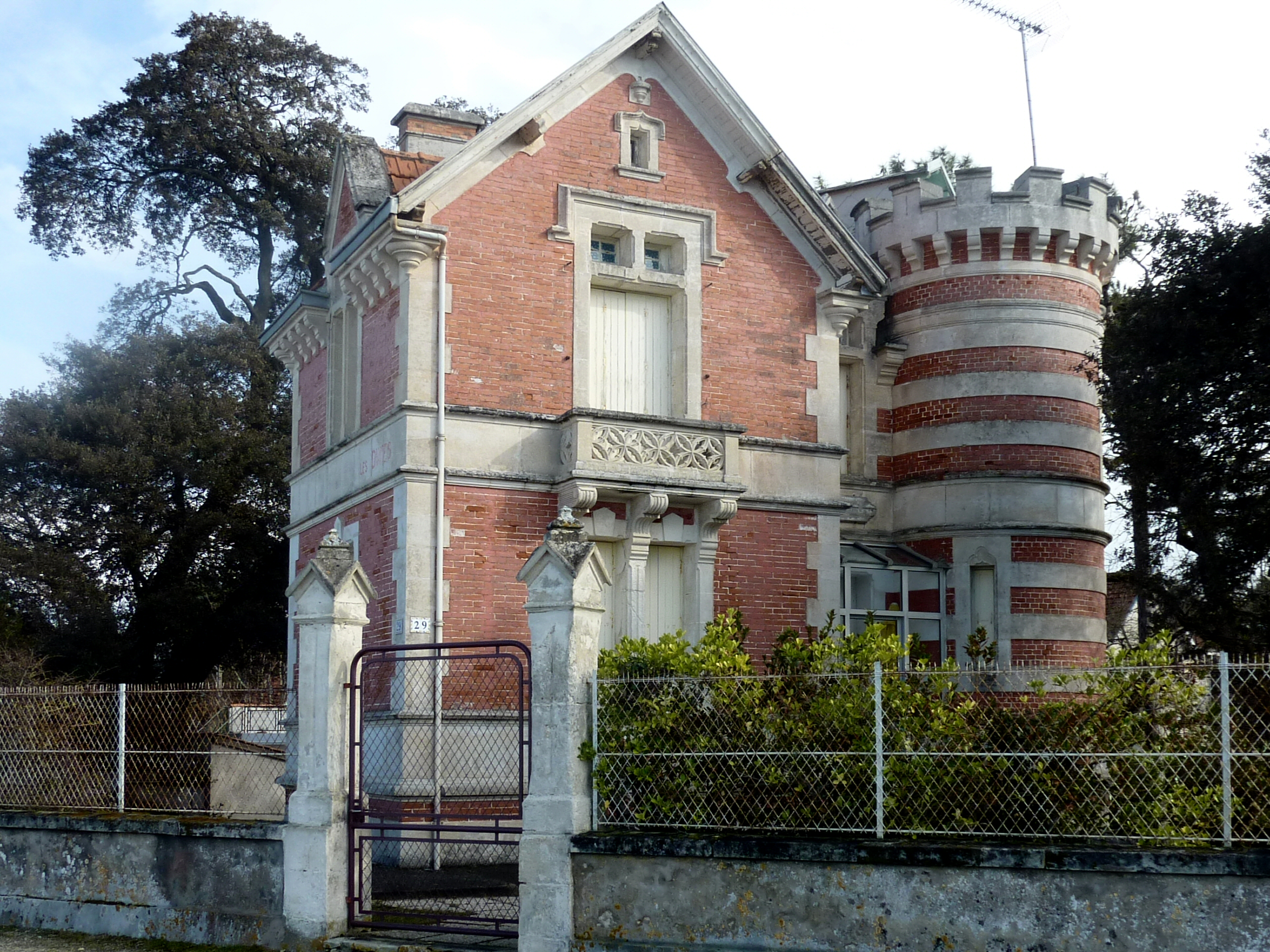
Une des nombreuses villas de la plage nord.

Grâce à sa fonction balnéaire développée dès le Second Empire, Fouras s'est affirmée rapidement comme un centre de villégiature pour les familles aisées de la côte aunisienne, principalement de la bourgeoisie rochelaise et rochefortaise, puis avec l'arrivée du chemin de fer des classes aisées de Paris et Bordeaux.
C'est ainsi que de nombreuses petites villas cossues, à l'architecture fantaisiste de la fin du XIXe siècle et au début du siècle suivant, ont été édifiées le long des plages et des promenades du front de mer.
En bordure de la plage Nord, également appelée plage de la Garenne, subsistent une série de villas balnéaires datant du début du XXe siècle.

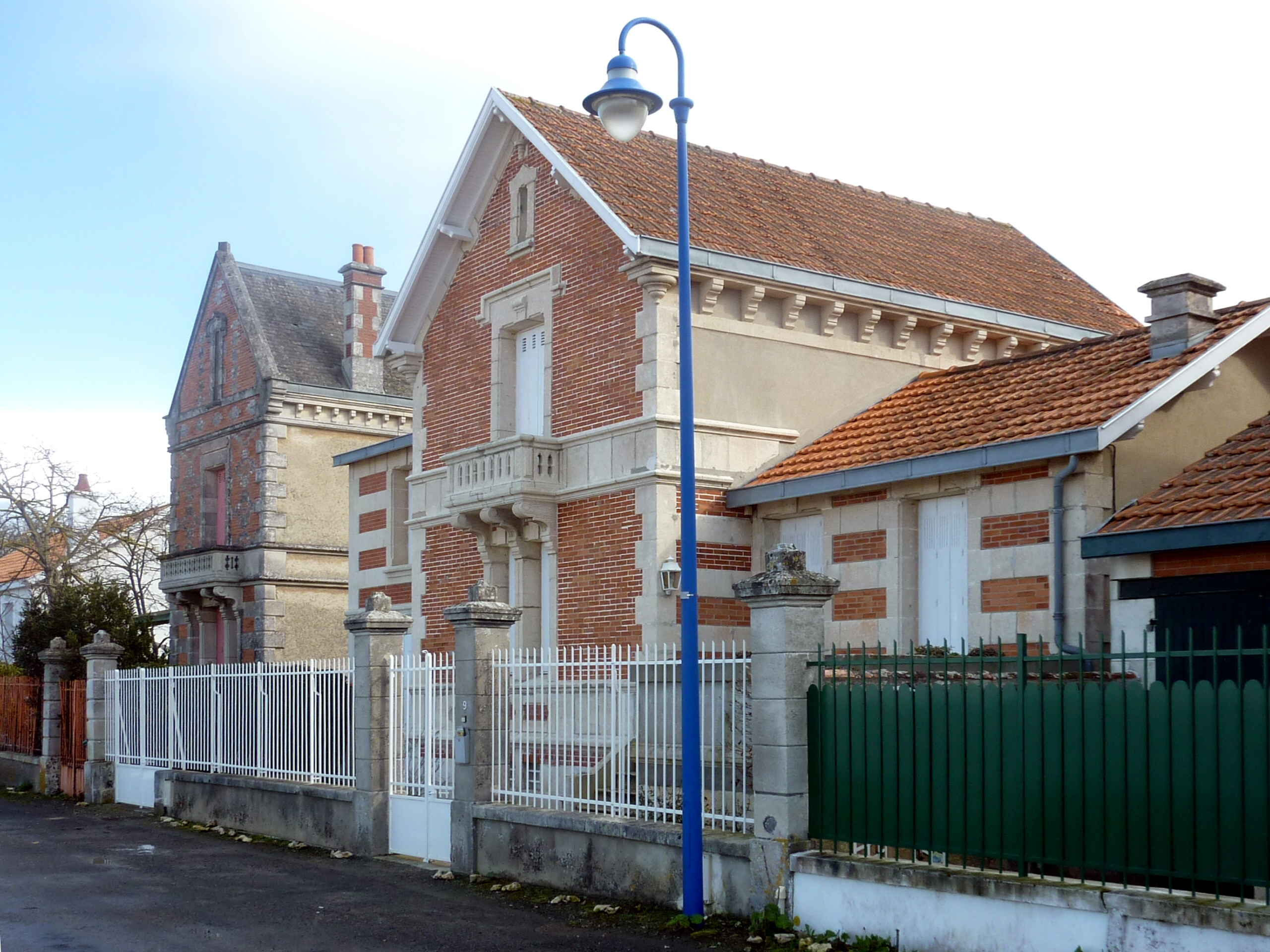
Villas plage nord.
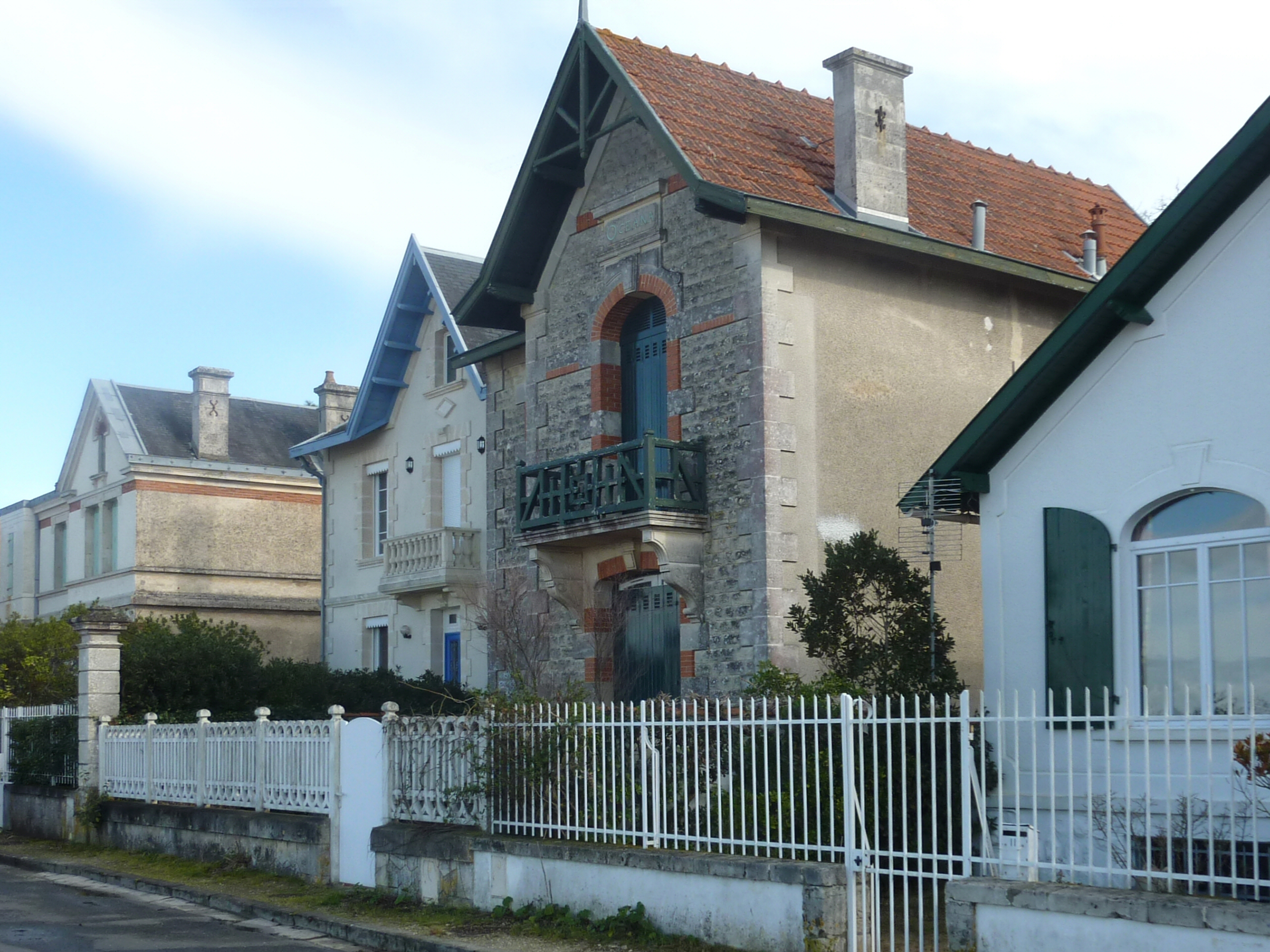
Villas plage nord.
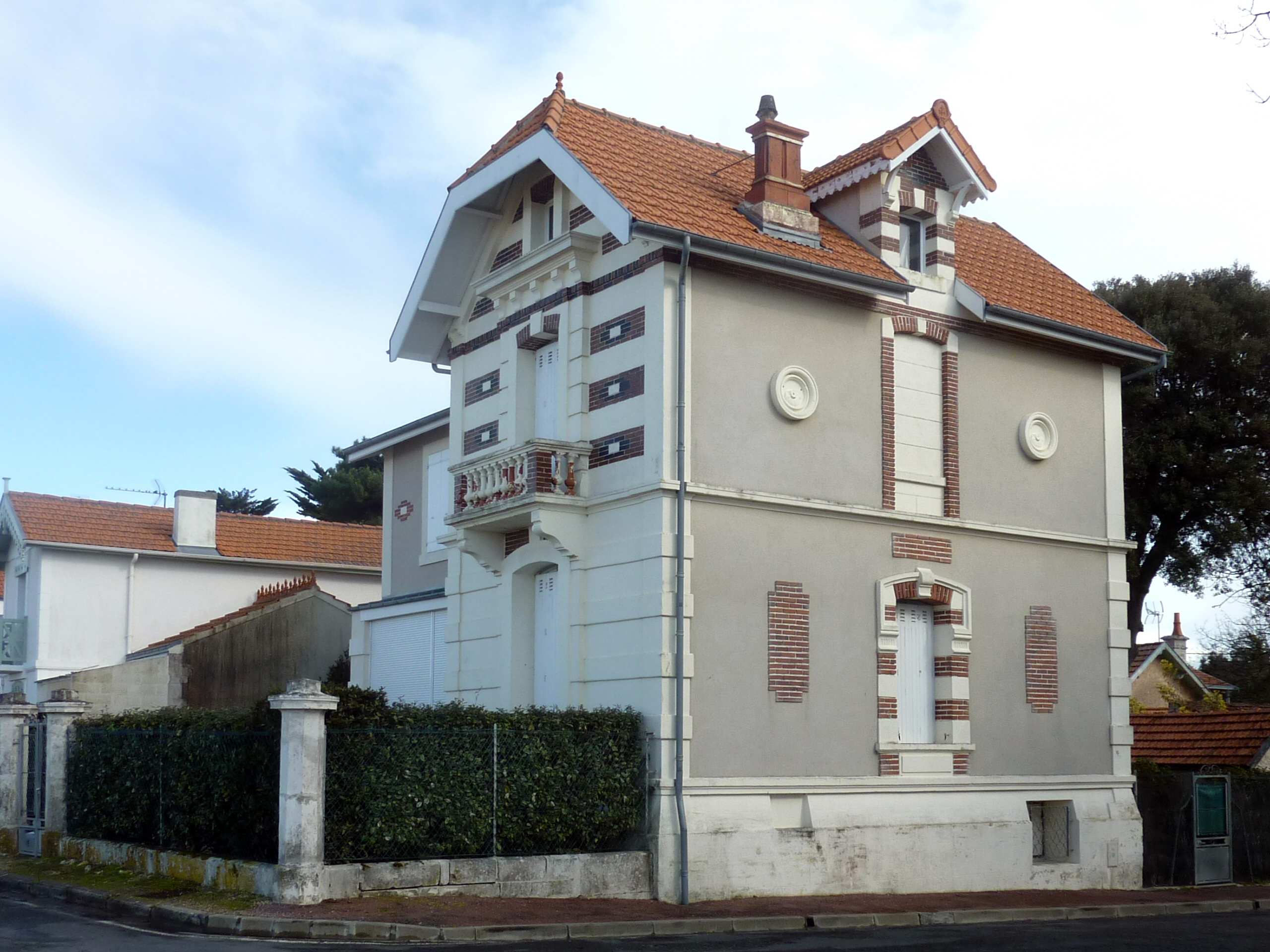
Villa plage nord.
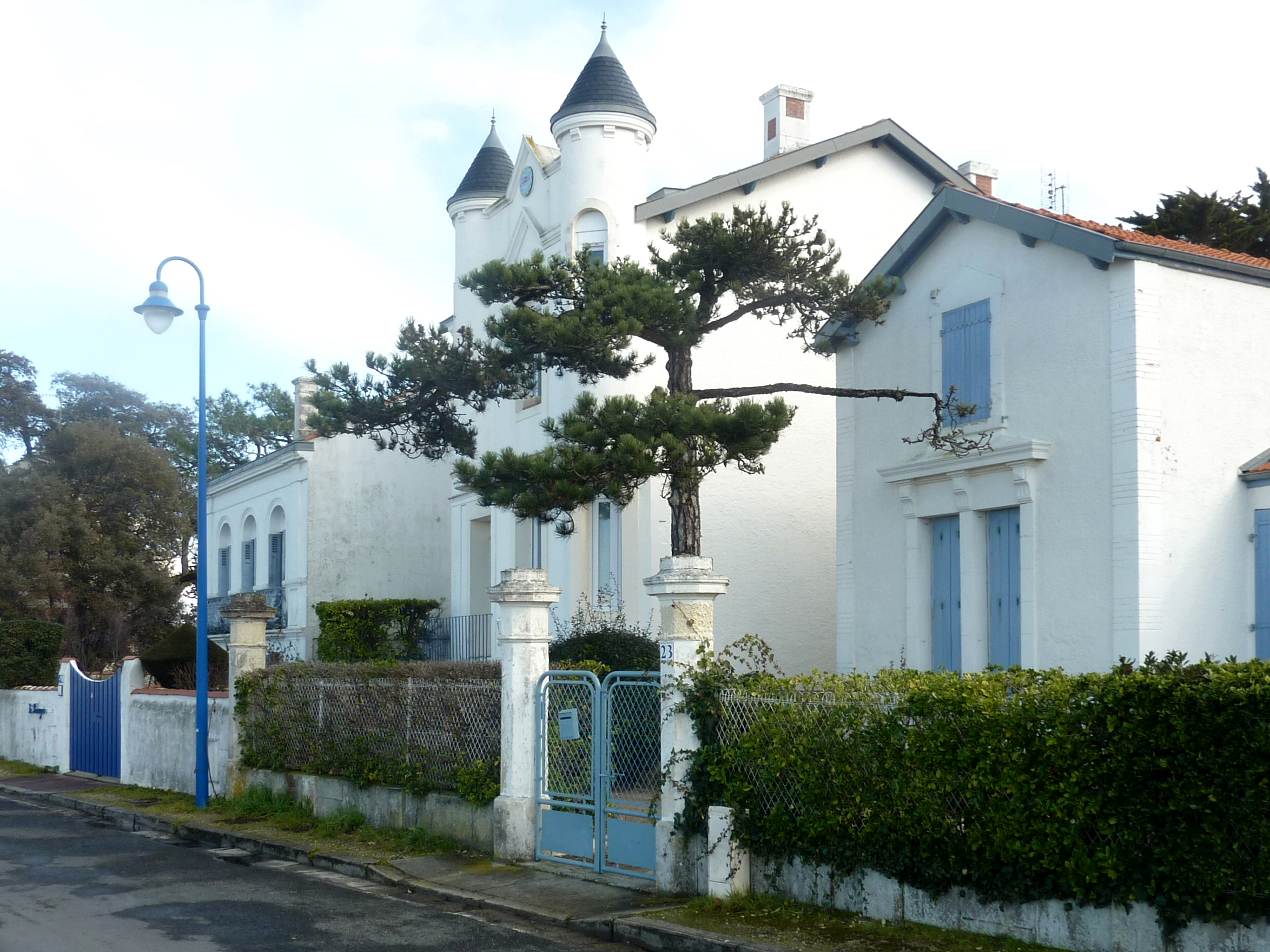
Villas plage nord.
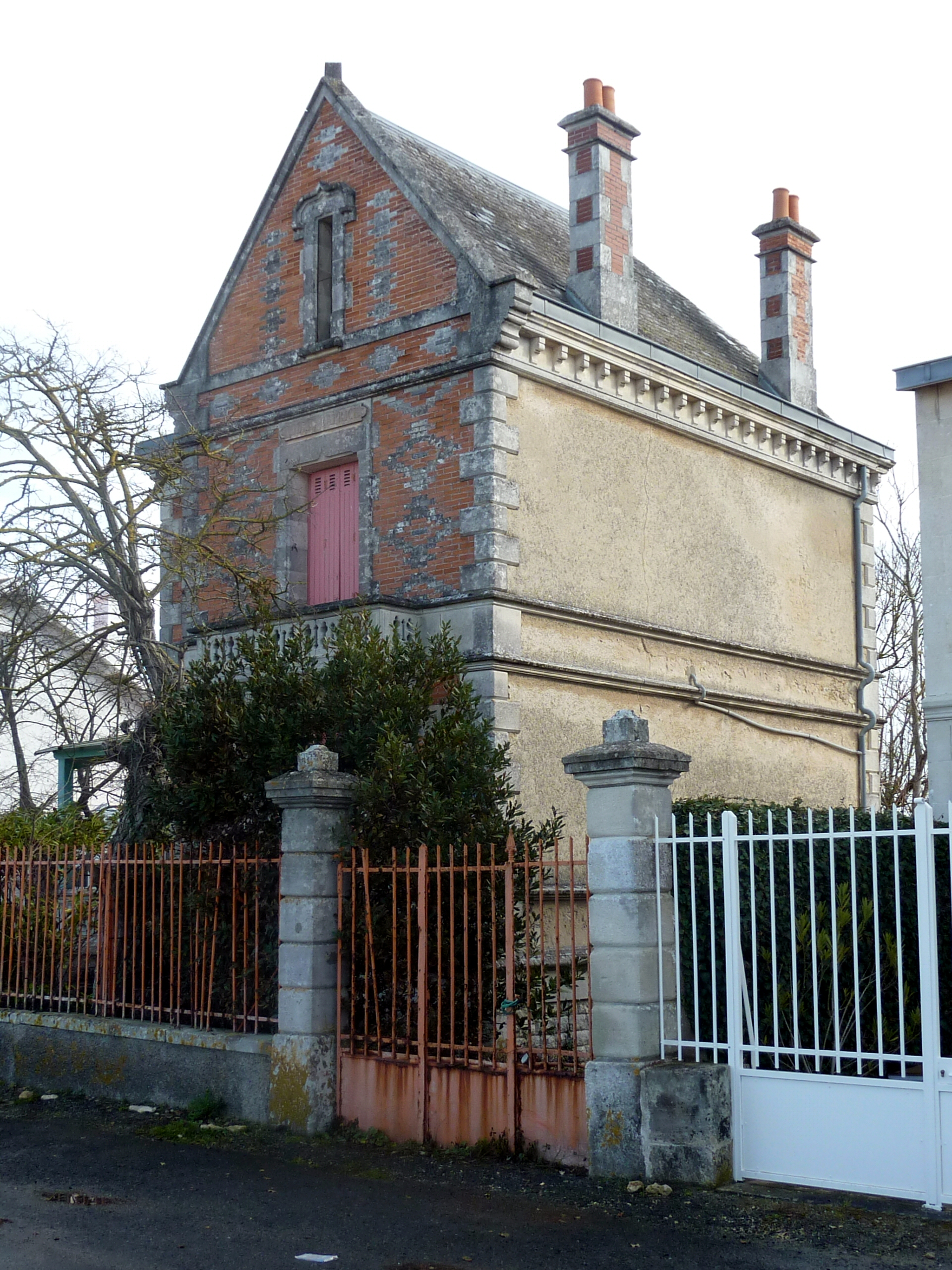
Villa plage nord.

##### Les moulins
Il subsiste trois moulins à Fouras : le moulin de l'Aubier, le moulin de l'Espérance et le moulin de Soumard. Ils ont tous les trois été restaurés et transformés en résidence d'habitation.

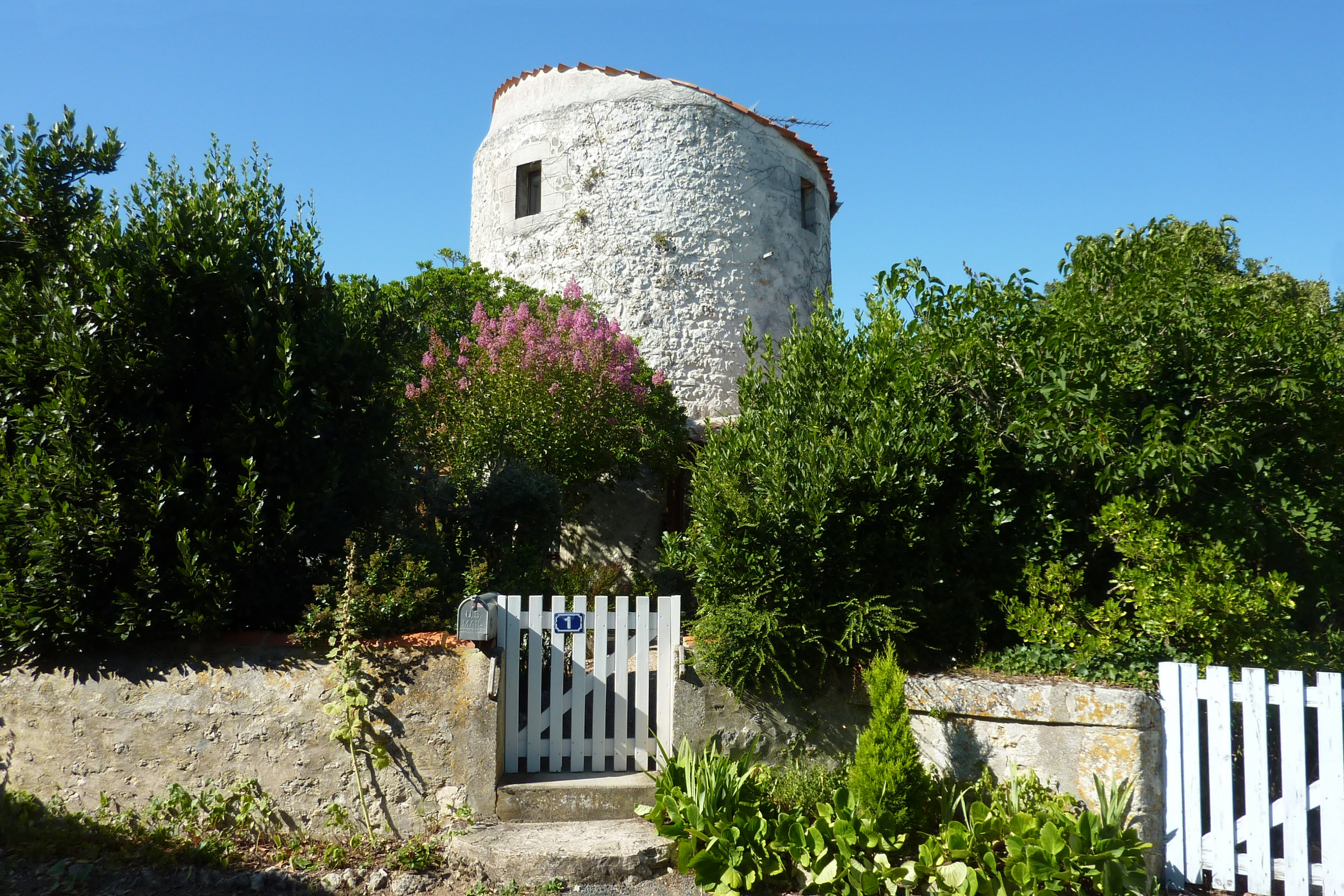
Moulin de l'Aubier.
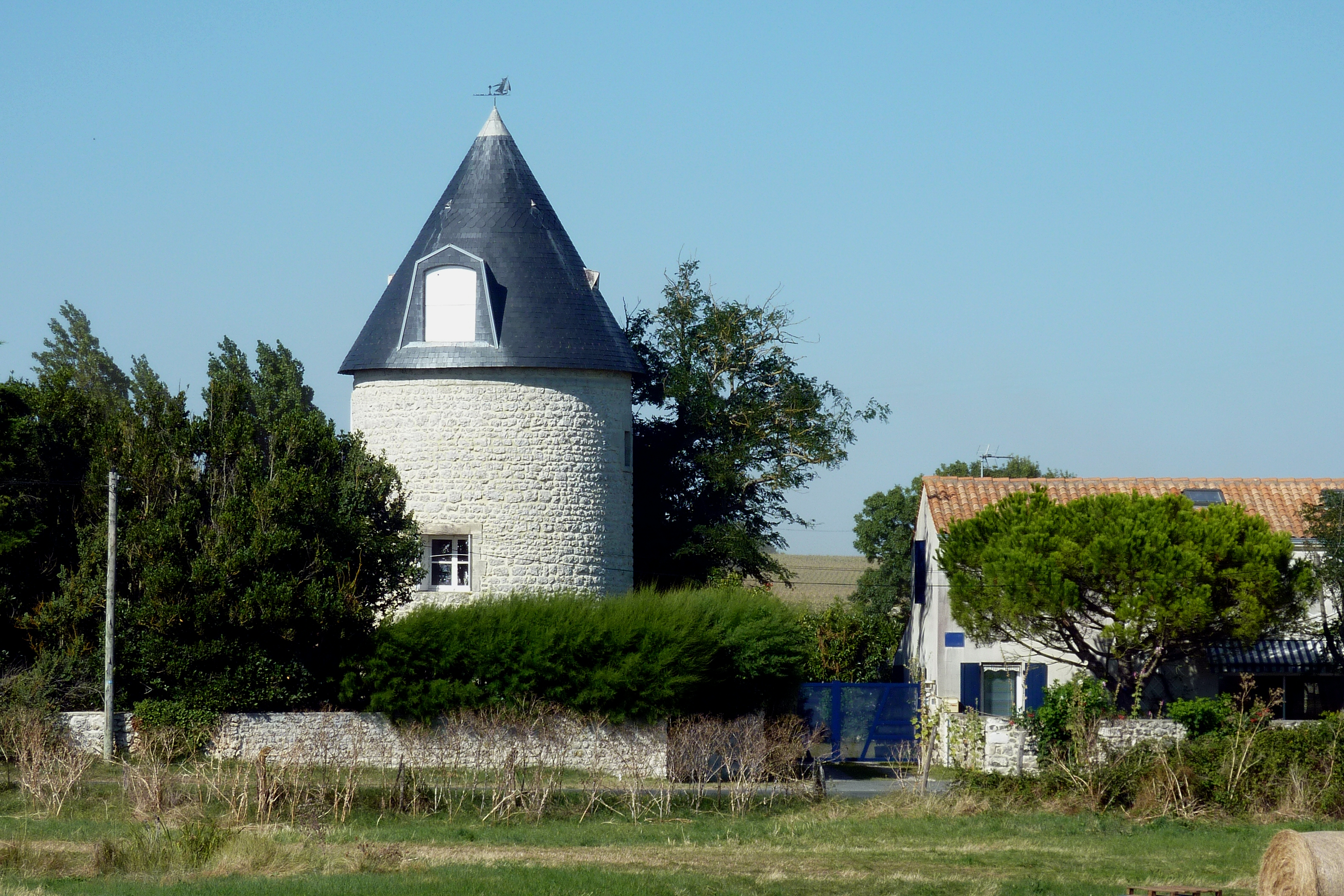
Moulin de l'Espérance.
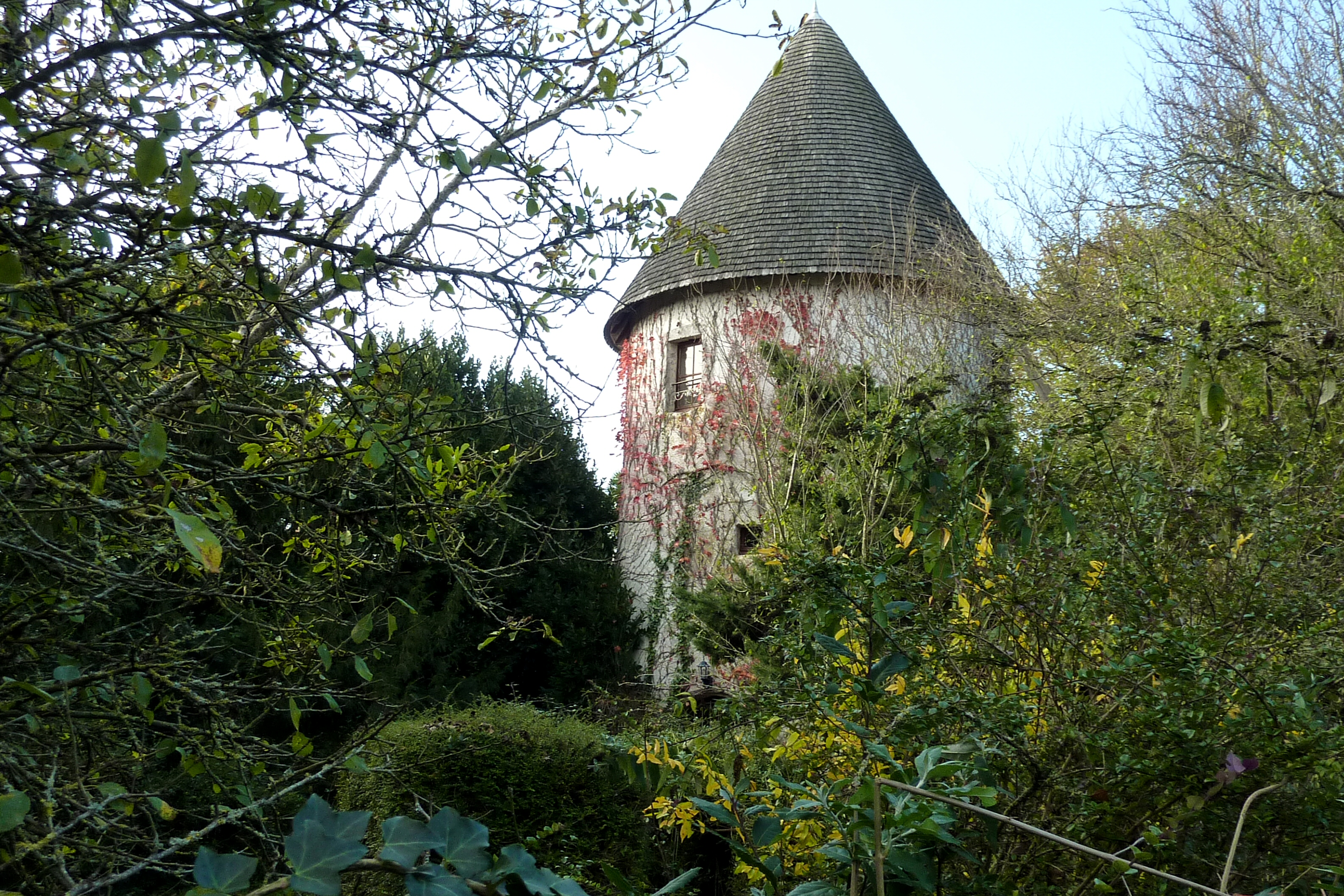
Moulin de Soumard.

#### Patrimoine religieux

##### Église Saint-Gaudence

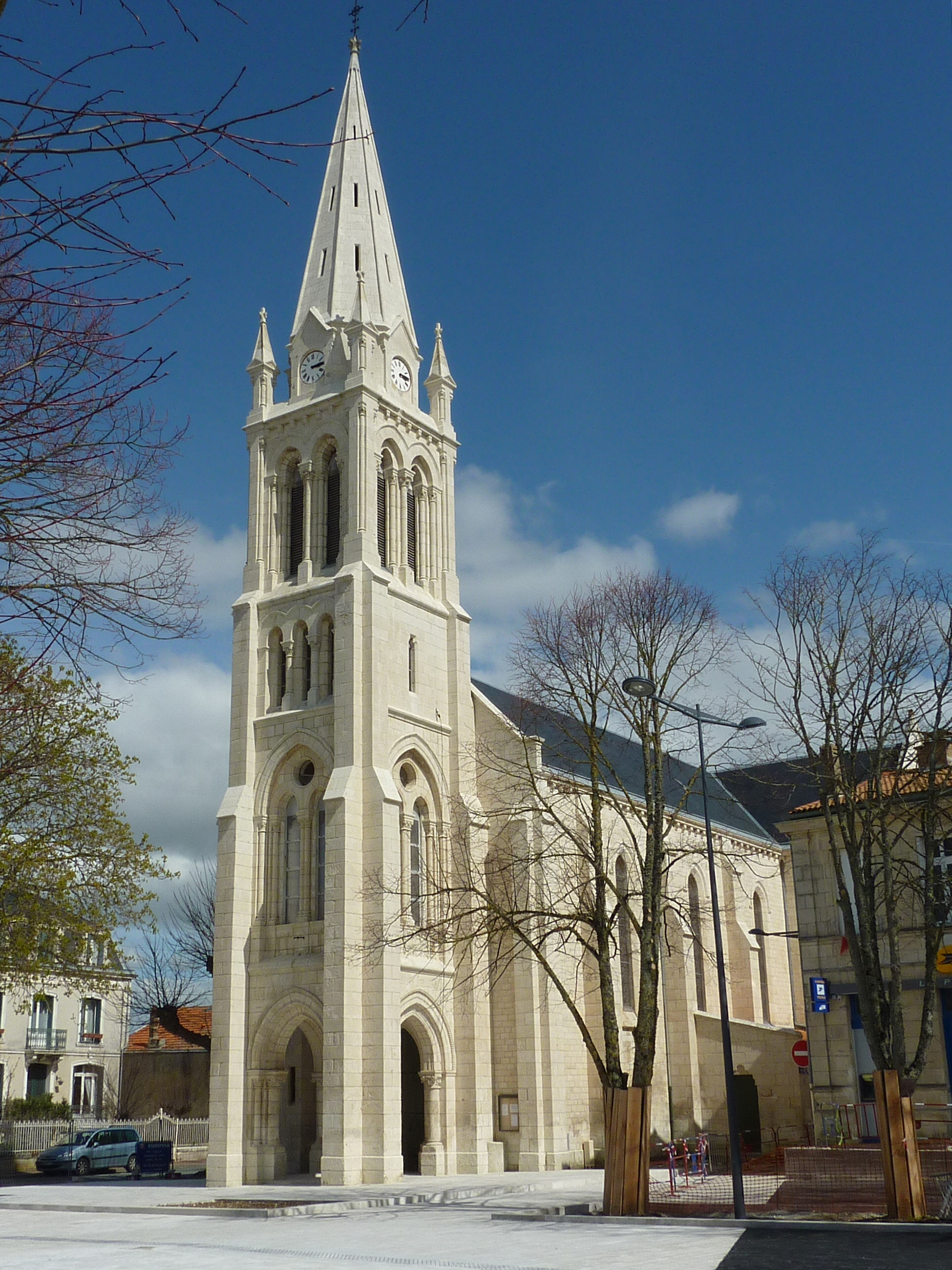
Église Saint-Gaudence.

Ce sanctuaire fut édifié à partir de 1883 sur l'emplacement d'une ancienne église du XIe siècle, qui relevait au Moyen Âge de l'abbaye de Saint-Maixent. L'édifice actuel est de style néo-gothique, avec quelques emprunts au style roman, notamment dans la partie supérieure du clocher. L'église renferme plusieurs ex-voto, dont deux maquettes de navires établies de chaque côté du maître-autel. Celles-ci représentent des navires de commerce datant sans doute du Second Empire.
L'autel en bois et une cloche de l'ancienne église — portant le nom de Madeleine, elle fut fondue en 1738 et est inscrite aux monuments historiques depuis 1942 — y sont également conservés. Une peinture du XVIIIe siècle représentant le baptême du Christ se situe dans le croisillon nord.
L'église, consacrée à saint Gaudence, évêque et martyr, saint patron de la ville, forme un plan en croix latine, comportant une nef unique de quatre travées, prolongée d'un transept et d'une abside à pans coupés. L'ensemble est voûté d'ogives. Une série de contreforts vient soutenir les murs de la nef. La façade est occupée par un porche ogival surmonté d'une tribune et d'un clocher comportant deux niveaux d'arcatures d'inspiration romane, l'ensemble étant lui-même surmonté d'une flèche en pierre de taille encadrée de quatre pinacles. Le clocher fut fissuré par le séisme de 1972, et la toiture endommagée par la tempête de 1999.

#### Plages
La ville de Fouras possède cinq plages : la Grande Plage, la plage Nord, la plage Sud, la plage de l'Espérance et la plage de la Vierge.

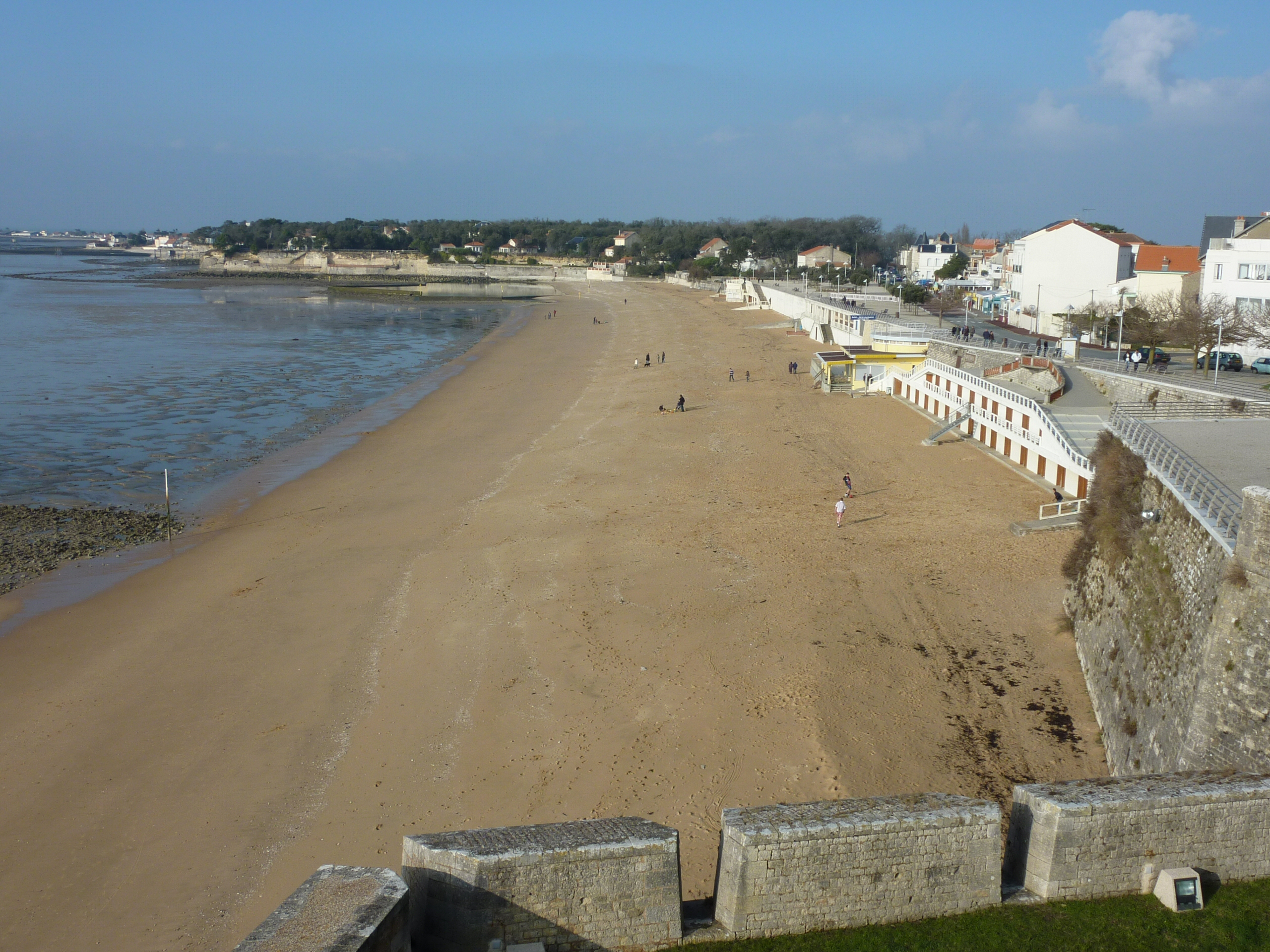
La Grande Plage Ouest.
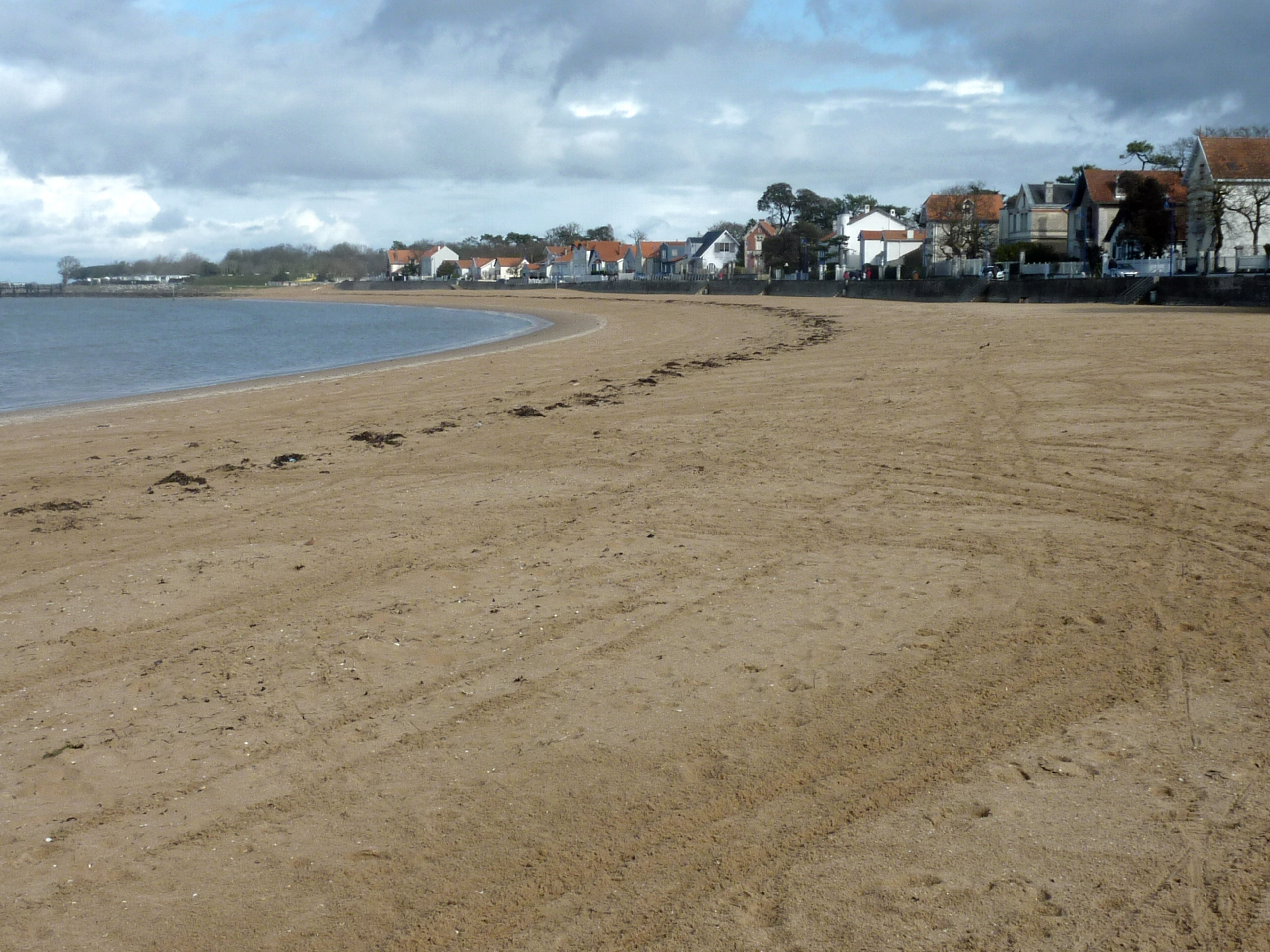
La plage Nord.
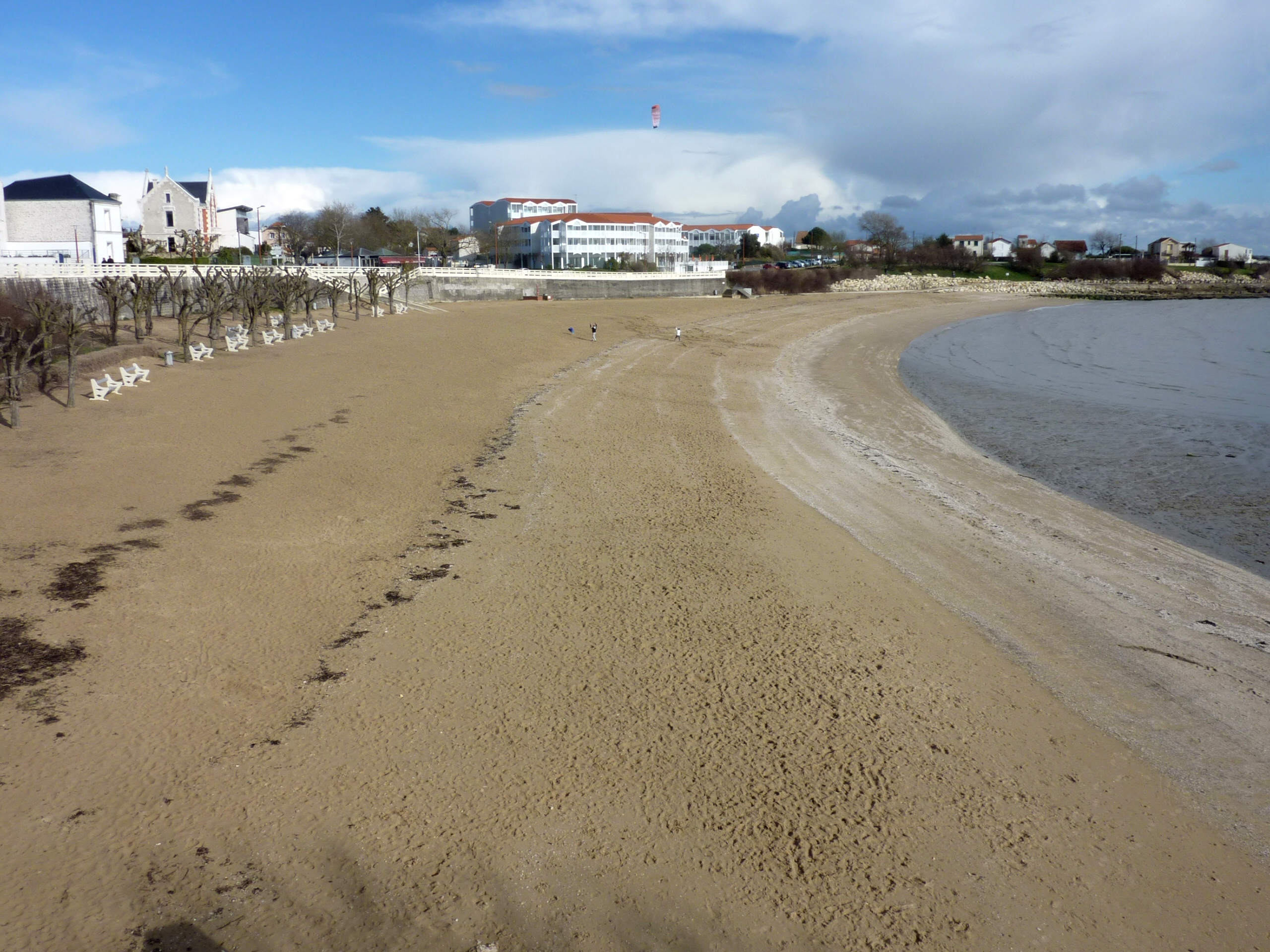
La plage Sud.
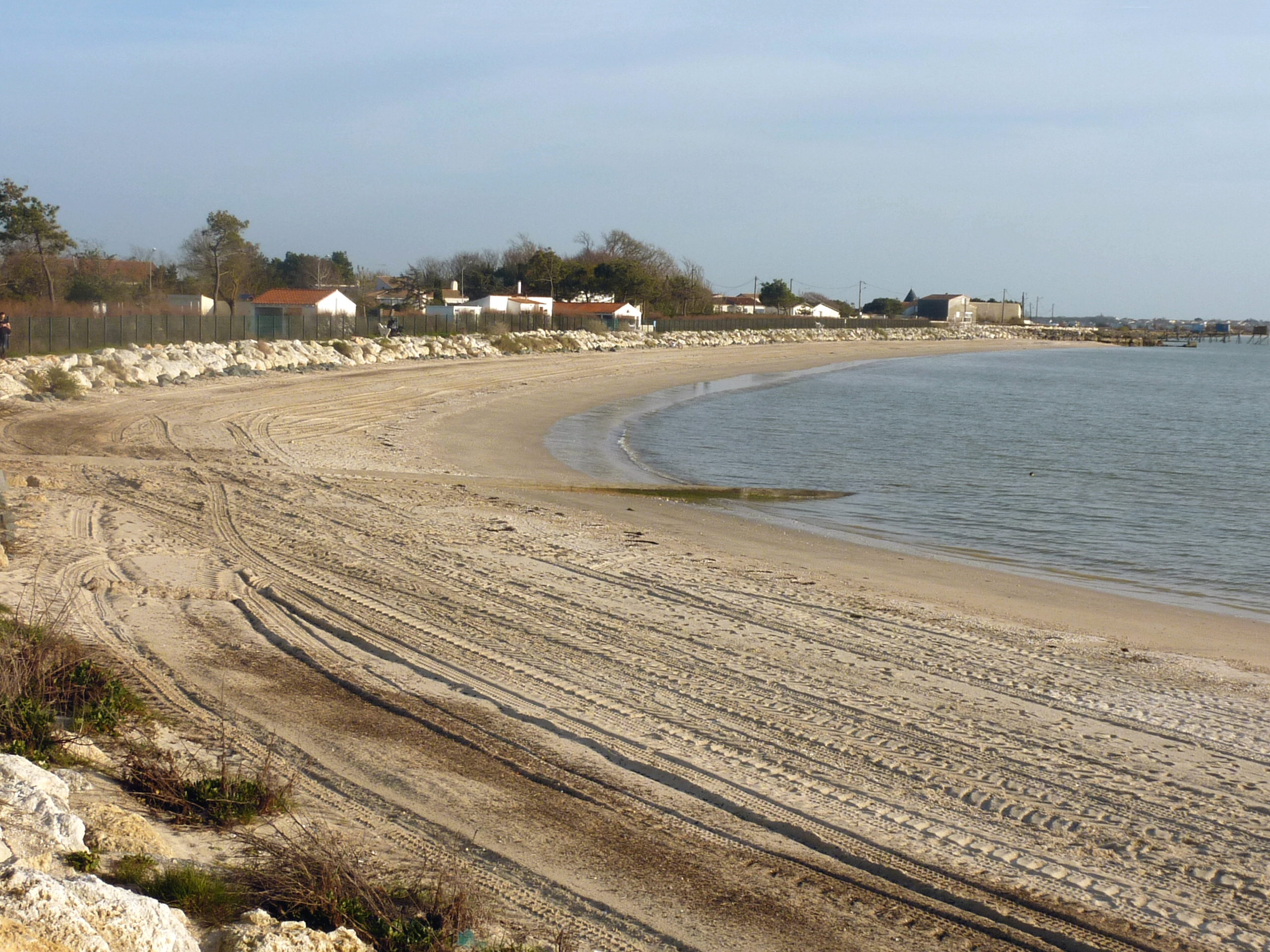
La plage de l'Espérance.
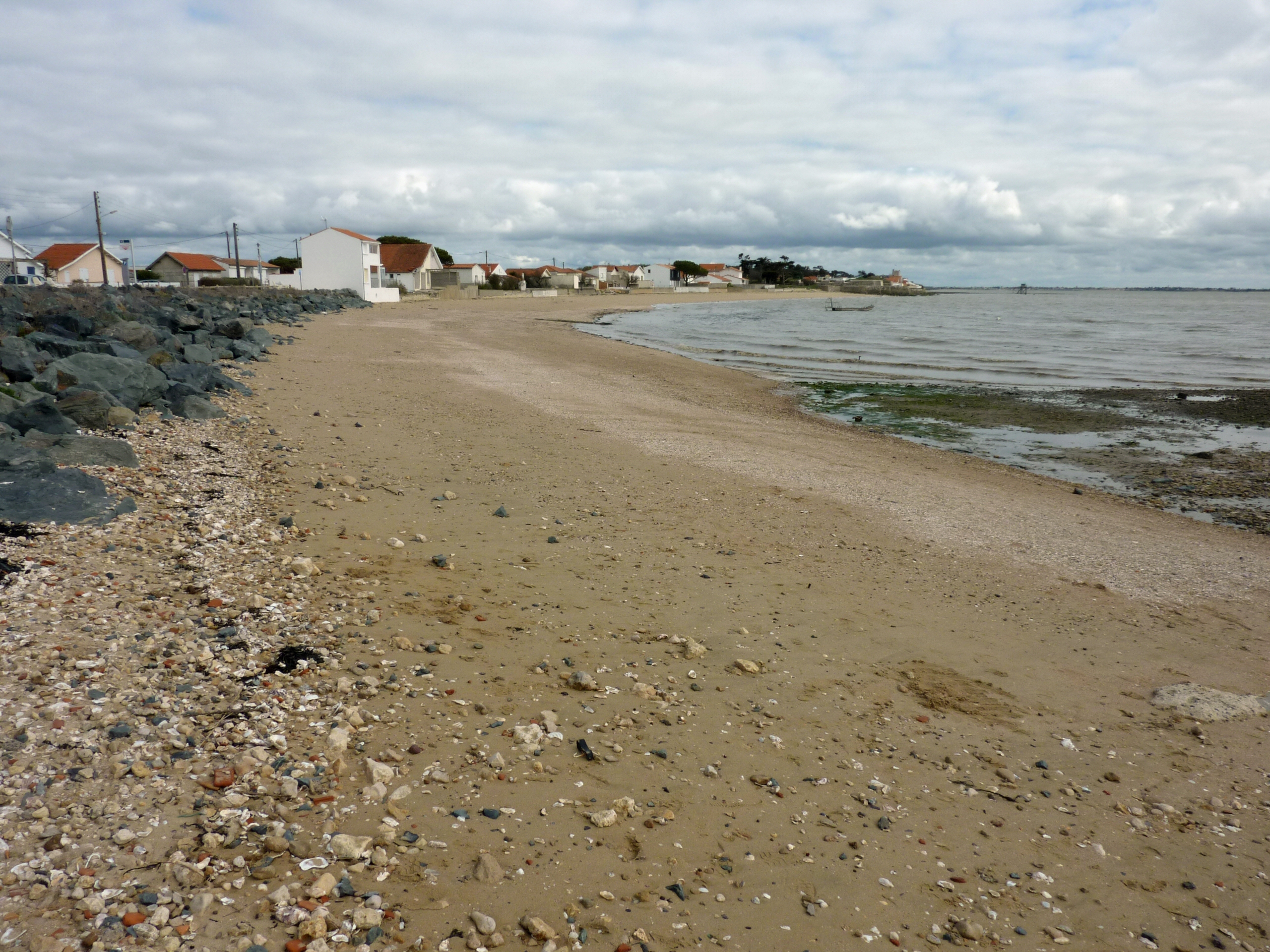
La plage de la Vierge.

La Grande Plage possède une retenue d'eau qui garantit la baignade par marée basse. Elle est bordée par une esplanade qui tient lieu de promenade. En saison, la baignade est surveillée par des sauveteurs de la SNSM, et des clubs proposent des activités ludiques pour les enfants.

La Grande Plage Ouest à marée haute vue du fort de Fouras.

### Personnalités liées à la commune
- Isaac Chadeau de la Clochetterie, seigneur du Treuil, lieutenant dans la compagnie des gardes de la Marine en 1731, s'illustra au cours d'une bataille navale contre les Anglais en 1747. Parti avec plusieurs marins fourasins pour escorter un convoi marchand, ils furent attaqués au large du cap Finisterre (Galice). Commandant en second du navire Le Sérieux, il fut renversé par un boulet de canon qui lui emporta les deux jambes. Ne voulant pas quitter son poste, il refusa les soins qu'on lui proposait et dirigea la défense du navire, jusqu'à ce qu'il soit emporté par une salve de mitraille[114]. Il est le père de Jean-Isaac Chadeau de la Clocheterie.
- José Cando, de son vrai nom Pierre Audouit, un maître de la clarinette jazz.
- Charles Amable Lenoir, né Charles Aimable Lenoire (1860-1926), peintre, élève de William Bouguereau, y a vécu quelques années avec sa famille dont le père était douanier. Il a été inhumé à Fouras le 4 août 1926.
- Charles Fouqueray (1869-1956), peintre, illustrateur, lithographe et affichiste.
- René Courcelle (1886-1955), botaniste et météorologue.
- François Richaudeau (1920-2012), éditeur.
- André Davoust (1922-2010), député et sénateur.

### Héraldique
| Blason | Blasonnement : D'azur à la barque d'argent et de gueules de deux mâts, habillée d'or et pavillonnée d'azur, d'argent et de gueules, accostée de deux poissons d'argent posés en pal, et voguant sur une mer de sinople agitée de sable, au chef parti de sable à la lune au plein d'or et de gueules au fort Vauban du lieu aussi d'argent. |

## Équipements et services

### Enseignement
La commune est équipée d'une école élémentaire publique, l'école Jean-Michenot, et d'une école maternelle publique.
Les collèges et lycées les plus proches sont situés à Rochefort, la deuxième agglomération urbaine du département.

### Les services de la santé
Fouras dispose de quelques services dans les secteurs médical, paramédical et médico-social grâce à sa vocation de station balnéaire et sa fonction de centre de villégiature.

#### Les services médicaux
Quatre cabinets médicaux regroupant six médecins généralistes dont un avec orientation en mésothérapie et en ostéopathie-médecine manuelle sont installés en ville auxquels s'ajoutent deux cabinets dentaires.
Si les médecins spécialistes sont absents de la ville, les habitants consultent ceux qui sont situés à Rochefort et à La Rochelle.
De même, Fouras n'est pas équipée d'un centre de radiologie médicale ou IRM, la ville dépend de Rochefort pour ce type de prestation.
L’hôpital général le plus proche est le nouveau centre hospitalier "Béligon" de Rochefort situé à une dizaine de kilomètres à l'est.

#### Les services paramédicaux
Fouras possède trois centres en soins infirmiers, trois cabinets de kinésithérapie, un cabinet en orthophonie ainsi que trois pédicures-podologues.
À cela s'ajoutent deux pharmacies, dont une avec services en orthopédie générale, et un opticien-lunettier. Par contre, la ville n'est pas équipée d'un laboratoire d'analyses médicales, le plus proche étant situé à Rochefort.
S'il n'existe pas de service d’ambulanciers dans la ville, celui-ci se trouve dans la commune voisine de Saint-Laurent-de-la-Prée qui assure des interventions dans l'ensemble de la presqu'île de Fouras. Il est cependant relayé par les pompiers du Centre d'intervention principal de Rochefort qui sont habilités à intervenir également dans les situations d'urgence médicale.
Par ailleurs, une clinique vétérinaire y est en activité et exerce ses services sur la presqu'île.

#### Les services médico-sociaux
Une maison de retraite, "Résidence de la Presqu'île", est équipée de 73 lits. Cet établissement privé est également une résidence médicalisée équipée d'une structure de type Alzheimer de quinze lits.

### Sports
La situation géographique de la ville la prédispose aux activités nautiques. De fait, Fouras compte actuellement plusieurs associations sportives consacrées à la voile (école de voile de Fouras, association Voile Plaisir Fouras, cercle nautique de Fouras) et au kayak de mer (Antioche Kayak).
Équipée d'un stade et d'une salle omnisports, le complexe Roger-Rondeaux, la station accueille un club de football et un club de rugby — regroupés au sein du Fouras Océan Club (FOC) — ainsi que plusieurs associations sportives consacrées à la pratique du tennis, du volley-ball, du judo et taiso, du badminton ou du tennis de table.
Un boulodrome et un ball-trap complètent les infrastructures sportives de la ville, tandis qu'un parcours de golf est implanté en périphérie de Fouras, sur la commune voisine de Saint-Laurent-de-la-Prée.

### Transports en commun
Les transports en commun de la ville de Fouras sont gérés par la société Keolis Littoral, filiale de la société Keolis, opérateur privé de transports de voyageurs. Ils se composent d'autobus faisant la jonction entre les neuf stations réparties sur le territoire communal (depuis l'embarcadère de l'île d'Aix jusqu'au centre commercial, rue Dieu-me-Garde), les cinq stations de la commune limitrophe de Saint-Laurent-de-la-Prée et le centre-ville de Rochefort, via la commune de Vergeroux. Cette ligne d'autobus interurbaine, portant la lettre G en semaine et la lettre J le dimanche et les jours fériés (hors 1er janvier et 1er mai), est l'une des huit lignes d'autobus de l'agglomération rochefortaise.

## Vie locale

### Cultes
Fouras appartient au diocèse catholique de La Rochelle et à l'archidiocèse métropolitain de Poitiers (avant 2002, à l'archidiocèse de Bordeaux). Le culte catholique y est célébré tous les samedis à 18 heures 30, et tous les dimanches à 10 heures.

La commune ne possède plus de temple protestant, cependant le culte est célébré à Rochefort.

### Marchés
Le marché est composé de deux bâtiments distincts au cœur de Fouras sur la place José-Cando. La halle aux poissons et fruits de mer et la grande halle qui abrite le marché aux autres produits alimentaires (légumes, viandes et fromages...).
Un marché forain s'étend sur quelques rues adjacentes et sur le parking du Sémaphore en été le dimanche matin.
Les deux halles sont ouvertes toute l'année chaque jour de 8 heures 30 à 12 heures 30.
Des foires mensuelles ont lieu également à Fouras depuis presque trois siècles.

### Associations
La vie associative fourasine est relativement développée, puisque ce ne sont pas moins de 89 associations qui sont présentes dans la commune. Celles-ci se répartissent en associations culturelles, patriotiques, sportives, politiques ou syndicales. Les associations à vocation culturelle sont principalement représentées par l'Association des amis du musée de Fouras, par l'Association des saisons artistiques de Fouras ou par l'Association musicale Crea'puce. La commune accueille également un club de scrabble, un club de bridge, ainsi que l'association Terre-Marine Radio, qui gère la radio associative du même nom.
Intimement liée à l'histoire militaire française — la capitulation de la « poche de La Rochelle » fut signée au fort de Fouras, la commune accueille diverses associations patriotiques et d'anciens combattants. Parmi celles-ci, on trouve une section de l'Association des anciens combattants et prisonniers de guerre (A.C.P.G.), une antenne du Souvenir Français, une Délégation des Résistants, ainsi que l'Association des officiers mariniers et quartiers-maîtres.
En tête de liste des associations sportives fourasines se trouve le FOC - Fouras Océan Club - qui regroupe un club de football et un club de rugby. Une école de voile, une association pongiste, un club de judo-jujitsu ou encore de motocross figurent parmi les 22 associations sportives recensées dans la commune.
Enfin, Fouras accueille plusieurs associations politiques, syndicales ou professionnelles, ainsi que des associations d'intérêt général : Comité de jumelage, Cercle des rencontres citoyennes, Comité des fêtes, Amicale laïque des écoles en constituent quelques exemples.

### Médias

#### Radio Terre Marine Fm
La ville de Fouras abrite les studios d'une radio associative, Terre Marine FM.
 Celle-ci, qui se définit comme « la première radio de proximité de Charente-Maritime », émet des programmes généralistes (musique, informations nationales et locales) dans une partie du département, où trois fréquences lui ont été allouées par le CSA. La fréquence de la radio à Fouras est 94.8 FM. Elle émet également sur l'ensemble du Pays Rochefortais, l'île d'Oléron, la région de La Rochelle, à Saintes, ainsi que sur internet.

#### Fouras dans la presse écrite
Les actualités de la ville sont couvertes par la presse régionale et la presse locale, représentées par L'hebdo de Charente-Maritime dont le siège est à Surgères, le quotidien régional Sud-Ouest - agence de presse de Rochefort - et par l'hebdomadaire d'informations locales, Le Littoral de la Charente-Maritime, dont le siège est fixé à Marennes.

### Télécommunications
La commune est desservie par l'émetteur de La Rochelle - ZUP de Mireuil (en réception analogique et en numérique terrestre, TNT). La diffusion numérique de cet émetteur a été activée en octobre 2006, afin de pallier les déficiences de l'émetteur de Niort-Maisonnay (altérations ponctuelles du signal signalées dans certaines zones de la Charente-Maritime). L'ensemble des chaînes nationales sont diffusées, y compris la version régionale de France 3, France 3 Poitou-Charentes, et son décrochage local, France 3 Atlantique.